# Giuseppe Garibaldi
Giuseppe Maria Garibaldi (Niça, 4 de juliol de 1807 – Caprera, 2 de juny de 1882) va ser un general, patriota, líder, escriptor, mariner i polític italià. Figura important del Risorgimento, va ser una de les figures històriques més celebrades de la seva època. També és conegut com l'"heroi dels dos mons" per les seves gestes militars realitzades tant a Europa com a Amèrica del Sud.
Considerat per la historiografia i en la cultura de masses del segle xx el principal heroi nacional italià, va començar els seus viatges per tot el món com a oficial de vaixells mercants i després es va convertir en un capità de llarg servei. La seva empresa més coneguda va ser la victoriosa expedició dels Mil que va portar a l'annexió del Regne de les Dues Sicílies al naixent Regne d'Itàlia, un episodi central en el procés d'unificació de la nova nació. Francmaçó de 33è grau de l'antic i acceptat ritu escocès, partidari de l'entrada de les dones a la maçoneria (tant fins a iniciar la seva filla Teresita), també va ocupar breument el càrrec de Gran Mestre del Gran Orient d'Itàlia; notòriament republicà i anticlerical, va ser autor de nombrosos escrits, principalment de memòries i de política, però també va publicar novel·les i poemes.

## Biografia

### Joventut

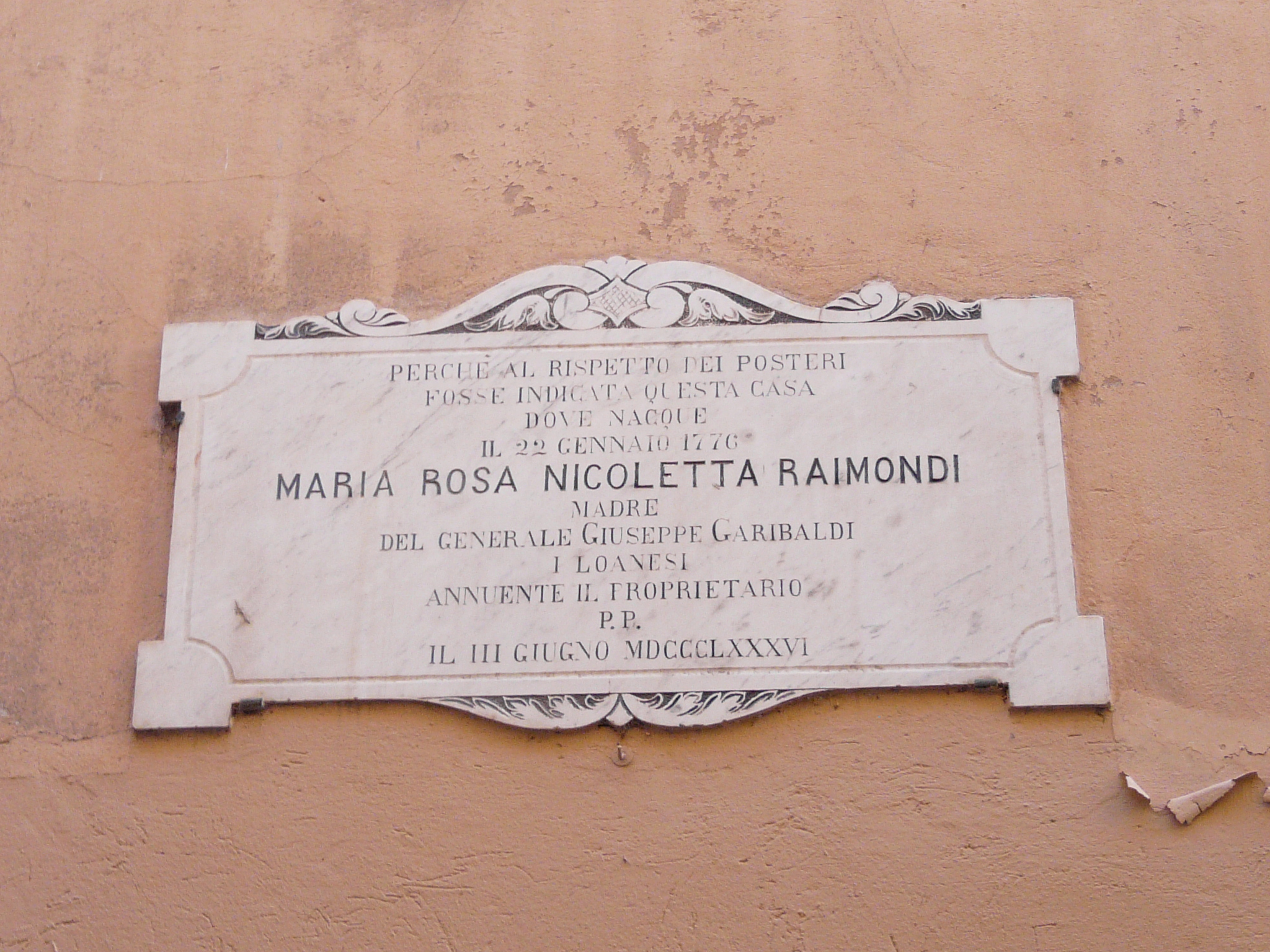
Placa al lloc de naixement de Maria Rosa Nicoletta Raimondi, mare de Garibaldi, a Loano

Giuseppe Garibaldi va néixer a Niça en el si d'una família d'origen lígur el 4 de juliol de 1807, a l'actual Quai Papacino, en un període en què el comtat de Niça, pertanyent al regne de Sardenya, estava sota ocupació francesa arran de la batalla de Marengo que havia obligat el rei de Savoia Carles Manuel IV es va refugiar a Càller. A Niça va ser batejat el 19 de juliol de 1807 a l'església dels Sants Martí i Agustí, situada a l'actual barri de la Niça Vella, i registrat com a Joseph Marie Garibaldi, ciutadà francès. La seva família s'havia traslladat a Niça el 1770; el seu pare Domenico Garibaldi (1766-1841), originari de Chiavari, era propietari d'una tartana anomenada Santa Reparata. La seva mare Maria Rosa Nicoletta Raimondi (22 de gener de 1776 - 20 de març de 1852) era filla d'un pescador originària de Loano, territori francès l'any 1807 (fins a 1805 República de Ligúria), i va morir a Niça. Com tot niçard de l'època, era occitanòfon.
Giuseppe va ser el tercer nascut de sis fills: Angelo (1804-1853), el germà gran, va esdevenir cònsol als Estats Units d'Amèrica; Michele (1810-1866) va ser capità naval; Felice (1813-1855) va ser el representant d'una companyia naviliera i productor d'oli d'oliva d'Apulia; Maria Elisabetta (1798-1799) i Teresa (1817-1820) van morir a una edat primerenca. Durant un temps, els historiadors van donar credibilitat a una versió, que després es va demostrar falsa, segons la qual Garibaldi tenia orígens alemanys. La família compartia casa vora el mar amb uns parents, els Gustavin. Hi ha poca informació sobre la infància de Giuseppe, sobretot hagiogràfica. No obstant això, la notícia és certa que als 8 anys va salvar una rentadora que havia caigut a l'aigua i que rescatar persones a punt d'ofegar-se va ser una constant, tant és així que en va salvar almenys 12.

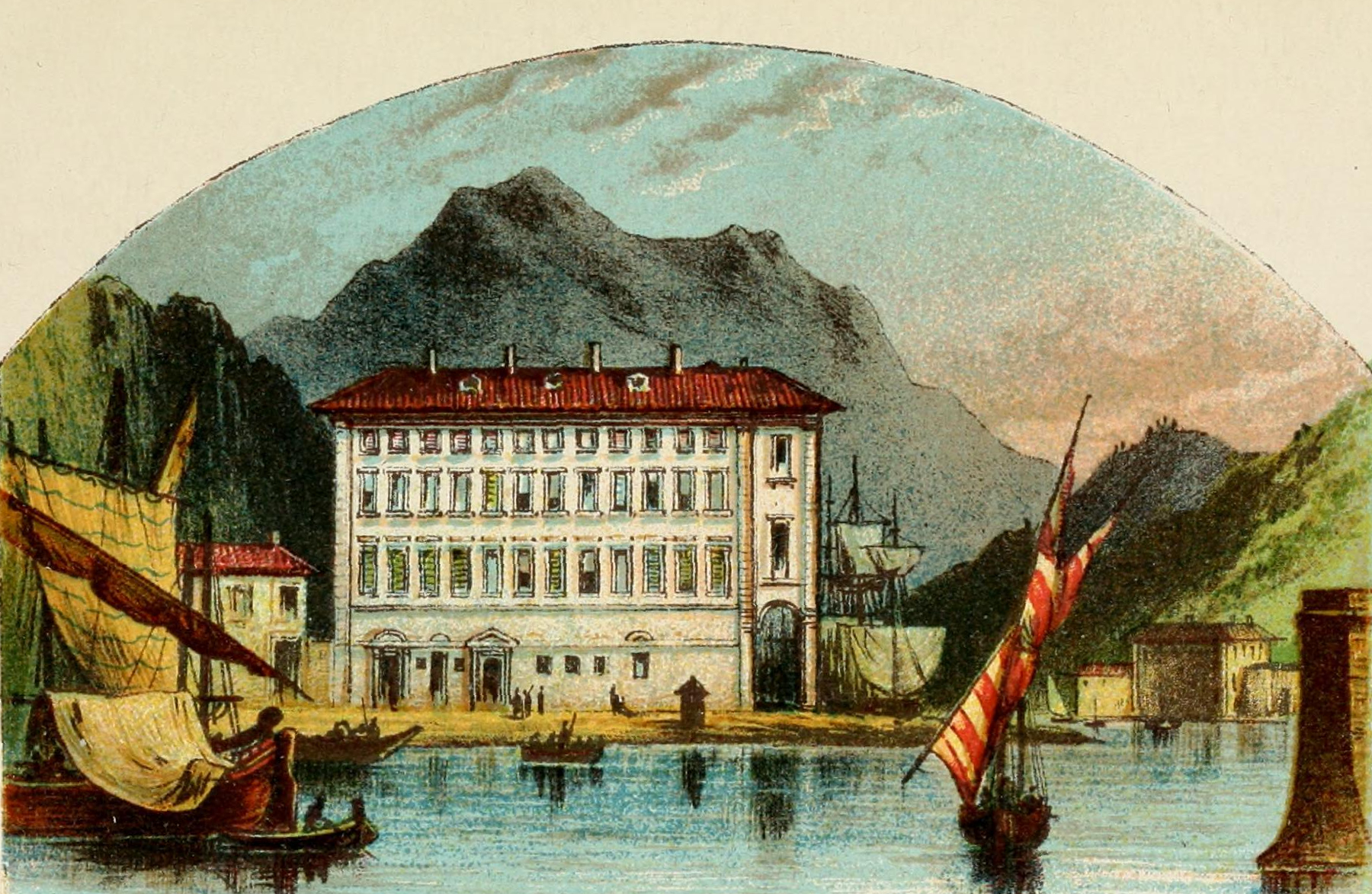
Imatge de la casa de Niça on va néixer Garibaldi

L'any 1814 es va enderrocar la casa Garibaldi per ampliar el port i la família es va traslladar. Niça va ser retornada al Regne de Sardenya per decisió del Congrés de Viena i va romandre sota el govern de Savoia fins al 1860. Els seus pares haurien volgut iniciar-lo en una carrera d'advocat, metge o sacerdot, però a Giuseppe no li agradaven els estudis, preferint els exercicis físics i la vida marinera. Ell mateix deia que era més amic de l'entreteniment que de l'estudi. Veient-se impedit pel seu pare en la seva vocació marinera, durant les vacances va intentar fugir per mar cap a Gènova amb tres dels seus companys: Cesare Parodi, Celestino Bernord i Raffaello de Andrè. Descobert per un sacerdot que va notificar a la família de la fugida, va ser aturat tan bon punt va arribar a les altures de Mònaco i portat de tornada a casa; potser el començament de la seva antipatia cap al clergat es remunta a aquest episodi.
Tanmateix, es va apassionar per les assignatures que li van ensenyar els seus primers tutors, el Pare Giaume i el "Mr. Arena". Aquest últim, veterà de les campanyes napoleòniques, li va donar lliçons d'italià i d'història antiga (especialment el fascinava l'antiga Roma). Al final va aconseguir persuadir el seu pare perquè el deixés fer una vida al mar i va ser inscrit al registre de grumets de Gènova el 12 de novembre de 1821. De la inscripció en aquest registre, s'observa que l'alçada del Garibaldi de catorze anys era de 39 3/4 unces, equivalent a aproximadament 170 cm, considerable amb relació a la seva edat i alçada mitjana en aquell moment.
Tot i que la datació del seu primer embarcament és incerta, sembla que el 13 de gener de 1824 es va embarcar a l'edat de setze anys al Costanza, comandat per Angelo Pesante de Sanremo, que Garibaldi qualificaria més tard com el millor capità de mar. En el seu primer viatge, en un bergantí amb bandera russa, va arribar fins a Odessa al mar Negre i Taganrog al mar d'Azov (ambdues antigues colònies genoveses). Va tornar-hi el 1833, trobant-se amb un patriota mazzinià que el va fer conèixer la causa de la unitat italiana. Va tornar a Niça al juliol.
L'11 de novembre, va fer un viatge curt com a grumet de reforç al Santa Reparata , navegant al costat de França en una tripulació de cinc homes Amb el seu pare, entre abril i maig de 1825, va marxar cap a Roma amb parades a Livorno, Porto Longone i Fiumicino amb una càrrega de vi, per proveir als pelegrins que venien per al Jubileu anunciat pel papa Lleó XII. La tripulació estava formada per 8 homes i allà rebria la seva primera paga.

### Navegant

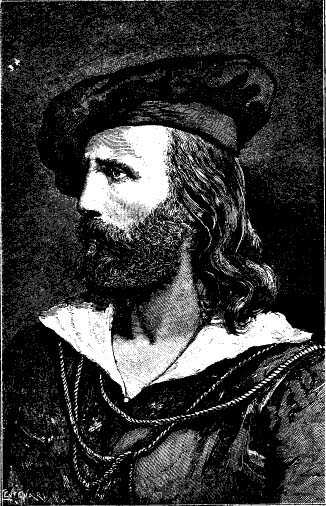
Giuseppe Garibaldi de jove

Van començar els nombrosos viatges marítims de Garibaldi; entre els que van deixar més impressió en el líder va ser el del bergantí Enea, a les ordres del qual hi havia el capità Giuseppe Gervino, durant el qual en una tempesta va veure una feluca catalana, a la qual no van poder ajudar, enfonsar-se aclaparat per les onades. El 1827, navegant amb el Coromandel, va arribar a les Canàries i el mateix any, al setembre, va sortir de Niça amb el Cortese, comandat pel capità Carlo Semeria, cap al mar Negre: durant aquest viatge el vaixell va ser atacat tres vegades pels corsaris grecs, que van saquejar el vaixell, fins i tot robant la roba dels mariners, mentre que el comandant no va oferir la més mínima resistència. En aquest viatge va patir la seva primera ferida lleu en la batalla, un esdeveniment potser exagerat per les fonts al llarg del temps.
El viatge, però, va continuar i l'agost de 1828 Garibaldi va desembarcar del Cortese a Constantinoble, on, malalt, va romandre uns tres anys: en aquell període, per mantenir-se econòmicament, esdevingué tutor, ensenyant italià, francès i matemàtiques. Entre els motius que el van fer retardar hi havia la guerra turco-rusa, que va tancar les rutes comercials marítimes; mentrestant es va integrar a la comunitat italiana, gràcies també a la presència d'un dels seus conciutadans, la senyora Luisa Sauvaigo. Garibaldi va freqüentar probablement la casa de Calosso –comandant de la cavalleria del sultà sota el nom de Rustem Bey– i l'entorn dels genovesos, que històricament estaven assentats als barris de Gàlata i Pera. Va tornar a Niça a la primavera de 1831. Tan bon punt va arribar a la ciutat va marxar immediatament, pujant a bord de la Nostra Signora delle Grazie comandada pel capità Antonio Casabona , primer com a company: després l'ancià capità li va lliurar el comandament. El 20 de febrer de 1832 se li va expedir una llicència de capità de mar de segona classe.
El mateix mes va tornar a embarcar amb el Clorinda pel mar Negre; hi havia vint homes a bord i el sou de Giuseppe era de 50 lires piemonteses al mes mentre que 100 anaven al comandant, Simone Clary . Una vegada més, el vaixell va ser l'objectiu dels corsaris, però aquesta vegada la tripulació va rebre els atacants amb trets. Garibaldi va ser ferit a la mà dreta: més tard recordarà l'incident com el seu primer combat. Va ser al Clorinda on va conèixer Edoardo Mutru, el seu futur company d'armes. L'any 1833, es van comptabilitzar 72 mesos de navegació real als registres navals. La importància de l' esperit mariner a Garibaldi s'ha subratllat diverses vegades; en els escrits d'Augusto Vittorio Vecchi, més conegut amb el nom de Jack el Bolina (i que va influir en els estudiosos posteriors sobre el tema) va definir el mar Mediterrani com un excel·lent mestre, va veure en l'heroi la ingenuïtat dels mariners a contrasta amb l'astúcia dels homes de la terra. D'una opinió semblant va ser Pino Fortini , que va afirmar que el mar l'havia format i educat moralment.
Després de 13 mesos de navegació va tornar a Niça, però ja el març de 1833 va marxar cap a Constantinoble. Tretze passatgers francesos, seguidors d'Henri de Saint-Simon, van ser afegits a l'equipatge, embarcats de nit i controlats per la policia perquè s'exiliessin a la capital otomana. El seu líder era Émile Barrault, un professor de retòrica que va exposar les idees de Saint-Simon a un Garibaldi atent. Garibaldi, llavors de vint-i-sis anys, es va veure molt influenciat per les seves paraules, però Annita Garibaldi planteja la hipòtesi que aquestes idees probablement no eren del tot noves per a ell, ja que les coneixia des que s'havia quedat a l'Imperi Otomà, un lloc triat per molts refugiats polítics d'Europa està travessat per tremolors d'autonomia i llibertat. Tot això va contribuir a convèncer-lo que el món estava ple d'una gran necessitat de llibertat. Va ser especialment impactat per Emile Barrault quan va afirmar:
| «                                                                                                   | Un home que, esdevenint cosmopolita, adopta la humanitat com a pàtria i va a oferir la seva espasa i sang a tots els pobles que lluiten contra la tirania, és més que un soldat: és un heroi | » |
| — Emile Barrault , frase informada per Garibaldi a Alexandre Dumas a Memòries de Giuseppe Garibaldi | |   |

El vaixell va desembarcar els francesos a Constantinoble i es va dirigir a Taganrog, un important port rus al mar d'Azov. Aquí, en una fonda, va conèixer un home anomenat el Creient, que va explicar les idees de Mazzini a Garibaldi. Les tesis de Giuseppe Mazzini li van semblar a Garibaldi la conseqüència directa de les idees de Barrault i va veure la lluita per la unificació d'Itàlia com el moment inicial de redempció per a tots els pobles oprimits. Aquell viatge va canviar la vida de Garibaldi; a les seves Memòries va escriure: «Certament, Colom no va sentir tanta satisfacció en el descobriment d'Amèrica com jo en trobar algú que s'ocupés de la redempció de la nostra pàtria».

### La vida com a home buscat
No hi ha certesa històrica de la primera trobada entre Garibaldi i Mazzini; el descrit a la seva biografia mostra algunes llacunes: es diu que un tal Covi va conduir el primer al revolucionari en una reunió celebrada a Marsella el 1833, però la datació no és creïble ja que el mariner va desembarcar el 17 d'agost de 1833 a Vilafranca de Mar mentre que Mazzini ja s'havia traslladat, des del juny, a Ginebra. A més, el mateix genovés va afirmar que només havia sentit parlar de Garibaldi més tard, l'any 1834. Aleshores els mariners mercants havien de servir durant 5 anys a la marina de guerra; es facilitava als que havien freqüentat rutes que conduïen a l'estranger, de fet podien decidir quan començar aquest període, en tot cas l'elecció s'havia de fer abans dels quaranta anys. Garibaldi va presentar la seva sol·licitud el desembre de 1833, convertint-se en mariner de tercera classe.

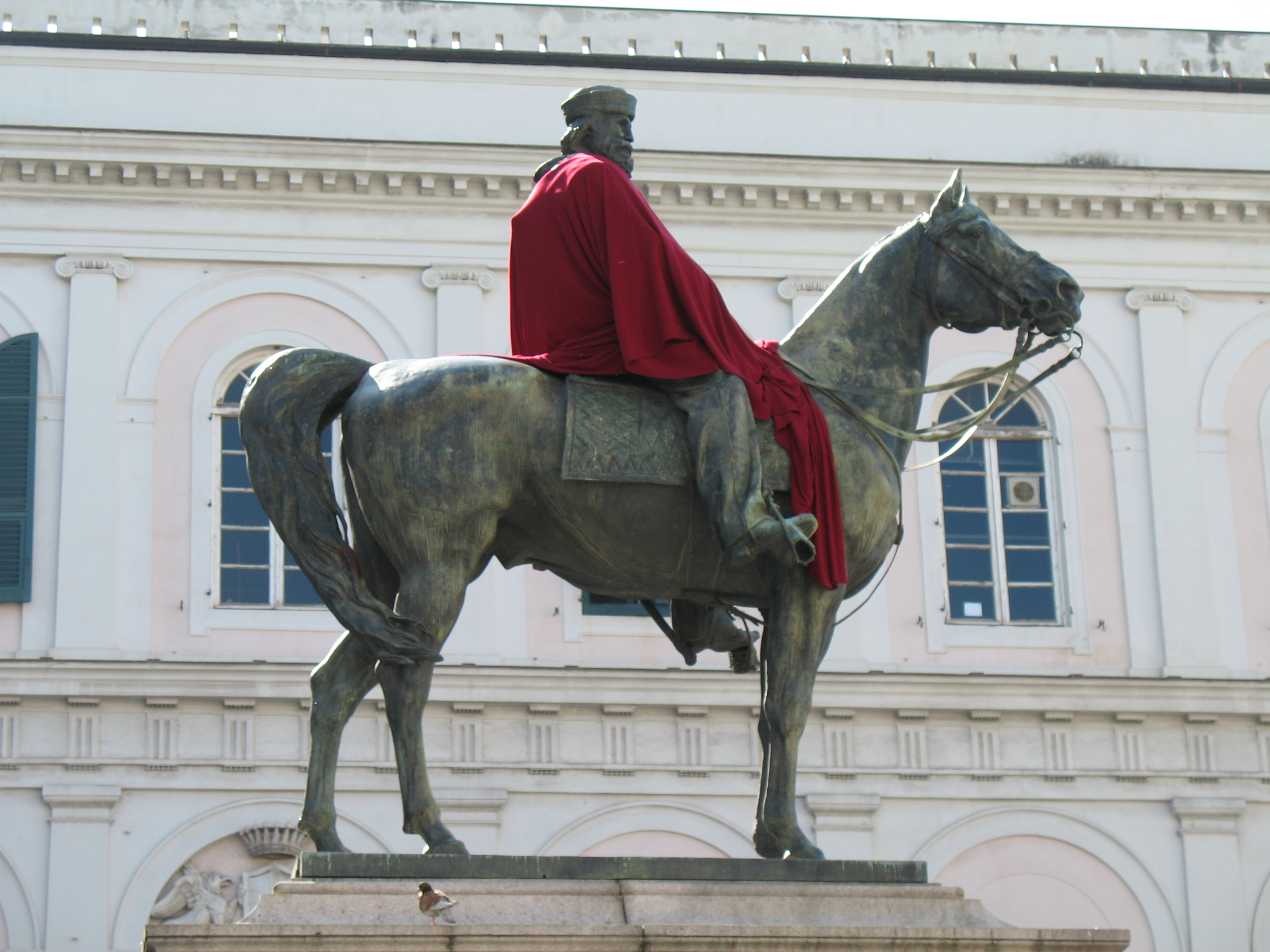
Garibaldi és recordat a Gènova amb una estàtua eqüestre situada a la Piazza De Ferrari

El 16 de desembre es va presentar a Gènova i el 26 va embarcar a l'Euridice on va romandre 38 dies. L'uniforme sard de l'ocasió estava compost per un frac negre, un barret de copa i uns pantalons blancs. Com a mariner piemontès Garibaldi va prendre el nom de batalla Cleòmbrot, un rei espartà que va lluitar contra Tebes en la batalla de Leuctra. Encara no estava registrat a Giovine Italia. En aquell període va intentar, amb Edoardo Mutru que també s'havia allistat, i Marco Pe, fer propaganda per la causa intentant fer prosèlits a bord i a terra.
Va sovintejar la taverna Colomba, la propietària de la qual Caterina Boscovich, juntament amb la cambrera Teresina Cassamiglia, l'ajudarien més tard. Va fer una mostra de la seva activitat, oferint begudes a desconeguts amb la intenció d'agregar nous elements a la causa, i va ser vist en públic, al cafè de Londres, fent servir paraules despectives cap al Rei, per aquest comportament va ser vigilat per la policia. El 3 de febrer de 1834 fou embarcat, juntament amb Mutru, al Conte De Geneys, que estava a punt de marxar cap al Brasil. Va romandre allí només un dia perquè el 4 de febrer, fingint-se malalt, va anar a terra, després d'haver dormit a l'Alférez de la Marina amb Mutru.
Mentrestant s'havia establert que l'11 de febrer de 1834 hi hauria una insurrecció popular al Piemont. Garibaldi va anar a terra per contactar amb els mazzins; però el fracàs de la revolta de Savoia i l'alerta de l'exèrcit i la policia van fer que tot fracassés. Garibaldi creia que la insurrecció hauria començat igualment; no va tornar al vaixell per participar, rebent el terme ASL (Absent Sense Llicència) al seu número de registre, i esdevenint essencialment un desertor; aquesta inacció es considerava una admissió de culpabilitat. Va esperar una hora a la plaça abans de marxar, trobant refugi primer a la casa de la verdulera Natalina Pozzo i posteriorment a la taverna i casa de la patrona, Caterina Boscovich. Mentrestant, el quasi homònim Giuseppe Garibaldi van ser detinguts (el 8 de febrer) i després el mateix Mutru, el 13 de febrer. Abans, el dia 9 o 11 abandonà Gènova.
Diverses vegades durant la fugida va escapar de la possible captura, després de creuar el riu Varo: la primera quan va ser traslladat temporalment a Draguignan a la frontera, després en una taverna on cantava per escapar de la mirada de l'hostaler que amenaçava de fer-lo detenir. Finalment va arribar a Marsella. Mentrestant va ser indicat com un dels líders de la conspiració i va ser condemnat a la ignominiosa pena de mort en absència com a enemic del país i de l'estat. Garibaldi es va convertir així en un home buscat i aleshores va viure un curt període amb el seu amic Giuseppe Pares. Va continuar viatjant amb un nom fals, assumint la identitat de l'anglès Joseph Pane: el 25 de juliol va navegar cap al mar Negre en el bergantí francès Union, afirmant ser un jove de vint-i-set anys nascut a Nàpols.
Se suposa que havia de treballar com a mariner, però en realitat es va convertir en segon. Va desembarcar el 2 de març de 1835 i al maig va estar a Tunísia. Quan va tornar a Marsella va trobar la ciutat devastada per una greu epidèmia de còlera; oferint-se com a voluntari, va treballar en un hospital, com a persona benèvola, i hi va romandre durant quinze dies. En aquest període va conèixer Antonio Ghiglione i Luigi Canessa. Com que les rutes estaven tancades en part a causa del còlera, Garibaldi va decidir marxar cap a Amèrica del Sud amb la intenció de propagar els ideals de Mazzini. El 8 de setembre de 1835 va sortir de Marsella al bergantí Nautonnier, un vaixell comandat per Beauregard, assumint la identitat falsa de Giuseppe Pane i afirmant haver nascut a Livorno; donat el seu sou de 85 francs, se suposa que no exercia els deures de mariner al mar per les quals el sou era inferior.

### Exili a Amèrica del Sud

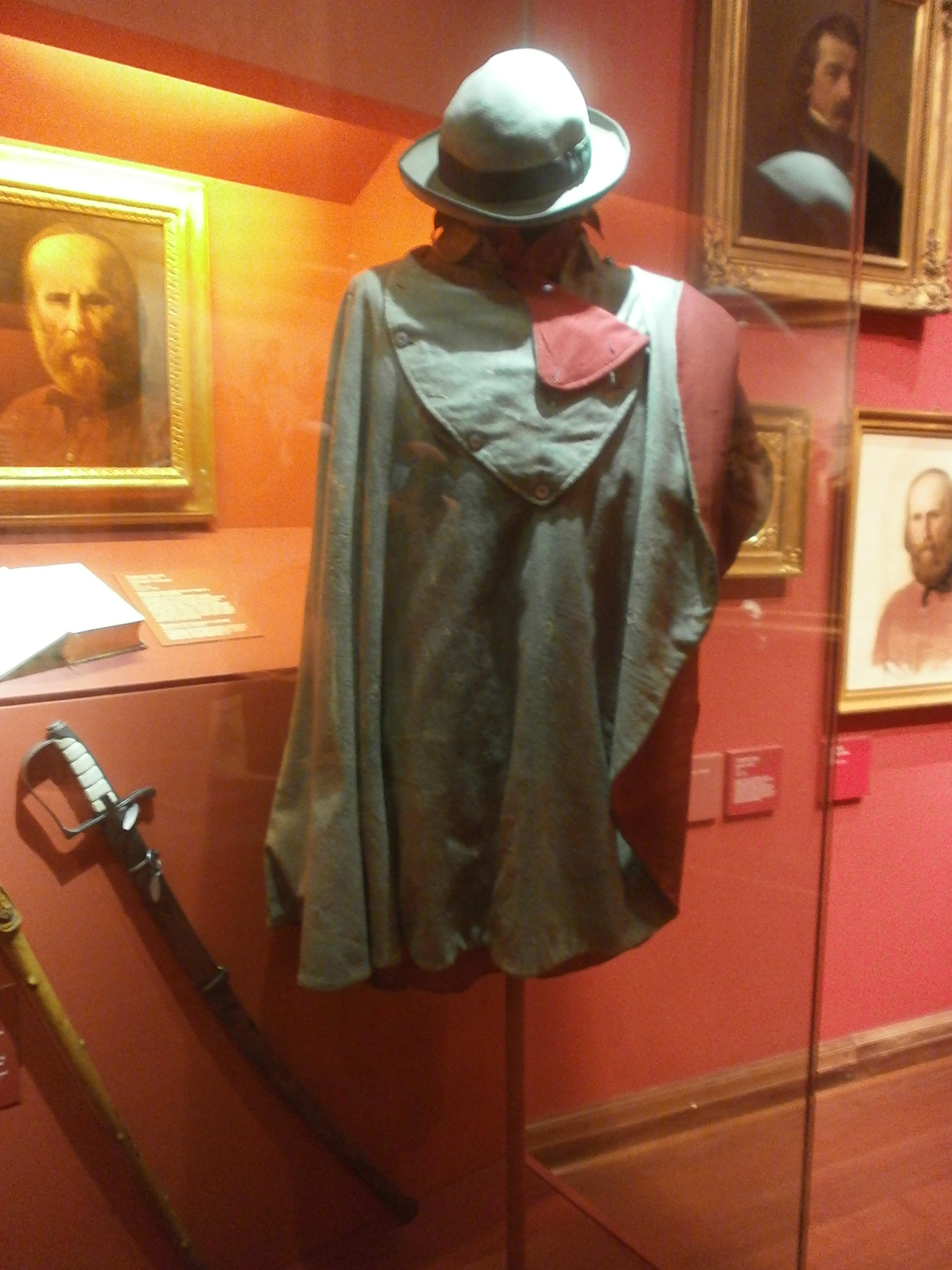
Ponxo i camisa vermella de Garibaldi (Museu del Risorgimento de Milà).

Arribat a Rio de Janeiro a la fi de 1835 o al gener de 1836, va ser rebut per la petita comunitat d'italians adherits a Giovine Italia, notificada per Canessa poc abans; aleshores va iniciar un petit comerç de pasta als ports propers. La seva primera carta va ser enviada el 25 de gener de 1836. Va intentar establir una relació amb Giuseppe Stefano Grondona, el "geni quasi infernal" com ell mateix el definiria, però sense aconseguir-ho, fins i tot donant-li la presidència de l'associació local de Giovine Italia. Va fundar una empresa amb el seu amic Luigi Rossetti, anomenada Olgiati.
Va escriure directament a Mazzini el 27 de gener, en una carta que mai va arribar al seu destí, sol·licitant que emetés "patents de cors", una autorització per iniciar una guerra pirata contra els enemics austríacs i piemontesos, una petició impossible de complir, però sense la qual les seves accions haurien estat només actes de pirateria. Va parlar obertament contra Carlo Alberto al Paquete du Rio, va editar la impressió de la carta de Mazzini a Carlo Alberto i se li van obrir les portes de la lògia maçònica irregular Asilo di Vertud.

#### A la República del Sud del Rio Grande
vegeu també: Guerra dels Farrapos
El febrer de 1837 va parlar amb Livio Zambeccari, detingut a la presó de Santa Cruz com a secretari de Bento Gonçalves, president de la República Riograndense, un estat secessionista del Brasil. Seria l'inici d'una col·laboració oficial. El 4 de maig de 1837 va obtenir una patent de cors, número sis (havien expedit un total de 12 llicències), document signat pel general João Manoel de Lima e Silva aparentment signada el 14 de novembre de 1836. Es llegia la llista de 14 homes autoritzats a utilitzar el llançament de 20 tones "Mazzini", el capità designat era João Gavazzon (o Gavarron), mentre que Garibaldi apareixia com a primer tinent. També es va registrar un altre vaixell a nom de João, el "Farropilha", de 130 tones, obtingut del govern de la República Riograndense (actual Rio Grande do Sul), rebel·lant-se contra l'autoritat de l'Imperi del Brasil dirigit per Pere II.
El vaixell comprat temps abans gràcies als diners de Giacomo Cris (nom real de Giacomo Picasso amb el qual es va donar a conèixer), havia estat batejat com Mazzini, i amb els diners recaptats d'una colecta, 800 lires fer millores. Embarcaren el 7 de maig, hi havia 12-13 homes a bord en total, entre ells el contramaestro Luigi Carniglia, el timoner Giacomo Fiorentino, João Baptista i Miguel, un brasiler. Al diari Jornal do comercio el destí del viatge es va donar com a Campos i el comandant era Cipriano Alves (un altre nom assumit per Garibaldi). La primera presa va ser una llanxa de la qual va agafar l'esclau negre Antonio, a qui va alliberar, fent-lo lliure. L'11 de maig els corsaris van albirar un semalo de cent vint tones anomenat "Luisa" i hi van pujar.

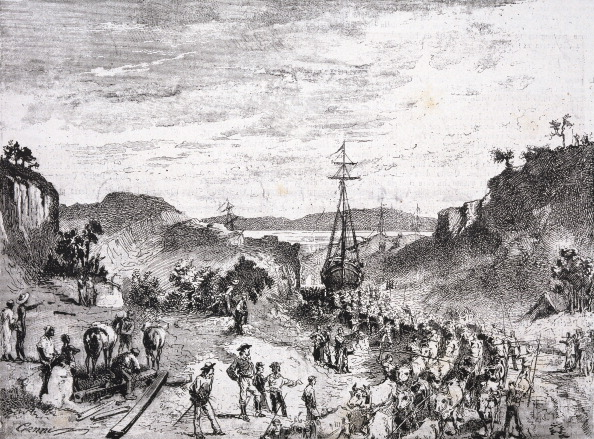
Garibaldi i els seus homes porten vaixells des de la llacuna de Los Patos fins al llac Tramandahy durant la guerra de Rio Grande do Sul.

Garibaldi va rebutjar tots els béns que el capità li havia ofert i no volia que es toquessin els seus béns personals. Vam continuar amb el nou vaixell més gran que va passar a anomenar-se "Farropilha" ("Pícar"), mentre que l'antic s'enfonsava. Els presoners van ser posteriorment abatuts, en l'únic llançament que tenien disponible, amb ells el brasiler que no s'havia adonat del perill. Posteriorment no hi ha notícies d'altres embarcaments i Garibaldi va arribar a Maldonado el 28 de maig. Mentrestant, les seves gestes es van estendre però no van aportar dades correctes: segons el Ministeri de Guerra i Marina de Montevideo, va alliberar 100 esclaus negres. Garibaldi va sortir de la ciutat la nit del 5 al 6 de juny perquè va ser advertit del perill de l' Imperi Pere, que buscava els corsaris per arrestar-los.
Tornant a marxar, no es van adonar del mal funcionament de la brúixola que, en conseqüència, els va desviar cap a les roques a l'alçada de la Punta de Jesús i María. Havent aconseguit menjar amb dificultat, el viatge es va reprendre; havent de suplir d'alguna manera la manca d'un vaixell, que van comprar després, van utilitzar com a substitut la taula on es menjaven, els barrils buits i la roba com a vela. El 15 de juny es van enfrontar a una barca, la Maria, que havia zarpat amb la intenció de capturar el corsari. En la lluita, el timoner va morir i Garibaldi, que el va substituir, va quedar gairebé ferit de mort, perdent el coneixement. Els italians restants, comandats per Carniglia, van continuar la batalla fins que van escapar. Altres mariners van abandonar el vaixell, mentre que l'heroi, després d'haver rebut tractament, es va recuperar.
Garibaldi va escriure al general Pascual Echagüe demanant ajuda i obtenint-la parcialment: el vaixell va marxar cap a Buenos Aires, arribant-hi el 20 d'octubre i va ser retornat al propietari, mentre que els corsaris restants no podien sortir de Gualeguay (Argentina), ja que eren presoners del governador Juan Manuel de Rosas. Mentrestant va aprendre castellà. Després d'haver intentat fugir, va ser capturat i torturat per Leonardo Millán, i va romandre dos mesos a la presó de Bajada, després dels quals va ser alliberat (febrer de 1838), per manca de proves. Havent arribat als seus amics Rossetti i Cuneo a Paraná Guazú, es va assabentar de la detenció de João Gavazzon i Giacomo Picasso. El maig de 1838 va arribar a cavall a Piratini, fent un viatge de 480 km. Aquí va conèixer en persona Bento Gonçalves i va quedar fascinat per ell.
Al llarg del riu Camacuã s'organitzà una drassana: el cap de les obres era John Griggs, d'origen irlandès, mentre que Garibaldi esdevingué el comandant de la flota. Dos llançaments estaven preparats per ser llançats: el Rio Pardo (15-18 tones), on va embarcar el mateix Garibaldi, i l'Independencia, la tripulació del qual comptava amb un total d'unes 70 persones, entre les quals Mutru i Carniglia. Van marxar el 26 d'agost de 1838 i van aconseguir superar la barrera posada pels vaixells enemics. El 4 de setembre van albirar dos vaixells enemics: un d'ells va fugir i l'altre, un sumac anomenat La Miniera, es va rendir. Hi havia el problema de repartir el botí: dividir-se en tres parts segons el que s'havia escrit en l'acord redactat per Rossetti, 8 (de les quals una a Garibaldi) segons el que es va decidir al final, per decisió del conseller d'Hisenda d'Almeida. L'almirall Greenfell, alarmat pel que havia passat, va fer escortar cada vaixell amb els de guerra, mentre que altres vaixells es van afegir a la petita flota de Garibaldi i d'altres estaven en construcció.
El 17 d'abril de 1839, alertats pel crit "el moringue ha desembarcat" (aquest era el nom del major Francesco Pedro de Abreu, que havia rebut l'ordre d'eliminar Garibaldi), van frustrar un intent d'emboscada, encara que els enemics eren afavorits per la boira. Es van enfrontar als aproximadament 150 homes enviats, ferint el mateix Moringue i obligant-los a retirar-se: va ser una victòria que es va fer famosa com ("Batalla de Galpon de Xarqueada"). El ressò de la victòria es va fer oficial per l'informe del ministre de la Guerra al parlament brasiler. Va participar, doncs, com a capità-tinent, en la campanya que va portar a la presa de Laguna, el comandament de la qual va ser confiat al coronel David Canabarro, de la capital de la província adjacent de Santa Catarina.
La tàctica utilitzada va ser singular: vam remuntar el riu Capivari, crecut per les últimes pluges, fent avançar els vaixells per terra, amb l'ajuda de dos carros preparats en unes séquies, remolcats fins a arribar a la llacuna Thomás José i baixar pel Tramandaí. Per a aquest projecte es van escollir dues noves llanxes: Farroupilha (18 tones, sobre les quals Garibaldi donava les ordres) i la Seival (12 tones, comandada per Griggs). El 5 de juliol es va iniciar el transport terrestre evitant l'atac enemic que es preparava més tard, finalitzaria l'11 de juliol, tres dies després el 14 de juliol tornarien a navegar. El vaixell de Garibaldi resultà massa pesat: el timó es trencà i el vaixell bolcà el 15 de juliol de 1839. Durant la tempesta, entre d'altres, Mutru, Carniglia i Procopio (un esclau alliberat que havia ferit el Moringa). L'assalt encara es durà a terme amb l'únic Lancione que queda, el Seival, dirigit per Garibaldi; al davant tenien un bergantí i quatre llanxes. Es va dirigir cap al sud conduint els perseguidors, formats per dos llanxes, el Lagunense i l' Imperial Catarinense, en una trampa. Els soldats amagats entre la densa vegetació van atacar els vaixells i els van conquerir; després van ser utilitzats per distreure les altres dues llanxes, la Santa Ana i l'Itaparica es van rendir, i el bergantí Cometà va fugir.
El 25 de juliol de 1839 es va conquerir Laguna i amb el seu nou nom, Juliana, es va proclamar la república catarina. Les forces imperials van enviar al mariscal Francisco José de Souza Suares de Andrea amb una flota de 12 vaixells i tres llanxes: en els primers enfrontaments va morir Zeferino Dutra, un home al qual Garibaldi havia deixat el comandament de la resta de la flota. L'heroi va prendre el comandament de la Libertadora rebatejada Rio Pardo, mentre que el Seival va ser confiat a Lorenzo Valerigini. L'embarcament era necessari, però prop de la llacuna hi va haver un bloqueig naval creat per les forces imperials, i per superar-lo, el 20 d'octubre es va enviar un sumac per distreure els vaixells que partien a la seva persecució, deixant la resta de la flota lliure per actuar.
En una d'aquestes accions es van trobar davant del vaixell Regeneração que, amb els seus vint canons (els tres vaixells només tenien un canó cadascun), va posar en fugida els vaixells. També van fugir d'Andorinha pel mateix motiu , esperant tornar a la llacuna. Era el 2 de novembre, Rio Pardo va tornar uns dies després. Va liderar a contracor l'atac a la població d'Imaruí amb la intenció de castigar-la per la seva traïció.
El 4 de novembre, l'exèrcit imperial, format per 16 vaixells amb un total de 33 canons i 900 homes, va reconquerir la ciutat. Els republicans, després d'haver calat foc als vaixells sense haver arribat l'ajuda sol·licitada, es van refugiar a les terres altes, Griggs va ser mort. A terra ferma els combats van continuar, i va ser el primer de Garibaldi: el 14 de desembre de 1839 a Santa Vitória do Palmar va atacar l'enemic amb els seus mariners, obligant-lo a retirar-se; posteriorment, el 12 de gener de 1840, prop de Forquetinha, Garibaldi, al capdavant de la infanteria, va rescatar el coronel Teixeira amb 150 homes. Garibaldi va reunir els supervivents, 73 homes en total, van pujar a un turó i només de nit els perseguidors van deixar la cacera. Van marxar durant quatre dies fins als voltants de Vacaria i després van tornar a Rio Grande.
| « | Garibaldi és un home capaç de triomfar en qualsevol empresa. | » |
| — Alessandro Walewski de J. Duprey, Un fils de Napoleón dans les pays de la Plata au temps de Rosas, París-Montevideo 1937, p. 164. |                                                              |   |

L'abril de 1840 els dos exèrcits es van reunir prop del riu Taquari; 4.300 tropes imperials, sota el comandament del general Manuel Jorge Rodrigues que s'haurien enfrontat a 3.400 riograndeis però no hi va haver batalla. Es va decidir atacar San José do Norte, un punt estratègic de subministrament. Dels quatre forts disposats per a la defensa, tres van ser destruïts en poc temps, l'acció va ser dirigida per Gonçalves amb Teixeira. L'almirall Greenfell va enviar reforços quan Garibaldi va suggerir cremar la ciutat però la idea no va ser acceptada; un cop van fugir, els niçois es van aturar per ordres donades a San Simón; poc després, el 24 de setembre de 1840, Rossetti va ser mort. Arribat a São Gabriel, es va fer amic de Francesco Anzani. Se li va permetre anar a Montevideo i prendre 1.000 bous com a botí de conquesta; va aconseguir que 900 comencessin el camí, però al final, després de recórrer 600 km, la majoria d'animals s'havien perdut i, de fet, només 300 van arribar al seu destí el juny de 1841 a causa dels robatoris repetits per part de pastors infidels.

#### Guerra civil uruguaiana
vegeu també: Guerra Civil Uruguaiana i Batalla de Montevideo (1843-1851)
S'allotjava a casa d'uns amics. No se sap exactament quan Garibaldi va ingressar a la marina uruguaiana, (armada uruguaiana a la guerra civil al costat dels "Colorados" uruguaians aliats amb els unitaris argentins que es van enfrontar als "Blancs" de l'antic president uruguaià. Oribe, al seu torn aliat amb els federalistes argentins de Rosas), però quan va succeir li van donar el grau de coronel i se li va encarregar una missió: un cop sortit de Montevideo per mar, va haver de penetrar el riu Paranà fins a Bajada (l'actual ciutat de Paraná) i després portar el botí tret dels vaixells trobats a Corrientes, una missió definida com a "suïcida".
Hi havia tres vaixells: el Constitución (de 256 tones i 18 canons, comandat directament pel Nicoise), el bergantí Pereyra , comandat per Manuel Arãna Urioste, i la goleta mercant Procid , comandada per Luigi De Agostini. Els tres vaixells van marxar el 23 de juny de 1842. Durant el viatge la Constitución va encallar i va ser rescatada pel Procida mentre arribava la flota argentina; era l'almirall  William Brown (1777 - 1857) al comandament de set vaixells, un dels quals, el Belgrano, també va encallar. Va ser gràcies a la boira que Garibaldi i els altres vaixells van aconseguir escapar malgrat l'intent de persecució de Brown, que no obstant això va prendre la ruta equivocada.
La navegació va continuar al Paraná a partir del 29 de juny i van arribar a la Bajada tal com estava previst el 18 de juliol. Van continuar el seu viatge passant pel petit port de Cerrito. Els vaixells de Brown, als quals s'hi sumaven els comandats pel major Seguì, arribaven als vaixells de Niça prop de la Costa Brava: d'una banda 3 bergantins i 4 goletes, amb un total d'uns 700 homes i 53 canons, mentre que Garibaldi podia comptar amb dos dels vaixells de Brown. tres vaixells com el Procida es van desenganxar precedint-los a Corrientes, 29 canons i uns 300 homes, tots dos també tenien embarcacions més petites.
El 16 d'agost, Brown va començar a disparar. Els intents de resistència van ser inútils; Urioste va intentar portar la lluita a terra però va ser derrotat, mentre Alberto Villegas amb el seu grup va fugir. Després de tres dies de lluita, els vaixells van ser incendiats, però alguns dels corsaris van ser volats amb ells. Garibaldi es va traslladar primer a Goya i, després de diversos moviments, es va trobar a Paysandú el 19 de novembre; aquí va rebre ordres del general Felix Edmondo Aguyar de dur a terme algunes accions militars. Aleshores va ser cridat a Montevideo, però abans d'arribar-hi va haver de cremar la flotilla que va manar de nou. Arribat el desembre de 1842 amb la tasca de reconstruir la flota perduda, amb un atac el 2 de febrer de 1843 va enfonsar un bergantí que formava part de la flota de Brown; pocs dies després es va rebutjar un primer intent del general Manuel Oribe; el setge va començar el 16 de febrer de 1843. El 29 d'abril, després d'haver reforçat l'illa de Ratas, es va trobar novament enfrontat a Brown l'endemà. L'almirall tenia dos bergantís i dues goletes, Garibaldi tenia dues barques amb un canó cadascuna; els anglesos van intervenir i els van salvar.

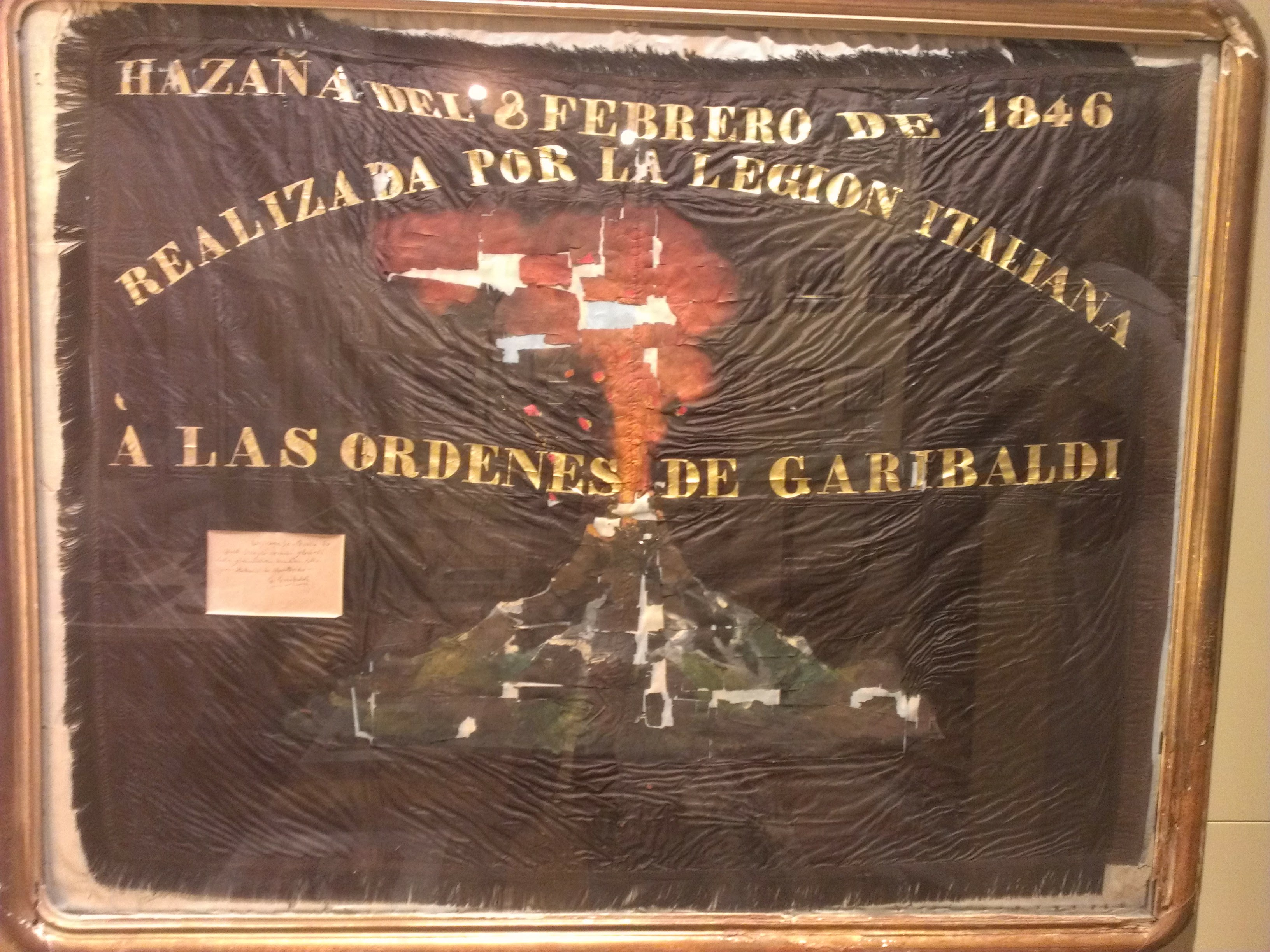
Bandera de la Legió Italiana a l'Uruguai (1846)

A finals d'any prengué el comandament de la Legió Italiana. El color escollit per als uniformes va ser el vermell; la bandera, un drap negre representava el Vesuvi en erupció. Més tard va ser traït pel coronel Angelo Mancini. Després de petites victòries aconseguides, va rebutjar en una carta del 23 de març de 1845 la proposta feta al gener pel general Fructuoso Rivera, cap dels Colorados, que volia cedir unes terres a la Legió Italiana.
Es va intentar posar fi al setge: els almiralls Samuel Ingliefeld i Émile Lainé, s'hi van oposar sense èxit, mentre Brown es va retirar, i més tard va voler saludar el seu oponent. L'agost de 1845 Ingliefeld va començar a obrir un passatge juntament amb Garibaldi, amb la intenció de conquerir els ports enemics. Els niçois comandaven dos bergantins: el Cagancha (64 homes) i el 28 de Marzo (36 homes), i altres vaixells. S'hi va afegir l'assistència vàlida de Juan de la Cruz i José Mandell. Després d'haver pres l'illa de Biscaino i Gualeguaychú s'hi van afegir la goleta francesa Eclair al comandament de la qual estava Hippolite Morier, van arribar davant de Salto, ocupada pels homes de Manuel Lavalleja. Després de ser derrotat per Francesco Anzani, va abandonar la ciutat que va ser ocupada per Garibaldi el 3 de novembre. Giuseppe Garibaldi va ingressar a la maçoneria l'any 1844 a la Lògia "Asil de la Vertud" de Montevideo (o potser, com diuen alguns, del Rio Grande del Sud), una lògia "espura", emanació de la maçoneria brasilera i no reconeguda per les grans Comunions del món. El mateix any, el 18 d'agost, va ser regularitzat a la Lògia "Amis de la Patrie" de Montevideo sota l'obediència del Gran Orient de França, en el registre de la Lògia se li va assignar el número 50.

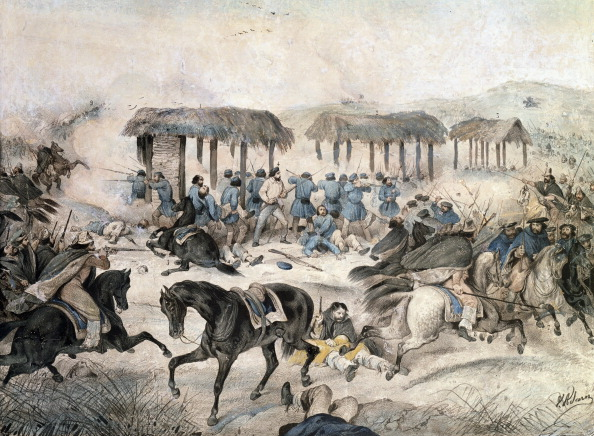
Garibaldi en la batalla de San Antonio

Justo José de Urquiza va iniciar el setge de la vila el 6 de desembre; després de divuit dies d'atacs va deixar part dels seus homes, 700 d'ells, i va abandonar l'empresa. El 9 de gener de 1846 Garibaldi va aconseguir la seva primera victòria contra els assetjadors, atacant de nit. Mentrestant, el general Anacleto Medina arribava per donar un cop de mà als seus 500 cavallers; Garibaldi va intentar enfrontar-s'hi amb 186 legionaris i 100 homes dirigits pel coronel Bernardino Baez però al seu torn van ser agafats per sorpresa pel general Servando Gómez prop de San Antonio. Els homes van trobar refugi a les restes d'un salader, on s'organitzaven, disparant només a boca de canó; i, atacant després amb la baioneta, van aconseguir resistir l'atac; després de vuit hores de lluita, Garibaldi va ordenar la retirada. Hi havia 30 morts més 13 ferits mentre que Servando n'hauria comptat més de 130.
Els difunts seran recollits i enterrats en una fossa comuna on es plantà una bandera en el seu honor: era el 8 de febrer de 1846. Els niçards van romandre a Salto durant diversos mesos, repel·lint tots els atacs. El 20 de maig va atacar Gregorio Vergara durant la nit i a la tornada abans de creuar un rierol va decidir atacar els soldats que els perseguien comandats per Andrés Lamas. Les gestes d'ultramar de Garibaldi es van fer famoses a Itàlia gràcies a Raffaele Lacerenza, que va distribuir pagant de la seva butxaca sis mil exemplars del Decret de gràcia i honors atorgats pel govern de Montevideo als legionaris italians.

### Giuseppe i Anita
Giuseppe i Anita es van conèixer a Laguna l'any 1839: es diu que, després d'haver-la emmarcat amb el telescopi mentre era a bord del Itaparica, un cop va arribar a ella li va dir, en italià: "Deus ser meva". Ana Maria de Jesus Ribeiro da Silva (aquest és el seu nom complet) es va casar el 30 d'agost de 1835 amb el sabater Manuel Duarte de Aguiar, molt més gran que ella, que, havent-se enrolat entre les forces imperials, havia fugit de Laguna un temps abans, però la seva dona no el va seguir. Nascuda el 1821 a Merinhos, tenia 18 anys en el moment de conèixer Garibaldi. Garibaldi i Ana Maria, que van passar a la història i gairebé a la llegenda del Risorgimento italià amb el diminutiu Anita, es van casar el 26 de març de 1842 a l'església de San Francesc d'Assís amb una cerimònia religiosa. Segons la llegenda, l'Anita, una experta geneta, va ensenyar a muntar al mariner italià, que fins aleshores havia estat completament inexpert en l'equitació. Josep, al seu torn, la va instruir, per voluntat o necessitat, en els rudiments de la vida militar.
Va intentar que Anita i els seus fills se separessin de la seva mare, però el juny de 1846 va obtenir una opinió contrària del ministre d'Afers Exteriors de Carlo Alberto, Solaro della Margarita. Els legionaris planejaven tornar a la seva terra natal, i gràcies a la col·lecció organitzada entre d'altres per Stefano Antonini, Anita, amb els seus tres fills, i altres familiars dels legionaris partiren el gener de 1848 en un vaixell amb destinació a Niça, on van ser confiats durant un temps a la cura de la família de Garibaldi. Garibaldi no va sortir d'Amèrica juntament amb Anita i els seus fills, sinó més tard, a l'abril, amb uns setanta dels seus legionaris. Un cop esclatats els moviments independentistes italians, va ser autoritzat a tornar als estats sards amb un grup de soldats.

### Primera Guerra de la Independència
Giuseppe Garibaldi va tornar a Itàlia el 1848, poc després de l'esclat de la Primera Guerra de la Independència. Va ser nolejat un bergantí sard anomenat Bifronte, rebatejat com Speranza (o Esperanza); el mateix Garibaldi fou nomenat capità i la sortida es produí el 15 d'abril de 1848, a les 2 de la matinada; s'havien embarcat 63 homes. Van arribar a la vista de Niça el 23 de juny. Això va ser anticipat per un dels seus lloctinents, Giacomo Medici, i per una certa notorietat, gràcies a l'obra de Mazzini. Després d'haver tornat per tant a Europa per participar en la primera guerra d'independència contra els austríacs, el 25 de juny es pronuncià a favor de Carles Albert de Savoia; el 29 de juny es trobava a Gènova i per arribar a Roverbella, prop de Màntua, va haver de demanar a un amic 500 lires. La trobada amb Carlo Alberto va tenir lloc el 5 de juliol: va ser rebut fredament, per l'antiga convicció; incapaç d'oferir-li ajuda, li va aconsellar d'anar a Torí a verure el ministre de la guerra, que al seu torn li va proposar anar a Venècia.

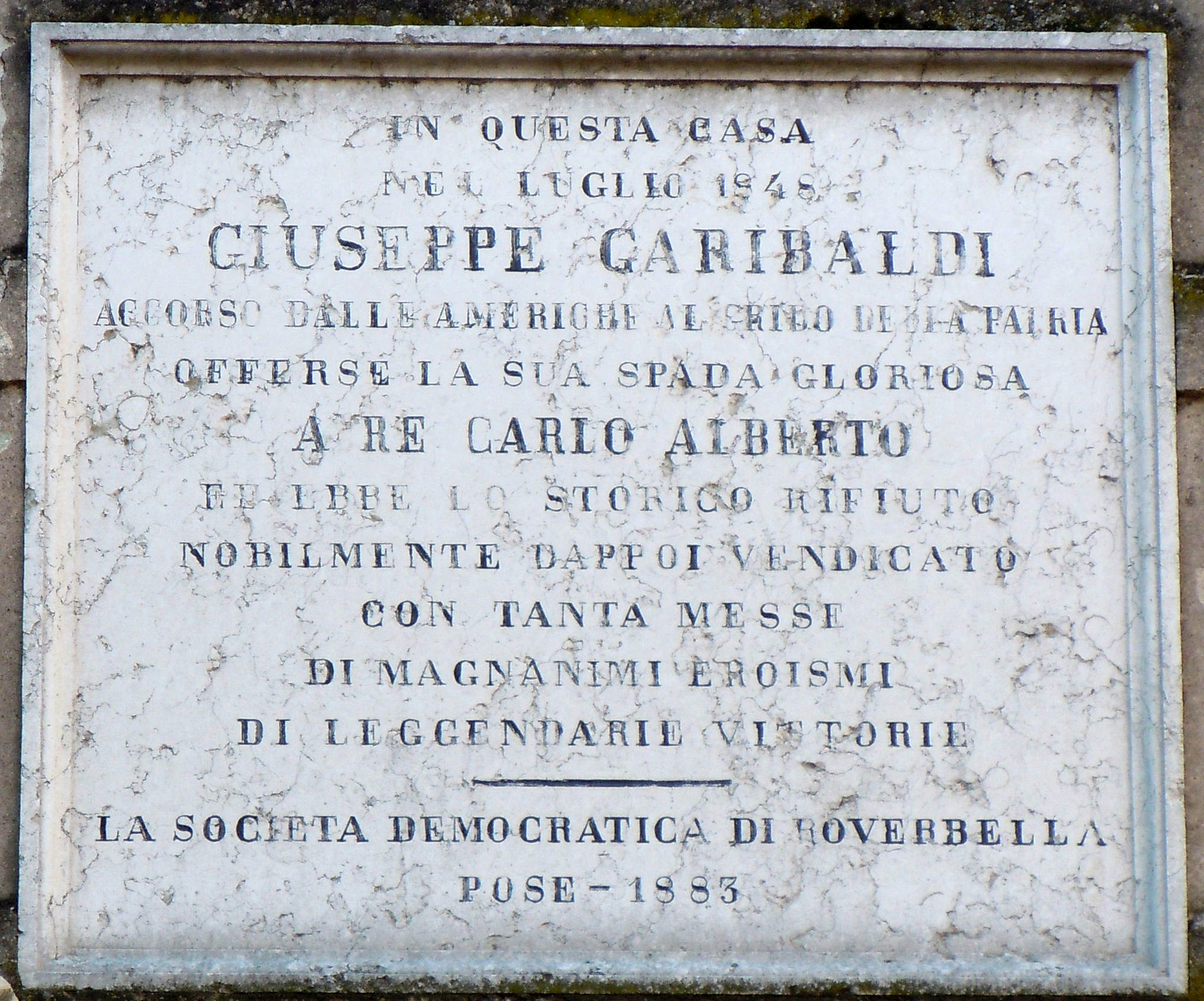
Roverbella, placa en record de la trobada amb Carlo Alberto.

El 1848 va conèixer a Mazzini a Milà, sent en part decebut, amb pensaments molt diferents. No obstant això, va participar en la guerra com a voluntari al servei del govern provisional de Milà, amb el càrrec de general. Va formar el batalló Anzani, del qual va posar al comandament a Giacomo Medici, i va marxar a Brescia el 29 de juliol, havent rebut l'encàrrec d'alliberar-lo. El nombre dels seus homes era d'uns 3.700 i van utilitzar la roba abandonada pels austríacs. Tanmateix, no va arribar a la ciutat, ja que va ser recordat a Milà. Les seves declaracions contra Carlo Alberto li van provocar una dura reacció: el Rei va donar l'ordre d'aturar-lo i, si es creia necessari, també de detenir-lo, provocant la deserció d'alguns voluntaris. Va arribar a Arona, on va demanar contribucions als ciutadans, després a Luino on el 15 d'agost de 1848 va tenir el primer enfrontament a Itàlia contra els austríacs (manats pel coronel Molynary) i cap a Varese, navegant després pel llac Maggiore, després d'apoderar-se dels vaixells, va entrar breument en territori austríac.
Els austríacs contra els quals es va trobar lluitant eren comandats pel general Konstantin d'Aspre, que tenia ordres de matar-lo, i pel mariscal Radetzky. A Morazzone va ser sorprès per un atac enemic, però va aconseguir escapar durant la nit, quedant-se amb uns 30 homes. Trobà refugi a Suïssa, el 27 d'agost, travessant la frontera disfressat de pagès. El 10 de setembre va tornar amb la seva dona, que vivia a casa d'un amic, Giuseppe Deideri. El 26 de setembre va marxar cap a Gènova i el 24 d'octubre va pujar a bord del vaixell francès Pharamond amb Anita, després enviat de tornada a Niça. Al principi hi havia 72 homes amb Garibaldi, als quals es van unir els llancers d'Angelo Masina el 24 de novembre i altres soldats de Màntua. Això va provocar una formació de 400 homes a la qual Garibaldi va donar el nom de Legió Italiana.

### La República Romana
Molest pel reumatisme que patia, el 19 de febrer es va retirar a Rieti i, durant un breu temps, va comptar amb la companyia d'Anita. Gràcies a la seva apel·lació, hi van arribar molts joves, amb un total de 1.264 homes, així com ajuts, roba i armes, encara que en nombre insuficient; llavors estaven estacionats a Anagni, mentre Francesco Daverio demanava que s'enviessin més armes. El 23 d'abril el Niçoise va ser nomenat general de brigada pel ministre de guerra de la República Romana Giuseppe Avezzana, mentre que Carlo Alberto havia abdicat a favor de Víctor Manuel II.
Garibaldi va participar en els combats en defensa de la República Romana, amenaçat per les tropes franceses i napolitanes que defensaven el papa Pius IX. Lluís Napoleó va desembarcar un cos expedicionari francès, dirigit pel general Nicolas Oudinot, a Civitavecchia. El 25 d'abril, després d'haver-lo ocupat, en va fer la seva base. El 27 d'abril va arribar a Roma passant per Porta Maggiore. Comptava amb el bloqueig de l'enemic amb 2.500 homes i el suport d'altres 1.800 dirigits pel coronel Bartolomeo Galletti.

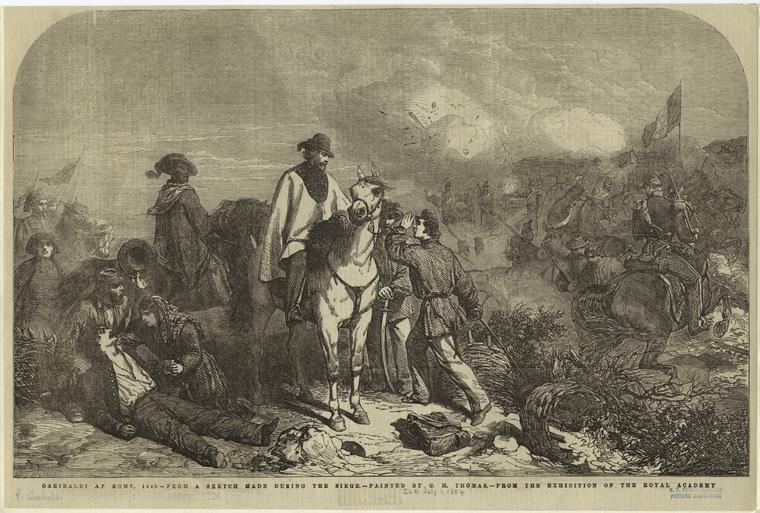
Garibaldi, Andrea Aguyar (a cavall) i Nino Bixio durant el setge de Roma. Dibuix de 1854 de William Luson Thomas, basat en un esbós de George Housman Thomas fet el 1849.

Escrutant el territori va decidir tenir ocupades Villa Doria Pamphilj i Villa Corsini; el 30 d'abril els francesos van atacar, però les imprecisions tàctiques van portar l'enfrontament al turó del Janiculum: al final es van retirar cap a Castel di Guido; les pèrdues van ser majors per als francesos (500 entre morts i ferits,contra els 200 dels defensors). Entre els ferits hi havia Garibaldi, que va rebre un tir de rifle francès al costat que va impactar amb el mànec de la daga, permetent-li salvar-se.
Mentrestant, Ferran II, rei de les Dues Sicílies, va enviar els seus homes, dirigits pel general Ferdinando Lanza i el coronel Novi, que van arribar cap a les 12 del 9 de maig a Palestrina; els que els van repel·lir van ser els Nicoise i Luciano Manara; després d'una lluita de tres hores, els Borbons es van retirar, perdent 50 dels seus homes.
El 19 de maig, prop de Velletri, Garibaldi va desobeir les ordres de Pietro Roselli, que en realitat havien estat ara substituïdes pels esdeveniments; en aquesta ocasió Garibaldi es va veure aclaparat pels cavallers, va caure a terra on va quedar a mercè de cavalls i enemics, però es va salvar per la intervenció d'Achille Cantoni: van seguir unes dures crítiques a les seves accions. El 26 de maig de 1849 Giuseppe Garibaldi va arribar a Ceprano, ordenant a Luciano Manara que entrés al Regne de Nàpols amb els seus bersaglieri, per lluitar contra els Borbó que s'havien establert a la Rocca d'Arce. Tanmateix, Mazzini es va voler concentrar en la defensa de la ciutat i, també perquè havien arribat notícies de l'arribada de forces espanyoles a Gaeta i d'un exèrcit austríac, va recordar Garibaldi.
La nit entre el 2 i el 3 de juny de 1849, Oudinot va conduir els seus homes cap a Roma i va conquerir, després de contínus combats, els punts clau de Villa Corsini i Villa Valentini; Villa Giacometti va romandre en mans dels defensors. 1.000 persones van morir, entre elles Francesco Daverio, Enrico Dandolo i Goffredo Mameli que, ferits, van morir més tard de gangrena; Garibaldi seria culpable de la derrota; els francesos podien comptar amb aproximadament 16.000 homes de Garibaldi d'uns 6.000 El 28 de juny de 1849, els legionaris de Garibaldi van tornar a vestir les seves túniques de llana vermella.

### Fugida de Roma i mort d'Anita

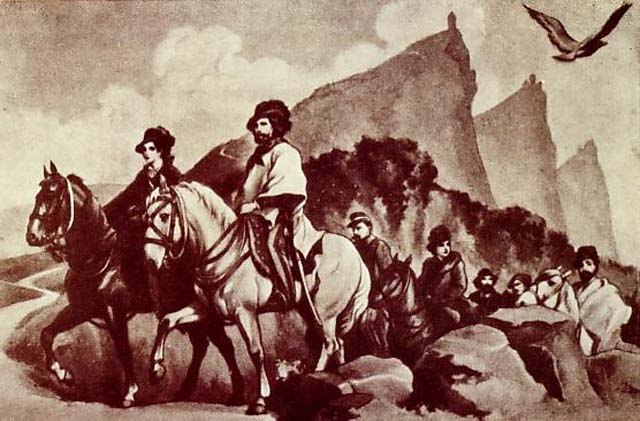
1849, després de la caiguda de la República Romana, Giuseppe i Anita Garibaldi van trobar refugi a San Marino.

L'assemblea que s'havia constituït va donar els poders a Garibaldi i Roselli: el 2 de juliol de 1849 al vespre, des de la plaça San Giovanni, amb 4.700 homes, va marxar decidit a continuar la guerra, ja no per posició sinó per moviment. Uns dies abans l'Anita s'havia reunit amb ell i, en estar embarassada, va decidir seguir-lo durant tot el viatge.
Després d'haver rebutjat l'oferta feta per l'ambaixador dels Estats Units d'Amèrica, en el camí de Tívoli va confiar una part dels soldats a Gaetano Sacchi i un regiment de cavalleria al coronel Ignazio Bueno, company d'Amèrica del Sud, amb ell. El polonès Emilio Müller va fer creure a l'enemic que anaven cap als Abruços mentre ell anava al nord, va dividir la cavalleria que va enviar a explorar en petits grups, fent-los pensar que podia comptar amb un nombre més gran de soldats. Mentrestant, els fets delictius comesos pel seu grup el preocupaven, i va acabar havent d'amenaçar de mort a qualsevol que cometés un robatori i, el 5 de juliol, haver de fer executar un lladre enxampat.
A Terni el 8 de juliol es van afegir altres 900 voluntaris dirigits pel coronel Hugh Forbes amb subministraments. Va fer circular rumors falsos sobre el seu itinerari, mentre que en realitat tenia la intenció d'arribar a Venècia, on la República de Sant Marc de Daniele Manin encara resistia el setge austríac. No obstant això, els soldats van donar contínuament signes de cedir, Müller els va trair i Bueno, el dia 28, va fugir amb part dels diners recaptats. El Nicoise no va poder donar suport al grup.
Quedaven 1.500 homes, que en pocs dies es van reduir a uns quants centenars. Pel camí van passar dues nits prop de Todi: els soldats es van allotjar al convent dels caputxins; Garibaldi i Anita, embarassada, van ser convidats a Palazzaccio a casa d'Antonio Valentini, fervent partidari de Garibaldi. El 30 de juliol es va trobar passant la nit a Montecopiolo, a la part més alta de Montefeltro, per continuar la marxa per camins impermeables i gruixudes zones de vegetació cap a la República de San Marino, on va arribar amb uns 300 supervivents el 31 de juliol per rebre l'asil. concedit per la República de San Marino. Paral·lelament, Garibaldi va dissoldre l'empresa amb una agenda. Els cònjuges estaven amb Lorenzo Simoncini. Els austríacs, liderats per d'Aspre, que comandava el cos d'ocupació austríac a la Toscana, volien que Garibaldi fos enviat per la força als Estats Units, però ell va fugir de San Marino de nit amb uns 250 homes a remolc mentre que alguns, inclòs Gustav Hoffstetter, l'abandonaren.

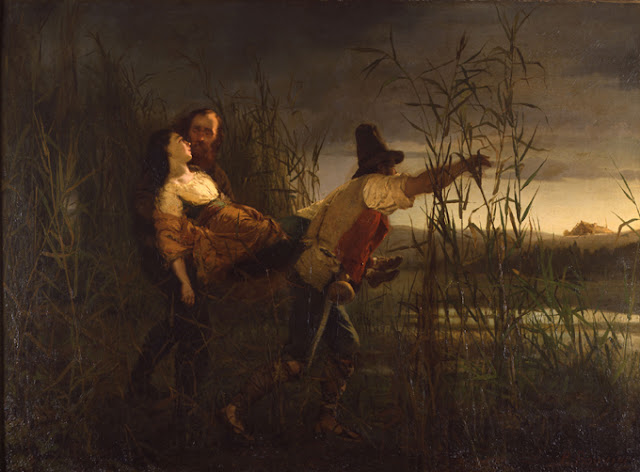
Garibaldi i Anita, afectats per la malària, van ser allotjats en una granja

L'ajuda trobada al carrer continuà: van ser guiats per l'obrer Nicola Zani amb Anita cada cop més febril, fins a Cesenatico on s'embarcaren 13 bragozzi (barques de pesca), cap a Venècia, el 2 d'agost. Al voltant de les set i a aproximadamentA 80 km de l'objectiu, a la punta de Goro, van ser detectats i atacats per un bergantí austríac, l'Oreste, que amb reforços els persegueix capturant les tripulacions de 8 bragozzi, més de 160 presoners que seran portats a Pola. Garibaldi, amb Anita als braços, va vadeant uns 400 metres arribant finalment a la platja, saludà els que queden, entre ells el barnabita Ugo Bassi i Giovanni Livraghi, que serien afusellats a Bolonya el 8 d'agost, i Angelo Brunetti i els seus dos fills, també van ser afusellats més tard. Garibaldi arribà a Magnavacca a les valls de Comacchio, amb els moribunds Anita i Giovanni Battista Culiolo coneguts com a Leggero. El 4 d'agost van tornar a marxar i van pujar al carronet que conduïa Battista Manelli; arribaren a Mandriole on s'aturaren a la granja Ravaglia on morí Anita, malgrat els esforços del doctor Nannini, que va ser convocat especialment.
Segons l'eclesiàstic Falconieri, Garibaldi va voler donar a la seva dona un digne enterrament i transportar-la a la propera Ravena, però no hi va haver temps i es va fer un forat precipitadament a la sorra de la pineda. Al cap d'uns dies, el 10 d'agost, una nena, Pasqua Dal Pozzo, va descobrir el cos que va ser enterrat al cementiri de Mandriole. Les causes de la mort d'Anita es van discutir llargament els anys següents, també per atacar Garibaldi. Onze anys més tard, el 20 de setembre de 1859, Garibaldi amb els seus fills Teresita i Menotti tornaria a Ravenna per traslladar les despulles d'Anita a Niça, al costat de les de Rosa, la mare de Garibaldi.
Garibaldi i Leggero fugiren primer a Forlì; després, el 16, sortiren de Forlì per arribar a la propera frontera del Gran Ducat de Toscana: es tracta de l'anomenat procés Garibaldi. Els ajudaren, entre d'altres, Ercole Saldini, el sacerdot Giovanni Verità i l'enginyer Enrico Sequi, a qui Garibaldi deixà l'anell de noces d'Anita.
Després d'haver creuat el Gran Ducat de Toscana, Garibaldi va navegar l'1 de setembre amb el vaixell de Paolo Azzarini, i el 5 de setembre, malgrat que el govern de Savoia havia donat ordres de no deixar entrar cap dels veterans de la República Romana al territori piemontès, es va trobar a Porto Venere, segur. La Marmora va comentar que el seu rescat va ser un miracle.
Precisament, el mateix La Marmora, amb els poders de comissari extraordinari que va ser investit aleshores, va fer detenir Garibaldi a Chiavari el vespre del 6 de setembre i el va portar al Palau Ducal de Gènova. Pel que fa a la decisió a prendre, va seguir un debat a la Sala el 10 de setembre, en el qual van intervenir entre d'altres Giovanni Lanza, Urbano Rattazzi i Agostino Depretis, i al final del qual la majoria de parlamentaris es van declarar en contra de la detenció de Garibaldi i ell van definir la hipòtesi de la seva expulsió com una vulneració de l'Estatut.
| «                                                        | "La Sala declara que la detenció del general Garibaldi i la seva amenaça d'expulsió del Piemont són vulneracions dels drets consagrats per l'Estatut i dels sentiments de nacionalitat i de glòria italiana" | » |
| — ( de Garibaldi i els mil de George Macaulay Trevelyan) | |   |

Aleshores, Garibaldi va ser alliberat i també es va parlar de la possibilitat d'una immunitat parlamentària a través de la seva candidatura a Recco per a les eleccions parcials de la cambra, però va rebutjar la idea. Se li va concedir una visita d'un dia a la seva família, durant la qual es va acomiadar per última vegada de la seva mare i va confiar els seus fills a August, mentre la seva filla continuava romanent amb els Deideris. Després de diversos moviments (primer a Tunis, on se li va negar l'hospitalitat, després a La Maddalena) va marxar al bergantí de guerra Colombo cap a Gibraltar, arribant-hi el 9 de novembre, i el 14 de novembre va tornar a marxar en un vaixell espanyol, La Nerea. Acompanyat dels oficials "Leggero" i Luigi Cocelli es va dirigir a Tànger, on va acceptar l'hospitalitat de l'ambaixador piémontès al Marroc Giovan Battista Carpenetti. Al juny va marxar de nou, aquesta vegada en companyia del major Paolo Bovi Campeggi. El dia 22 es trobava a Liverpool, i el 27 de juny de 1850 marxà cap a Nova York amb el Waterloo, arribant-hi en 33 dies de viatge. El 30 de juliol, a causa del dolor causat pel reumatisme, va necessitar ajuda per anar a terra a Staten Island.
Va viure en companyia de Felice Foresti amb Michele Pastacaldi. Va conèixer a Theodore Dwight que va rebre les seves Memòries, amb l'acord de no publicar-les; Garibaldi li va donar el consentiment per fer-ho només anys més tard, el 1859.
Va viure amb Antonio Meucci, que el va fer treballar a la seva fàbrica d'espelmes. Després de nou mesos va deixar Nova York i es va embarcar a Geòrgia cap al Carib. Va continuar navegant, prenent el nom d'Anzani i l'antic Giuseppe Pane. Va arribar el 5 d'octubre al Callao al Perú, després a Lima on després de molt de temps va tornar a ser capità d'un vaixell, un bergantí anomenat Carmen. El 10 de gener de 1852 va marxar cap a la Xina, i va tornar a navegar des de les Filipines, va costar Austràlia, i finalment va arribar a Boston el 6 de setembre de 1853. Va comerciar amb diverses mercaderies, especialment seda i guano.

### Retorn a Itàlia i la segona guerra d'independència

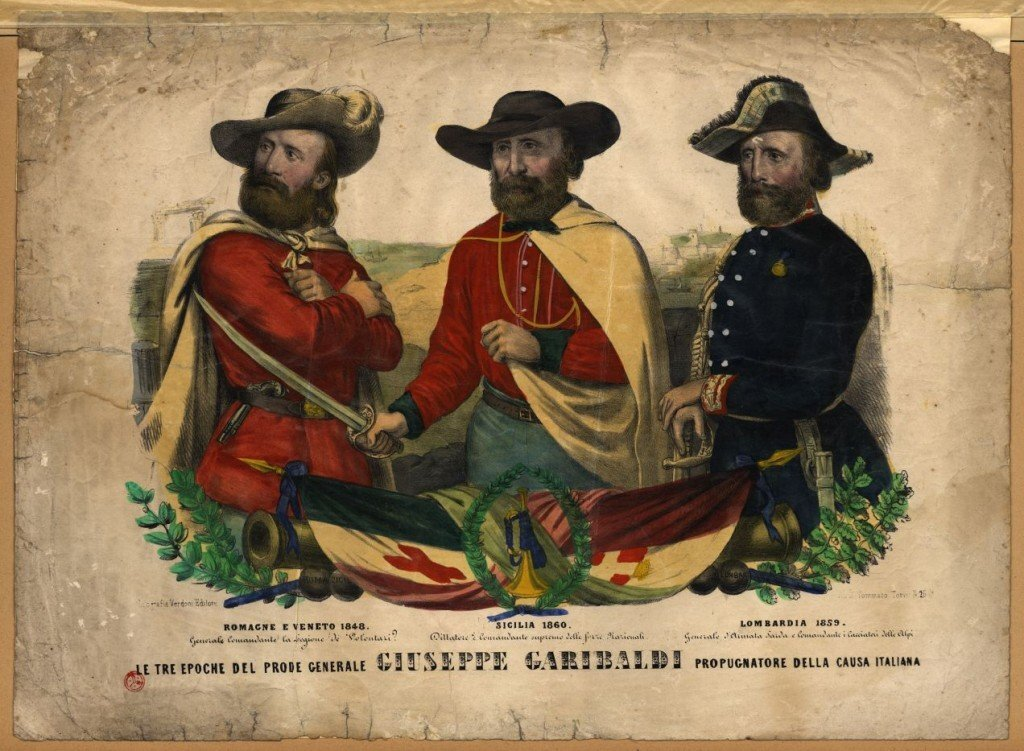
Estampa popular que representa Garibaldi amb els uniformes de les campanyes de 1848, 1859 i 1860

Tornant a Europa, l'11 de febrer de 1854 va tornar a trobar Mazzini a Londres, després viatjant va arribar primer a Gènova el 6 de maig, i després a Niça. El 29 de desembre de 1855 va comprar part dels terrenys de Caprera, illa de l'arxipèlag sard de la Maddalena. Partint d'una casa de pastor, va construir, juntament amb 30 amics, una granja; més tard l'illa esdevingué totalment propietat seva. Després de la Tercera Guerra de la Independència, el coronel i amic Giovanni Froscianti (Collescipoli, 1811 – 1885) va ser cridat a Caprera per administrar els béns del general, que estava al costat de Garibaldi durant l'Expedició dels Mil.

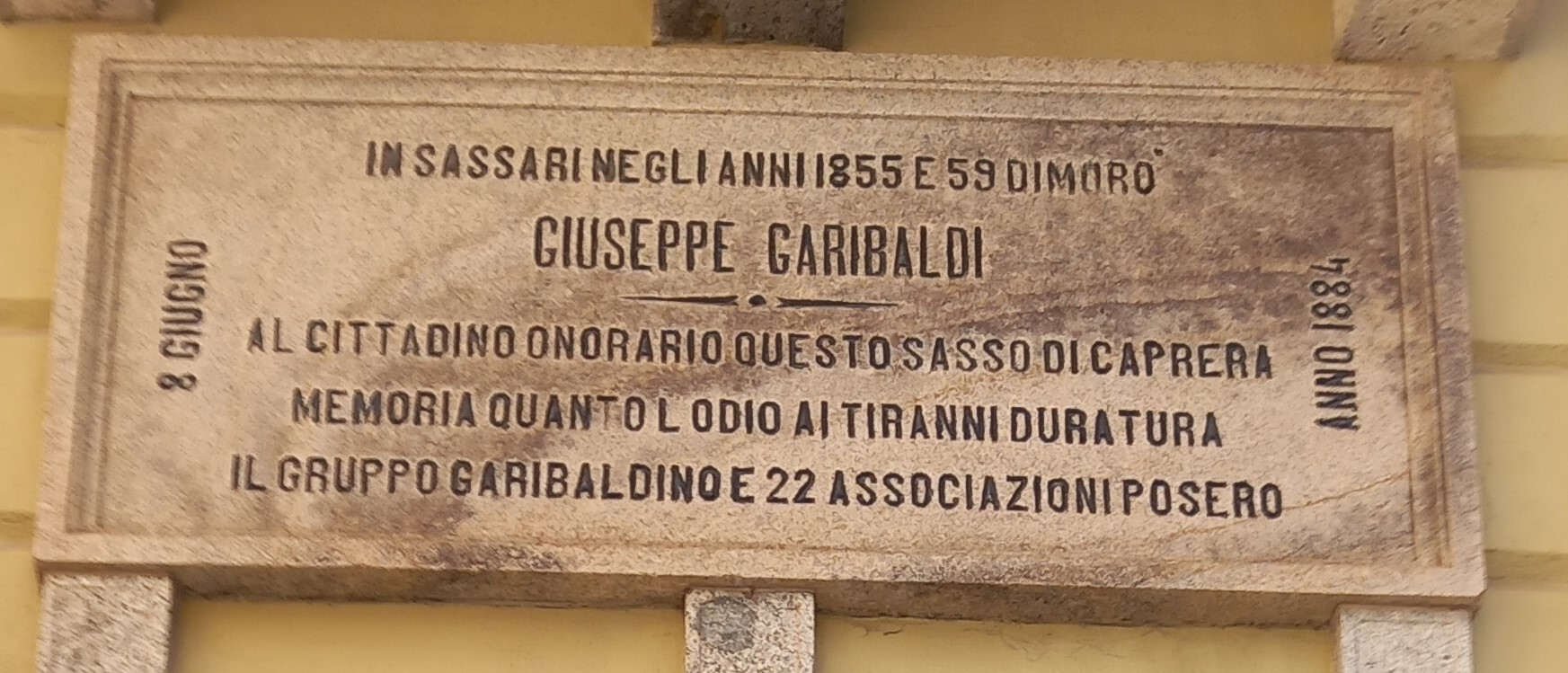
Testimoni de l'estada de Garibaldi a Sassari

L'agost de 1855 se li va concedir una llicència de capità de primera classe: va navegar amb el "Salvatore", un vaixell de vapor accionat per hèlixs; més tard va agafar un cutter anglès anomenat Anglo French , que va posar el nom del seu nou amor, Emma. Després de l'encallament del vaixell, Garibaldi va abandonar la seva feina de mariner per dedicar-se a l'agricultura, treballant com a pagès i criador: posseïa un camp d' oliveres amb unes 100 oliveres, així com una vinya, amb la qual produïa vi, i va criar 150 caps bovins, 400 gallines, 200 cabres, 50 porcs i més de 60 rucs.
El 4 d'agost va fer públics els seus pensaments, distanciant-se de les posicions de Mazzini. El 20 de desembre de 1858 va conèixer Cavour. Va esdevenir vicepresident de la Società Nazionale mentre es pensava que el posava al capdavant de les tropes: el 17 de març de 1859, gràcies a un reial decret, es van establir els Cacciatori delle Alpi, i Garibaldi tenia el rang de general de divisió. Hi havia aproximadament 3200 homes, que portaven l'uniforme de l'exèrcit sard. Es van formar tres grups: a més dels niçards, Enrico Cosenz i Giacomo Medici estaven al comandament.
Va marxar cap a Arona: els seus homes estaven convençuts de passar-hi la nit, Garibaldi li va comunicar la seva intenció d'arribar a Torí, després de la qual va ordenar un silenci absolut, va arribar a Castelletto, va aturar dos regiments i va avançar amb el tercer; el 23 de maig, després d'haver creuat el Ticino, va atacar Sesto Calende amb vaixells , aconseguint superar els austríacs i entrant a Llombardia.
Un cop ocupada Varese, es va enfrontar el 26 de maig al baró Karl Urban, també conegut com el "Garibaldi austríac" enviat per Ferenc Gyulay; en aquesta ocasió el comandant va ordenar de disparar només quan l'enemic es trobava a una distància de 50 passos, l'enfrontament es coneix com la batalla de Varèse. Entre els caçadors, es comptarà la pèrdua de 22 homes contra 105 austríacs, als quals s'afegiran 30 presoners. L'endemà, després d'haver atacat i derrotat frontalment els austríacs en la batalla de San Fermo, tot i estar clarament superat en nombre, va ocupar la ciutat de Como. El 29 va abandonar la ciutat amb els seus homes, amb la voluntat de conquerir el fort de Laveno, al qual va arribar el 31 de maig. Aquest atac no va tenir un resultat favorable, i mentrestant, Urbà després d'haver tornat a Varese, va tornar a Como per guarnir la ciutat, després va recuperar Varese després de la victòria francesa a Magenta.
El 15 de juny, seguint l'ordre de Della Rocca que el va enviar a Lonato al llac de Garda, es va traslladar cap a l'est. A Rezzato, a la zona de Brescia, s'hauria d'haver unit a les tropes de Sambuy, que tanmateix no van arribar, ja que l'operació havia estat cancel·lada, però no havia estat avisat d'això i va continuar apropant-se a l'enemic en retirada. Enrico Cosenz, després d'haver aturat un atac enemic, es va aturar, mentre que el coronel Stefano Turr va continuar l'atac, més tard s'hi va unir el mateix Cosenz; Garibaldi, adonant-se de la situació desfavorable, va enviar Medici a donar-los suport i va organitzar les tropes, limitant els danys: 154 caçadors, contra 105 dels austríacs en el que es va anomenar la batalla de Treponti. Aleshores va rebre l'ordre de traslladar-se a un teatre secundari de guerra: a la Valtellina, per repel·lir algunes tropes austríaques cap al pas de l'Stelvio; l'armistici de Villafranca va posar fi als enfrontaments. Al llarg d'aquesta campanya el nombre de voluntaris que el seguien va créixer d'uns 3.000 a un nombre poc quantificat: 12.000 segons Trevelyan, 9.500 segons Riall que es basa en un escrit del mateix Garibaldi.
Manfredo Fanti va rebre el comandament mentre que Garibaldi va ser degradat com a segon de comandament, rebent el comandament d'una de les tres tropes, les altres dues estaran sota les ordres de Pietro Roselli i Luigi Mezzacapo, després de discutir-ho va dimitir.

### De Quarto a Volturno
| «                                                                                              | Aquí fem Itàlia o morim. | » |
| — (durant la batalla de Calatafimi; citat a G.C. Abba, Storia dei Mille, cap. Dopo la vittoria |                          |   |

| «                                  | Garibaldi! Qui és ell? Un home, res més que un home, però un home en tota l'extensió de la paraula. Un home d'humanitat. Braç de guerrer i cor de profeta, és l'heroi de l'ideal. | » |
| — Victor Hugo, 13 de juny de 1860. | |   |

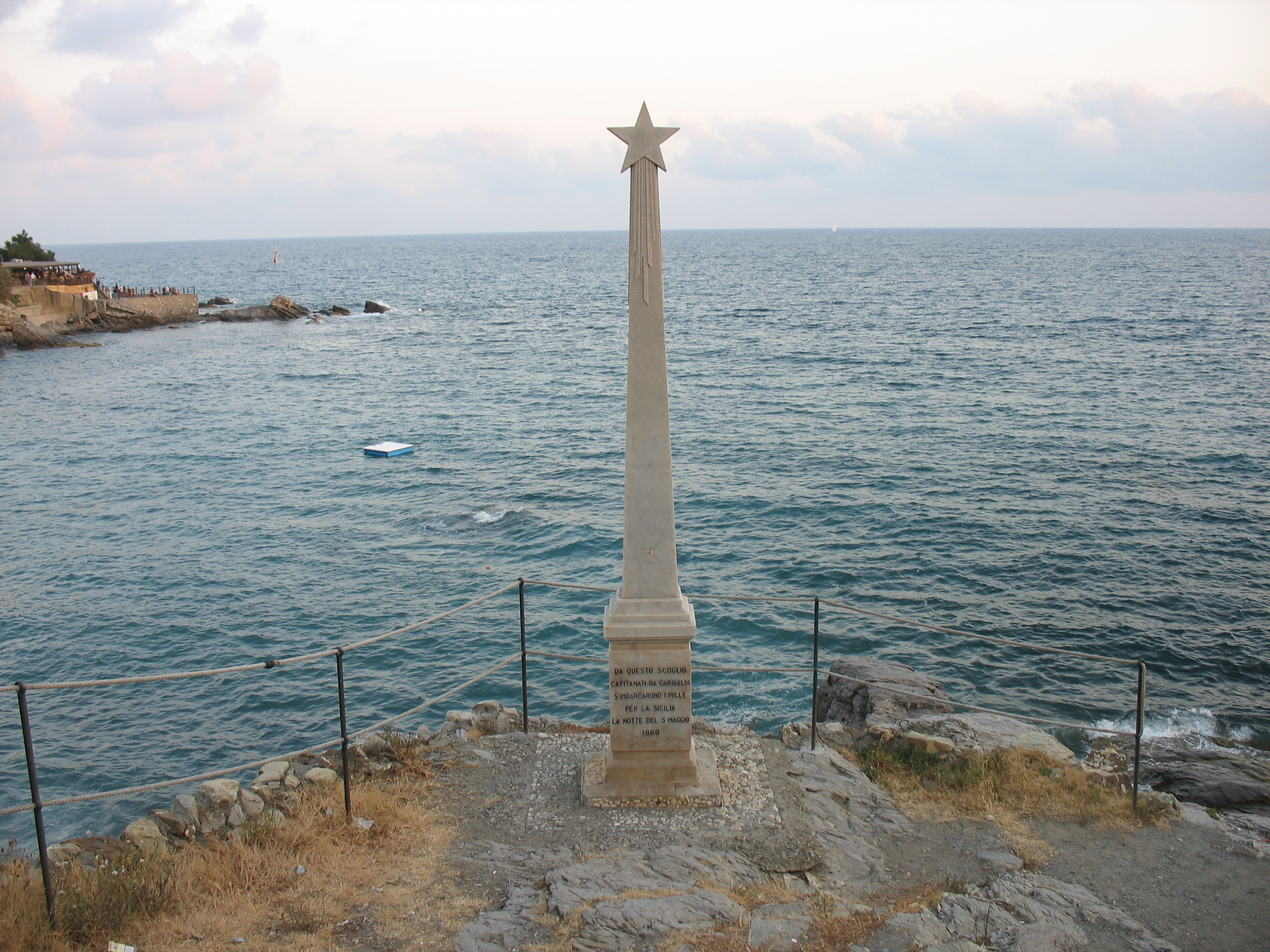
L'estela commemorativa de la gesta del Mil a la roca d'on va partir l'expedició, a Gènova-Quarto

Va renunciar a la Societat Nacional (havia agafat el comandament a l'octubre), esdevenint més tard president de les Forces Armades Nacionals, una nova associació que aviat fracassaria. Mentrestant, Niça havia passat als francesos, i Garibaldi, elegit diputat, va pronunciar un discurs en aquest sentit el 12 d'abril de 1860, sense èxit. Va dimitir el dia 23, després del resultat de la votació.
El 27 d'abril de 1860 des de l'illa de Malta Nicola Fabrizi va enviar un telegrama xifrat: l'únic que tenia el codi per desxifrar l'escriptura era Francesco Crispi, que en un primer moment va traduir el missatge de manera negativa, decepcionant Garibaldi que estava preparant el seu retorn a Caprera. Els consells de La Masa, Bixio i Crispi no van servir de res, ja que van insistir que el niçat marxés igualment. Crispi va tornar dos dies després, afirmant que en realitat havia rebut bones notícies, i va començar l'expedició.
El setembre de 1859 va promoure una col·lecció destinada a comprar un milió de fusells, donant la tasca a Enrico Besana i Giuseppe Finzi. Van aconseguir comprar uns rifles Enfield i Colt va enviar alguns dels seus revòlvers. Per a l'expedició no es van fer servir les armes recollides, sinó les posades a disposició per Giuseppe La Farina que provenien de les utilitzades en la campanya passada, semblants a les recollides.
El vespre del 5 de maig es va simular el robatori dels dos vaixells Piemonte i Lombardo: una quarantena de persones es van reunir sota el comandament de Bixio, que es va apoderar de les embarcacions Garibaldi va navegar cap al Piemont capitanejat per Salvatore Castiglia, amb aproximadament. 300 persones amb ell. Bertani li va donar la suma recaptada, unes 90.000 lires. Bixio va romandre a l'altra nau amb uns 800 homes.
Garibaldi va vestir per primera vegada la camisa vermella i no l'habitual vestit de Montevideo; 150 d'ells ho van fer, ja que es van disposar de molts uniformes. Hi havia 250 advocats, 100 metges, 50 enginyers, i entre els 1.000 hi havia una dona, Rosalia Montmasson, la dona de Crispi. Van sortir de Quarto, prop de Gènova. El 7 de maig, Cavour va ordenar en un despatx aturar els dos vaixells només si havien amarrat en un port de Sardenya. Les ordres van arribar a l'almirall Carlo Pellion de Persano el 9 de maig i, demanant aclariments i reassegurances, les va obtenir el 10.
El 7 de maig són a Talamone. Va enviar Stefano Turr a Orbetello per proveir-se d'armes, mentre que alguns van decidir abandonar l'expedició mentre s'encarregava una missió a Callimaco Zambianchi amb 64 homes. Els soldats es van dividir en 8 companyies que es van fusionar en dos batallons sota el comandament de Giacinto Carini i Bixio. Un cop més, durant el viatge van evitar per poc una col·lisió entre els dos vaixells. Garibaldi volia arribar a Trapani, Sciacca o Porto Palo, només cap al final del viatge va canviar d'objectiu dirigint-se cap a Marsala, obtenint informació d'un vaixell de pesca.

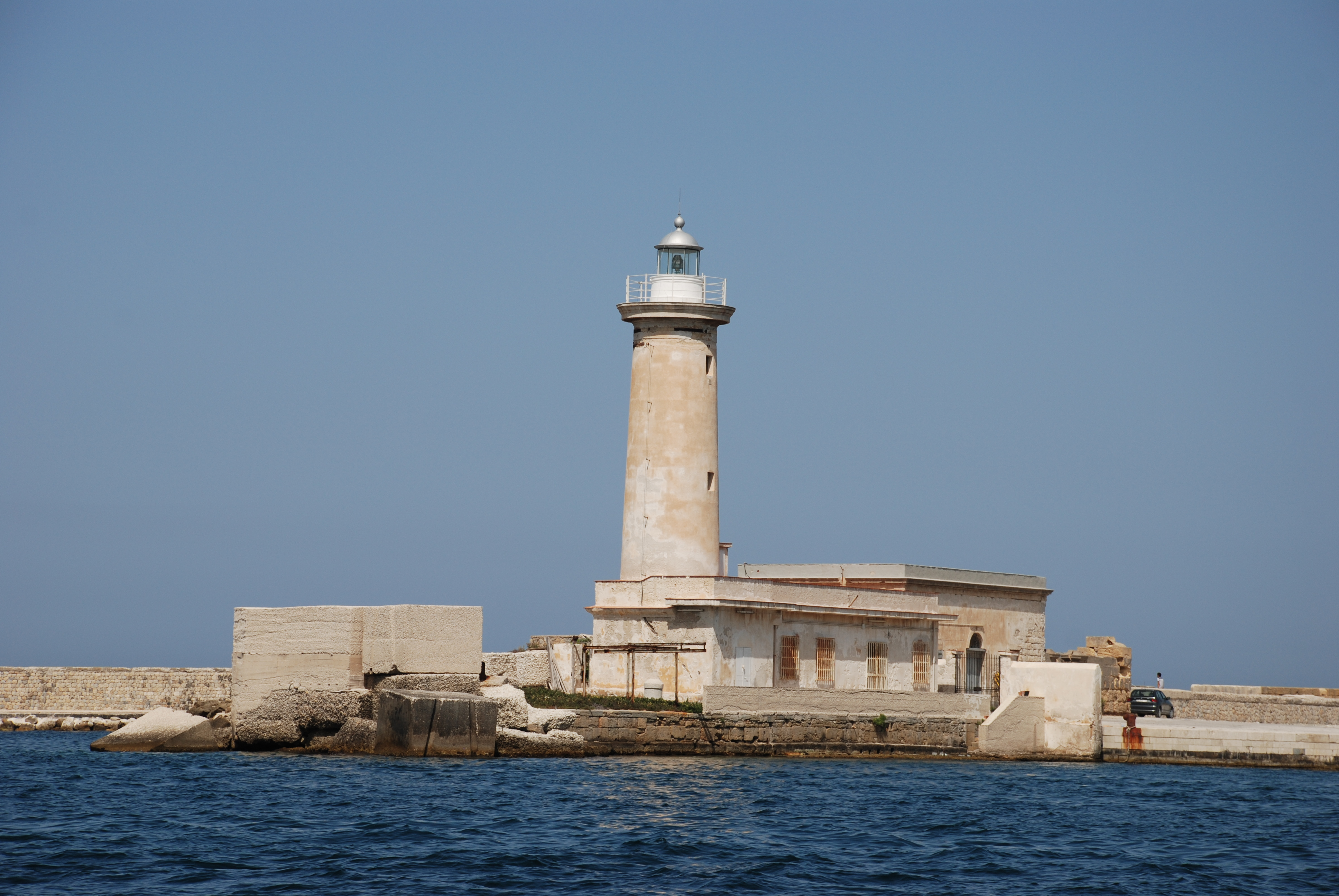
L'entrada al port de Marsala

Sis vaixells de guerra borbònics es trobaven a les aigües properes a les illes Ègades i guarnien les costes de Marsala - seu del barri militar borbònic - que en aquells anys emprenia el comerç amb Anglaterra. Garibaldi, ostentant la bandera anglesa, es va apropar a la costa de Marsala fent veure que era un vaixell mercant. Després de ldesembarcament a Marsala, la corbeta Stromboli va arribar comandada per Guglielmo Acton i equipada amb uns quants canons; inicialment no va atacar, ja que hi havia fàbriques angleses i dos dels seus vaixells a prop, la Intrepid i l' Argus, comandat per Winnington-Ingram, ja conegut per Garibaldi en l'època de Montevideo. Al primer vaixell es va afegir un altre vaixell, el Partenope amb 60 canons. El bombardeig va començar tard, permetent als rebels desembarcar.
L'arribada de les tropes de Garibaldi a Sicília havia estat prevista pel mateix Francesc II de Borbó que havia avisat al príncep de Castelcicala, representant del rei a Sicília, al voltant de Marsala. Un cop a l'illa, Garibaldi es va proclamar dictador de Sicília en nom de Víctor Manuel II, a qui va anomenar rei d'Itàlia. Després de desembarcar a l'illa, van abandonar la ciutat el 12 de maig de 1860. A Salemi va hissar personalment la bandera tricolor al cim d'una de les tres torres del castell àrab-normand, proclamant Salemi primera capital d'Itàlia, títol que va mantenir durant un dia. En aquella ciutat va proclamar la dictadura "en nom de Víctor Manuel II, rei d'Itàlia".
Se li uní el baró Stefano Triolo de Sant'Anna amb una seixantena de persones i els picciotti, al voltant de 500, (que més tard foren anomenats per Garibaldi els Caçadors de l'Etna). El general Francesco Landi, advertit, amb l'ajuda del major Michele Sforza i del VIII batalló Cacciatori , va enviar forces a reconèixer i es va comprometre a la batalla amb els invasors.
La batalla de Calatafimi va veure la retirada de les tropes borbòniques, encara que l'enfrontament va acabar amb pèrdues iguals, inclosa la de Simone Schiaffino de Camogli que els Borbons van confondre amb el mateix Garibaldi. Durant la batalla, es diu que l'heroi va pronunciar diverses frases: "Els mil no tenen bandera" (quan es va perdre el tricolor) i "Aquí fem Itàlia o morim", la famosa resposta donada a Bixio que li va demanar retirada; alguns afirmen que en canvi va pronunciar "Retirada, però on?". A Calatafimi, Garibaldi es va arriscar a ser assassinat per un caçador borbònic que havia arribat darrere seu, però Augusto Elia li va salvar la vida, col·locant el seu cos en el camí de la bala destinada al general.
Aleshores Garibaldi va fer veure que anava a Corleone on va enviar el coronel Vincenzo Giordano Orsini amb els diferents vagons mentre es dirigia cap a Palerm, enganyant així el coronel suís Johann Lucas von Mechel que havia atacat les tropes de Rosolino Pilo, que encara que victoriós va morir el la batalla. Mentrestant, el general Alessandro Nunziante havia arribat per ajudar el nou comissari extraordinari Lanza.
El 26 Garibaldi amb els seus homes, ara uns 750, va arribar prop de Palerm i va rebre reforços de Giuseppe La Masa; aquest mateix vespre va atacar la ciutat entrant per Porta Termini, arribant a la Piazza della Fieravecchia a les sis del matí del 27 de maig. Van lluitar durant diversos dies i es va produir un aixecament popular per ajudar-los; després, un cop van començar les reunions entre Garibaldi i el general Giuseppe Letizia, que representava a Landi, després de diversos armisticis el 6 de juny de 1860 Landi es va rendir, deixant la ciutat als rebels. En els dies que havien passat, diversos episodis de violència a la ciutat per part dels fidels de Niçoise van portar Garibaldi a decretar la pena de mort per determinats delictes.
El 4 de juny va convocar els seus homes a l'exèrcit del sud, mentre que el 13 va dissoldre els grups picciotti. Es va quedar sense els recursos adequats, però van arribar diversos reforços començant per Carmelo Agnetta que va arribar l'1 de juny amb els seus 89 homes, Salvatore Castiglia, Enrico Cosenz i Clemente Corte. Les dones de Palerm van teixir la nova bandera de l'exèrcit: un drap negre decorat amb vermell amb l'efígie d'un volcà al centre.
El general Tommaso Clary va arribar i va enviar a Milazzo el coronel Ferdinando Beneventano del Bosco, en el passat segon de Von Mechel: l'enfrontament va tenir lloc el 20 de juliol. Inicialment Garibaldi va donar ordres des del terrat d'una casa, després va baixar al combat i finalment va embarcar en el seu únic vaixell disponible, el Tükory i bombardejant la ciutat va aconseguir la retirada de les tropes enemigues. La victòria va costar als soldats de Garibaldi 800 morts i ferits.
El 22 de juny va arribar a Castellammare del Golfo, ciutat que després organitzaria la primera rebel·lió contra el nou Regne d'Itàlia. Aquest fet va ser anomenat la revolta contra els Cutrara.

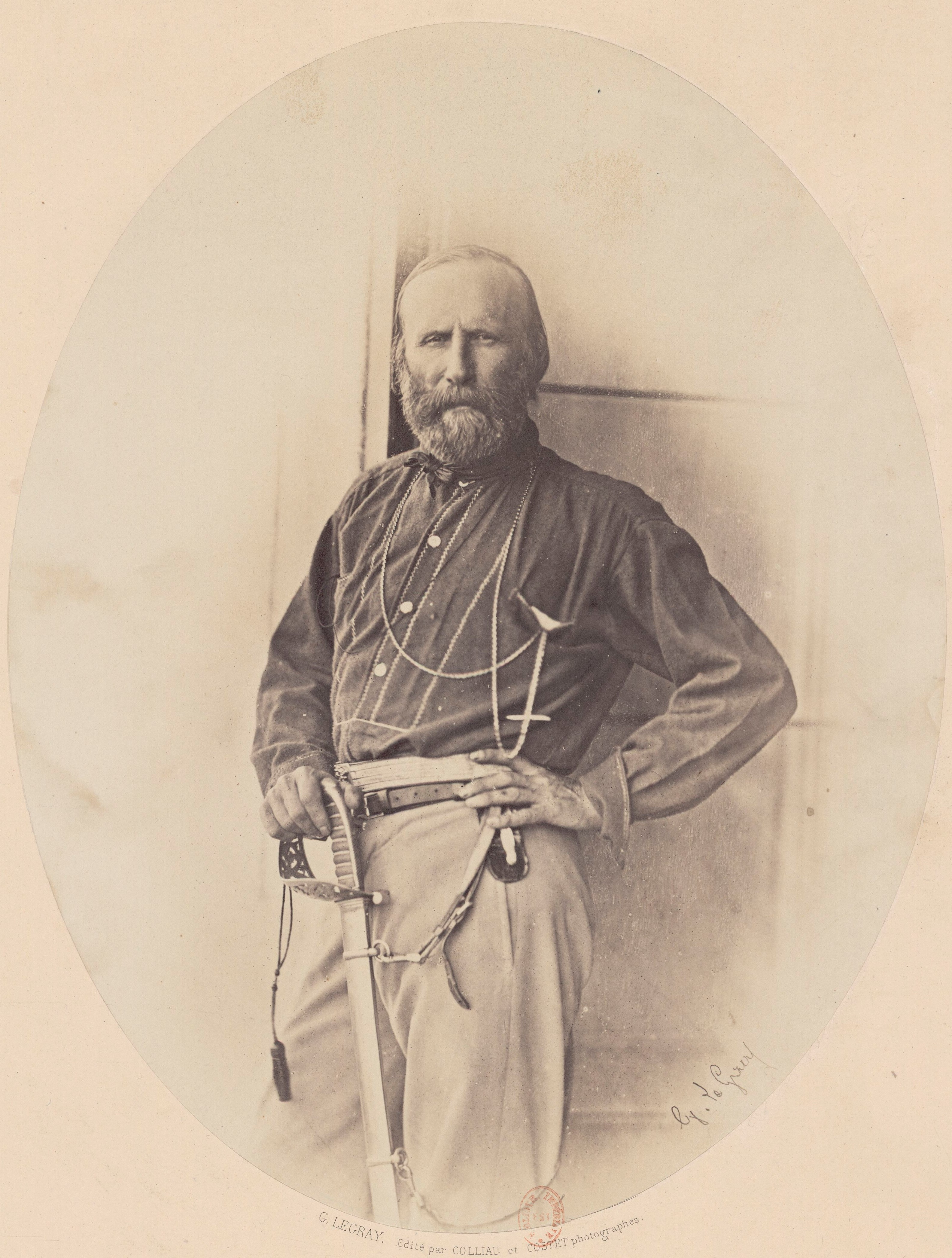
Garibaldi fotografiat a Palerm el juliol de 1860

El 27 de juliol Garibaldi va arribar a Messina. El mateix dia va rebre una carta del comte Giulio Litta Modignani, el remitent era Víctor Manuel, la carta contenia una petició de desistiment de l'intent de desembarcar en territori napolità, aquesta primera anava seguida d'una segona, llegida oralment o lliurada un suggeriment de no seguir l'ordre que se li va donar i, en tot cas Garibaldi va respondre, de nou el 27 de juliol, negativament a la petició expressa.
L'1 d'agost també van ser alliberades Siracusa i Augusta. Temps abans havia format un govern amb 6 departaments que es van convertir en 8. El 7 de juny, va abolir l'impost sobre les mercaderies fresades, va exigir que una part de la propietat estatal dels municipis fos repartida entre els combatents, va fundar un institut militar on es recollien nois abandonats i donava una subvenció a les famílies pobres de la ciutat de Palerm, mentre buscava el suport de les classes dominants. Va demanar que s'enviés Agostino Depretis a qui s'encarregava l'administració civil, mentre que Cavour estava preocupat per les intencions del niçard.
Els pagesos de Bronte es van aixecar contra els terratinents, matant-ne una quinzena en l'atac; el cònsol anglès a Catània es va interessar per la qüestió, així que es va enviar al coronel Giuseppe Poulet que ho va resoldre tot pacíficament. Al cònsol no li va agradar el gest, i Bixio va ser enviat al que definiria en una carta a la seva dona com una "missió maleïda" que va conduir a la detenció de 300 persones, multa imposada a les famílies, fins i tot les més benestants, i l'afusellament de 5 persones el 10 d'agost.

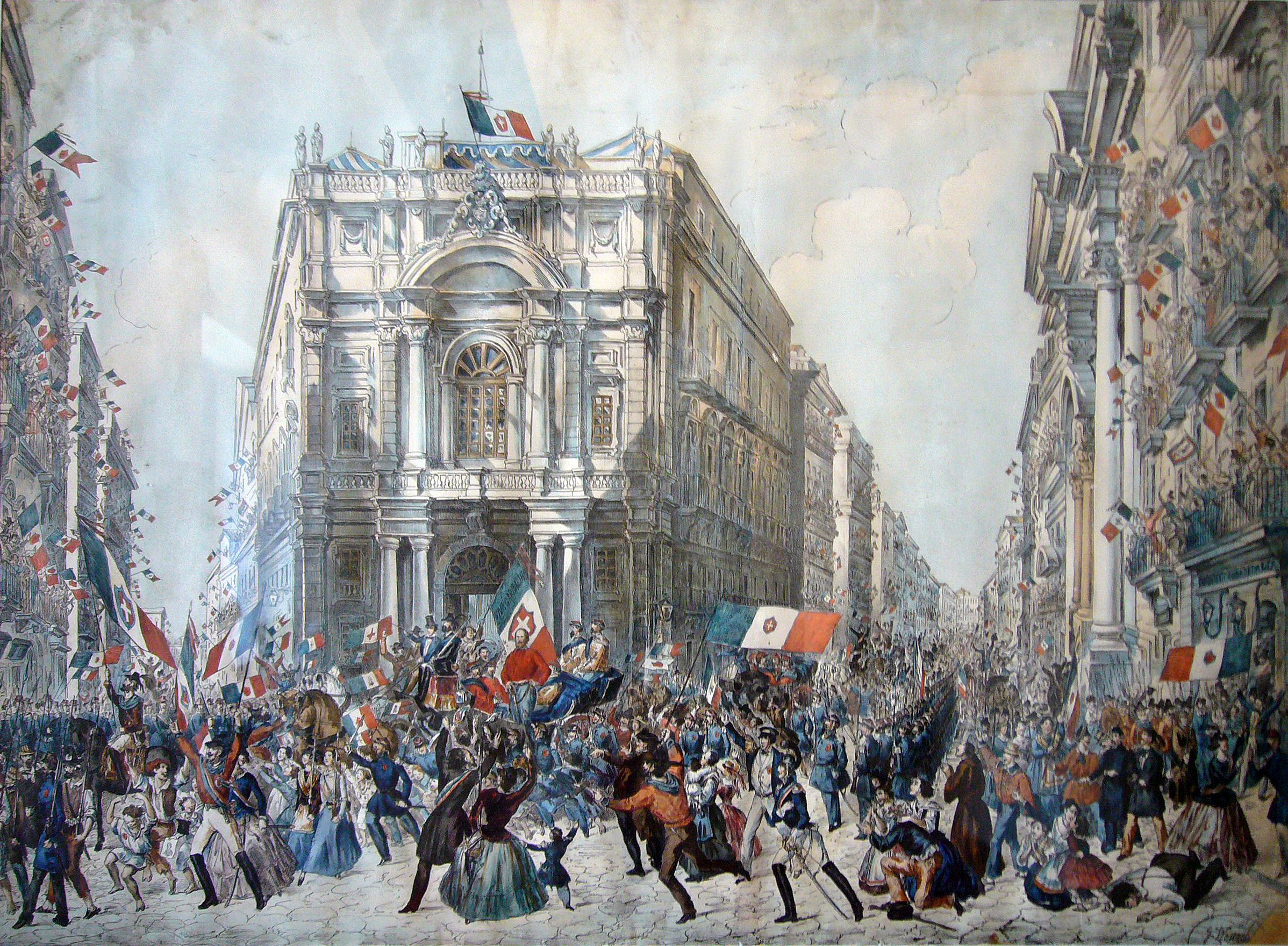
Entrada de Garibaldi a Nàpols el 7 de setembre de 1860 (Nàpols, Museu Cívic de Castel Nuovo)

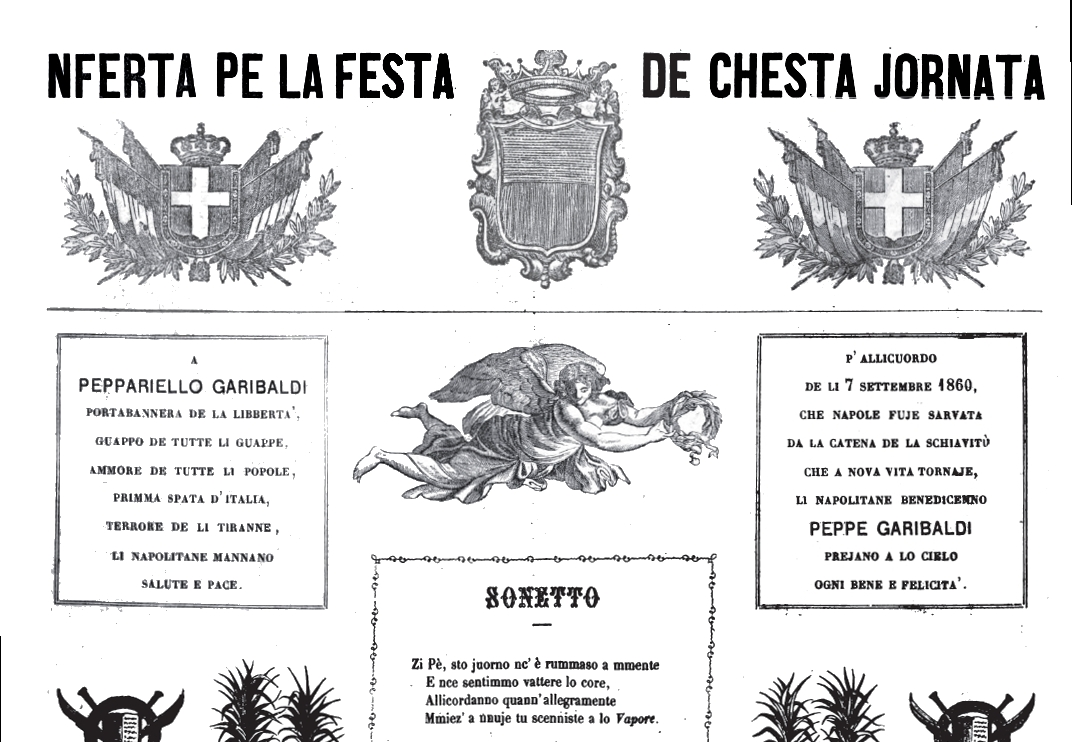
Cartell en dialecte napolità de celebració de l'aniversari de l'entrada de Garibaldi a Nàpols

Garibaldi va intentar els primers atacs a la península sense èxit: el 8 d'agost Benedetto Musolinova creuar l'estret al capdavant d'una expedició de 250 homes, però l'assalt al fort d'Altafiumara va ser repel·lit i Garibaldi es va veure obligat a refugiar-se a Aspromonte, mentre que el Tükory no va poder abordar el Monarca que estava ancorat al port de Castellammare di Stabia el 13 d'agost de 1860. A bord dels dos vapors, que arribaven de Sardenya, el Torino i el Franklin Garibaldi i els seus homes van desembarcar a Mèlito Porto Salvo, prop de Reggio (Calàbria), el 19 d'agost de 1860.
Van flanquejar i derrotar els Borbons, comandats pel general Carlo Gallotti, en la batalla de Piazza Duomo a Reggio Calàbria el 21 d'agost. Els dos generals borbònics Fileno Briganti i Nicola Melendez amb gairebé 4.000 homes, sense el suport de Giuseppe Ruiz de Ballesteros, es van rendir a Garibaldi el 23 d'agost de 1860. Briganti va ser assassinat pels seus propis soldats. El 30 d'agost es van imposar al general Giuseppe Ghio. El 2 de setembre l'Exèrcit del Sud va arribar a Basilicata a Rotonda (la primera província continental del regne que es va aixecar contra els Borbons), i va iniciar una ràpida marxa cap al nord, que va acabar el 7 de setembre amb l'entrada a Nàpols.
La capital havia estat abandonada pel rei Francesc II el 5 de setembre, mentre gairebé tota la seva flota s'havia rendit. Garibaldi havia escollit Caserta per desplegar les seves forces; mentrestant, en la seva breu absència, el 19 de setembre de 1860 Turr va enviar tres-cents homes a Caiazzo; el dictador, tornant, va decidir reforçar la guarnició amb 600 homes més, contra els 7.000 soldats borbònics que van atacar el 21 de setembre; no serien suficients: les pèrdues ascendirien a uns 250 morts, ferits i presoners. El general Giosuè Ritucci prengué el comandament de les tropes borbòniques. Utilitzarà aproximadament 28.000 soldats en l'atac llançat l'1 d'octubre. Els niçards van fer un ús estratègic del ferrocarril a la batalla: va viatjar en carruatge i quan el vehicle va ser atacat va continuar a peu per donar ordres a les tropes. Johann Lucas von Mechel, ara general, que se suposa que havia de donar suport a les tropes de Ritucci amb les seves tropes, va ser aturat per Bixio, i aquests es van retirar, mentre que les tropes de Giuseppe Ruiz de Ballesteros van aturar el seu avanç. Garibaldi va decidir revocar uns 3.000 soldats estacionats a Caserta i va dividir els homes, enviant la meitat d'ells a Sant'Angelo, atacant per darrere els Borbons comandats per Carlo Afan de Rivera, repel·lint l'assalt. La batalla de Volturno va veure pèrdues més grans entre les files de Garibaldi: quasi 1.900 contra 1.300, però l'endemà poc més de 2.000 soldats borbònics foren capturats, desorientats, sense rebre noves instruccions.
Després de les votacions del plebiscit que es van celebrar el 21 d'octubre, Garibaldi va aprofitar la victòria d'Enrico Cialdini sobre el general borbònic Scotti Douglas per creuar el Volturno el 25 d'octubre; va conèixer Víctor Manuel II el 26 d'octubre de 1860, al llarg de la carretera que conduïa a Teano i li va lliurar la sobirania sobre el Regne de les Dues Sicílies. Aleshores Garibaldi va acompanyar el rei a Nàpols el 7 de novembre i, el 9 de novembre, es va retirar a l'illa de Caprera, sortint amb el vapor americà Washington, després d'haver agraït l'almirall George Mundy.
Amb ganes de presentar el projecte d'establir una guàrdia nacional mòbil, on s'apleguessin voluntaris d'entre 18 i 35 anys, va anar a la capital. El 18 d'abril de 1861, quan va arribar a la Cambra, en el seu discurs va afirmar que el bandolerisme al sud es devia en part a la dissolució de l'exèrcit del sud, que s'havia produït poc abans, i va demanar la seva reconstitució. A més, Garibaldi va veure el bandolerisme com "un tema social que no es podia resoldre amb el foc i l'espasa", identificant els responsables del govern i de la burgesia. Segons el testimoni de Crispi, Garibaldi, amargat per aquesta guerra fratricida, quan se li va dir que els bandolers no donaven signes de rendició malgrat les mesures dràstiques del govern, va exclamar: «quant heroïsme malgastat miserablement! aquests homes, enganyats pel crim, haurien estat valents soldats a crida de la seva pàtria!»; després va tornar a Caprera.

### Guerra Civil Americana
A la primavera de 1861, mentre les tropes de la Unió acumulaven una sèrie de greus fracassos contra les tropes confederades, el coronel Candido Augusto Vecchi va escriure al periodista nord-americà Henry Theodore Tuckerman plantejant la hipòtesi de la participació del general en la guerra civil nord-americana. El 2 de maig va aparèixer una carta escrita sobre el tema per Nizzardo al New York Daily Tribune. El cònsol nord-americà a Anvers, James W. Quiggle, va escriure a Garibaldi el 8 de juny, oferint-li un lloc de comandament a l'exèrcit del nord. L'ambaixador nord-americà Henry Shelton Sanford va voler conèixer les veritables intencions del general, que mentrestant havia escrit sobre aquesta qüestió a Vittorio Emanuele.
Les peticions formulades per Nizzardo concernien un compromís ferm amb l'emancipació dels esclaus i ser nomenat comandant en cap de tot l'exèrcit: amb aquestes premisses, la negociació es va estancar. A la tardor de 1862 Canisius, el cònsol nord-americà a Viena, va reprendre el contacte; no obstant això, Garibaldi, ferit i tornat d'Aspromonte, es va trobar detingut a Varignano i, en cas d'acceptació, s'hauria plantejat un delicat cas diplomàtic. William H. Seward, secretari d'estat d'Abraham Lincoln, va fer perquè la proposta caduqués sense èxit.

### Fracàs per alliberar Roma

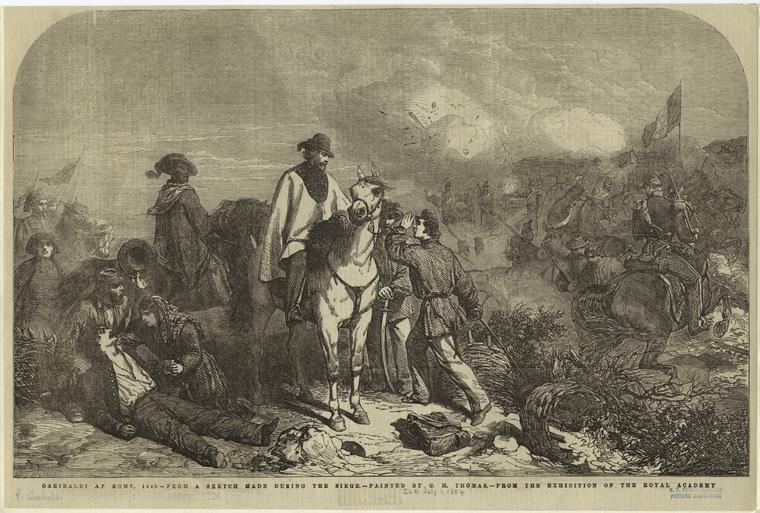
Garibaldi a Roma. Esbós realitzat per George Housman Thomas durant el setge de Roma

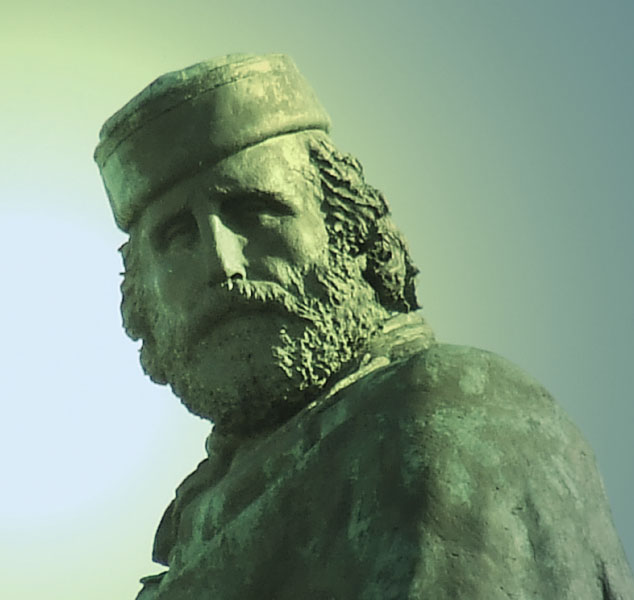
Monument de Roma, plaça del Gianicolo, detall.

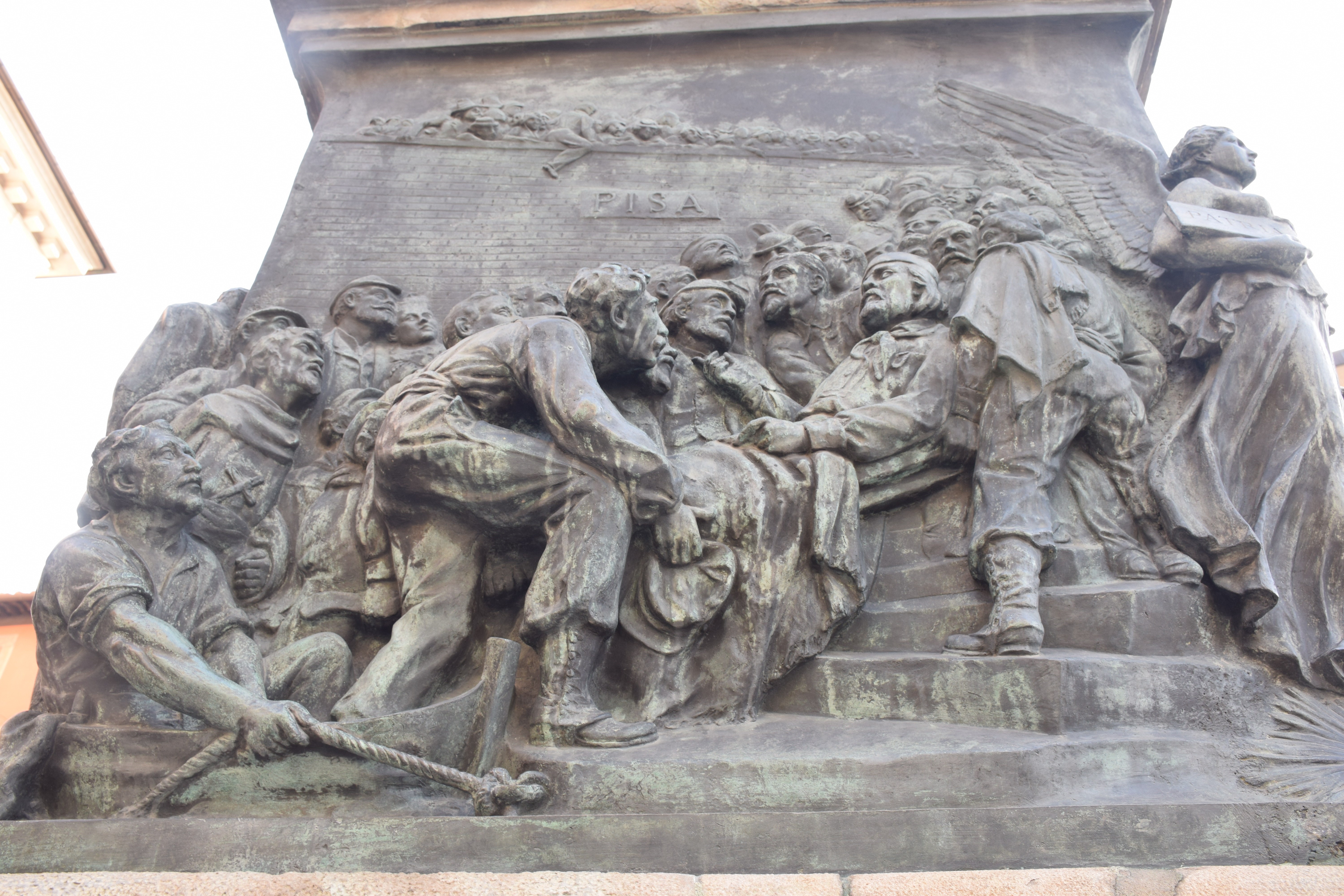
Pisa, Piazza Garibaldi, detall de l'arribada a Pisa després de la ferida a l'Aspromonte

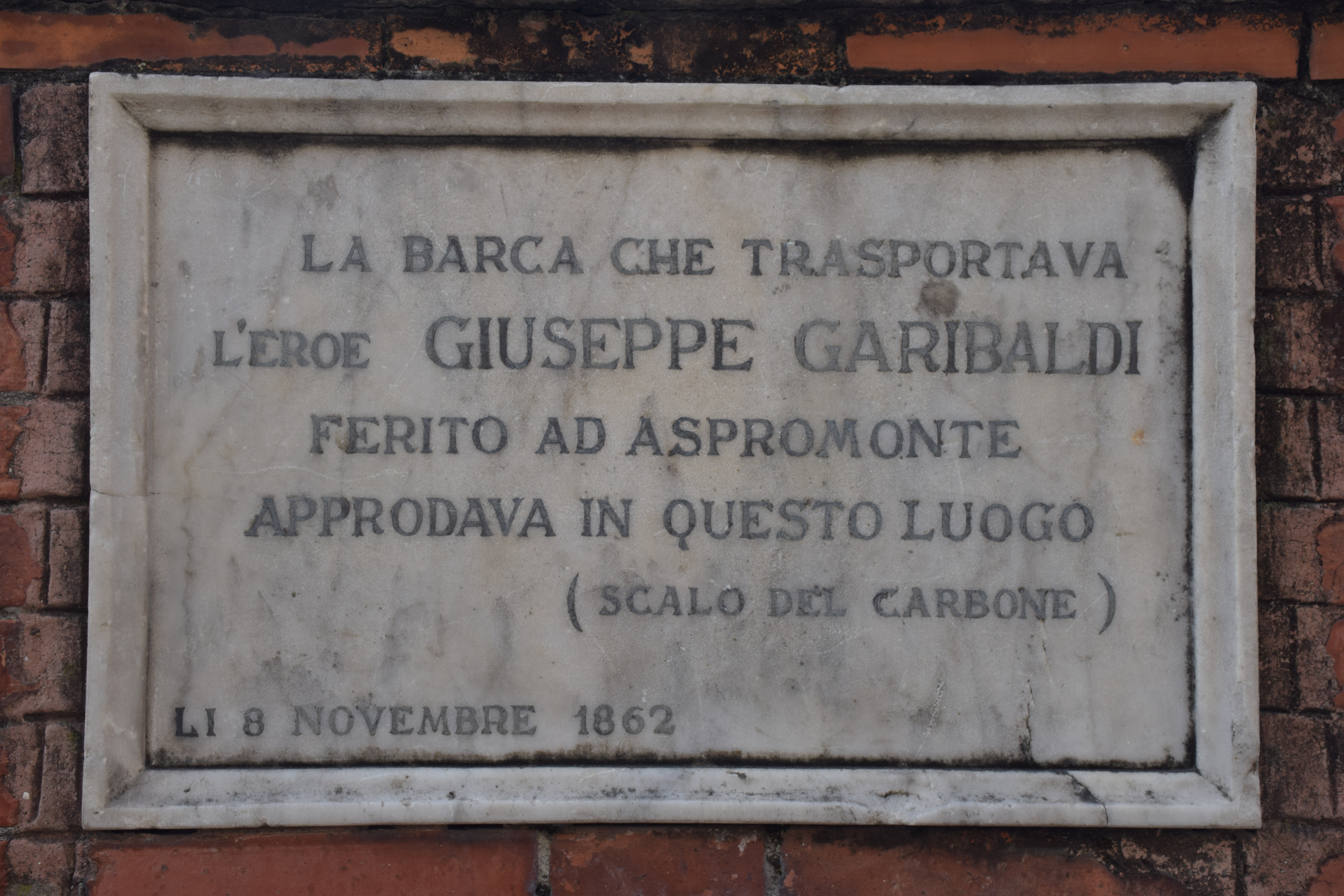
La placa del Lungarno Pacinotti de Pisa

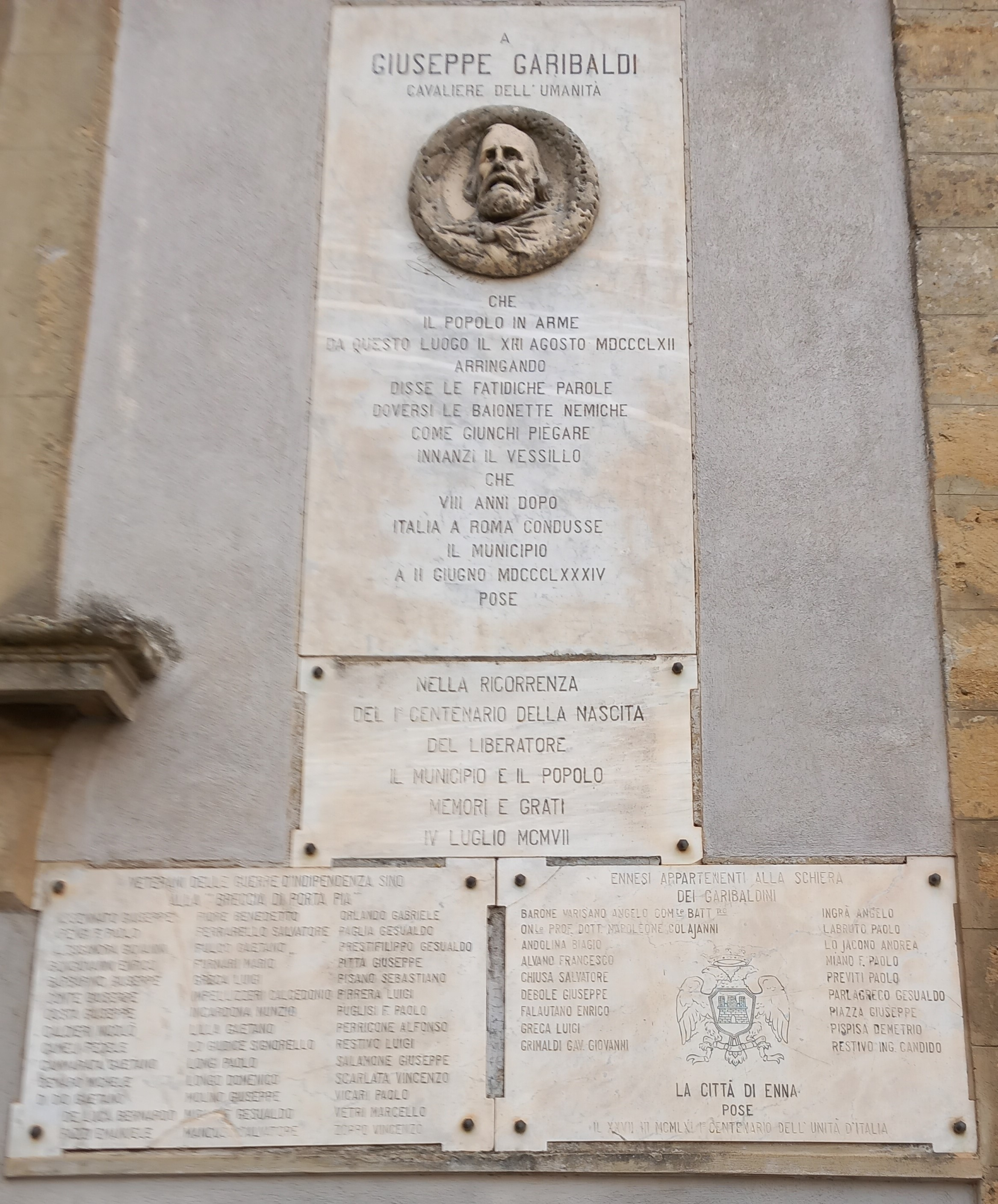
Testimoni del pas de Garibaldi per Enna.

Durant tota la seva existència, Garibaldi va aprofitar totes les oportunitats per alliberar Roma del poder temporal; gràcies als èxits passats, el 1862, va organitzar una nova expedició, sense tenir en compte que Napoleó III, únic aliat del nounat Regne d'Itàlia, protegia Roma mateixa. El 27 de juny de 1862 Garibaldi havia embarcat al Tortoli a Caprera per dirigir-se a Sicília. Durant una reunió commemorativa de l'Expedició del Mil, es va convèncer de marxar cap a Roma i va trobar 3.000 homes prop de Palerm disposats a seguir-lo. El 13 d'agost va arengar la gent a Enna, i el 19 va conèixer la població de Catània a Misterbianco. Va prendre dos vaixells, el Dispaccio i el Generale Abbatucci, sortint al vespre, vorejant les roques, esquivant els vaixells de Giovanni Battista Albini. El 25 d'agost de 1862, a les 4 del matí, fra Melito di Porto Salvo i el cap de l'exèrcit van desembarcar a Calàbria. Amb dos mil homes, va continuar la marxa, no seguint la costa a causa del foc d'un vaixell; després es van desplaçar cap al massís de l'Aspromonte. El 28 d'agost al vespre eren 1.500 homes; el 29 d'agost es van enfrontar amb les tropes d'Emilio Pallavicini a qui el govern de Torí havia confiat aproximadament 3.500 homes.
Els bersaglieri van obrir foc, però Garibaldi els va ordenar que no responguessin; tanmateix, alguns dels seus homes el van desobeir, després de la qual cosa els Garibaldi, per aturar el foc, es van aixecar i va resultar ferits dues vegades: a la cuixa esquerra i al coll de peu dret, al mal·lèol. L'episodi de la seva ferida serà recordat en una famosa balada popular ambientada al ritme d'una marxa dels bersaglieri.
Al cap d'uns quinze minuts, quan Garibaldi va caure, els combats es van aturar: hi va haver 7 morts i 14-24 ferits a l'exèrcit reial i 5 morts i 20 ferits entre els seguidors de Garibaldi.

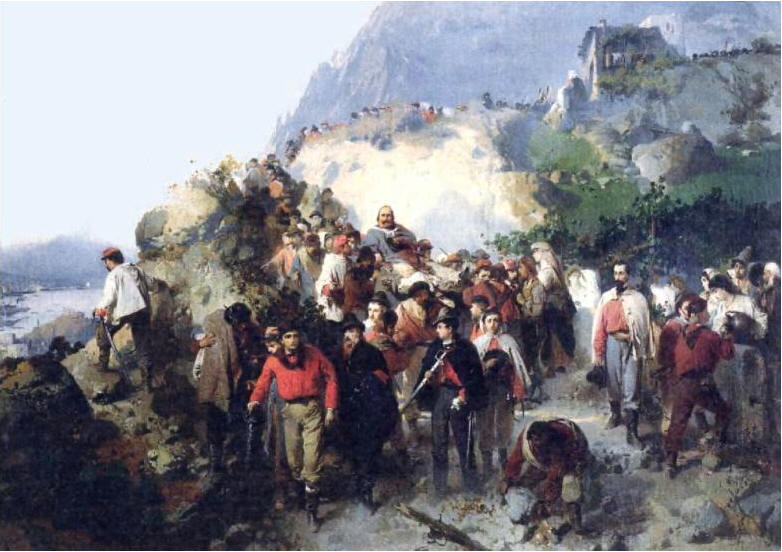
Garibaldi ferit a l'Aspromonte.

L'anomenada diada de l'Aspromonte va provocar l'aturada del general. Va ser embarcat al vaixell Duca di Genova, arribant primer a Scilla i després el 2 de setembre va arribar a La Spezia i va ser tancat a la presó militar de Varignano. Va ser tractat pels metges Di Negro, Palasciano i Bertani, però, donada la seva notorietat, Richard Partridge de Londres Nikolaj Ivanovič Pirogov de Rússia i Auguste Nélaton de França es van precipitar al seu llit.
Vittorio Emanuele, per celebrar el matrimoni l'any 1862 de la seva filla Maria Pia amb Lluís I, rei de Portugal, amnistià els rebels el 5 d'octubre del mateix any. El dia 22 Garibaldi va ser transportat a La Spezia a l' hotel "Città di Milano" i va rebre la visita d'Auguste Nélaton, que li va aplicar una sonda de porcellana de la seva pròpia invenció, que tenia la propietat d'identificar el plom. Això va permetre que el cirurgià florentí Ferdinando Zannetti el pogués operar el 23 de novembre per extreure la bala del rifle. L'operació va tenir lloc a Pisa a l'Albergo delle Tre Donzelle, a l'apartament del primer pis, on es va allotjar amb la seva família i el seu seguici. El 20 de desembre del mateix any va marxar de nit, per Canale dei Navicelli, per no fer massa enrenou davant la presència de tants dels seus seguidors. Va ser transportat al vaixell Sardenya a Caprera. Més tard va marxar a Anglaterra.
Els esdeveniments posteriors de 1867 van demostrar que l'intent de 1862 no era realista. El 1864 Garibaldi es va convertir en Gran Mestre del Gran Orient d'Itàlia, el principal ordre maçònic italià. Garibaldi va conèixer Petko Kiryakov Kaloyanov, més conegut com el capità Petko Voyvoda, el 1866 durant una visita a Itàlia. Aviat es van fer amics i Petko va ser el convidat de Garibaldi durant uns mesos. Garibaldi el va ajudar a organitzar el "Batalló Garibaldi" en l'aixecament de Creta de 1866-1869, format per 220 italians i 67 búlgars, que van lluitar heroicament sota el comandament de Petko Voyvoda en la defensa valenta de la causa hel·lènica.

### Tercera Guerra de la Independència

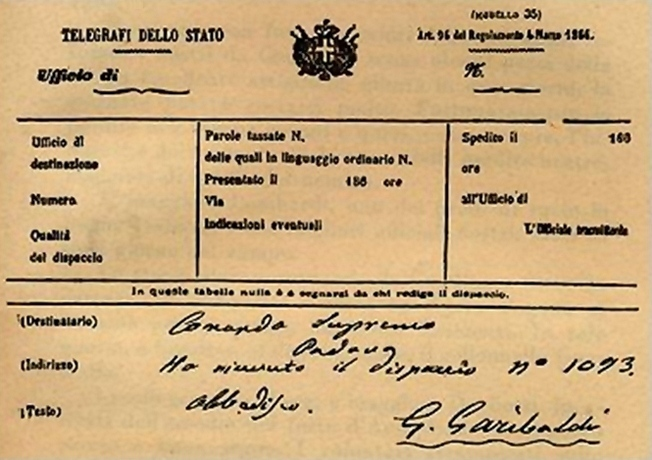
El telegrama de Garibaldi.

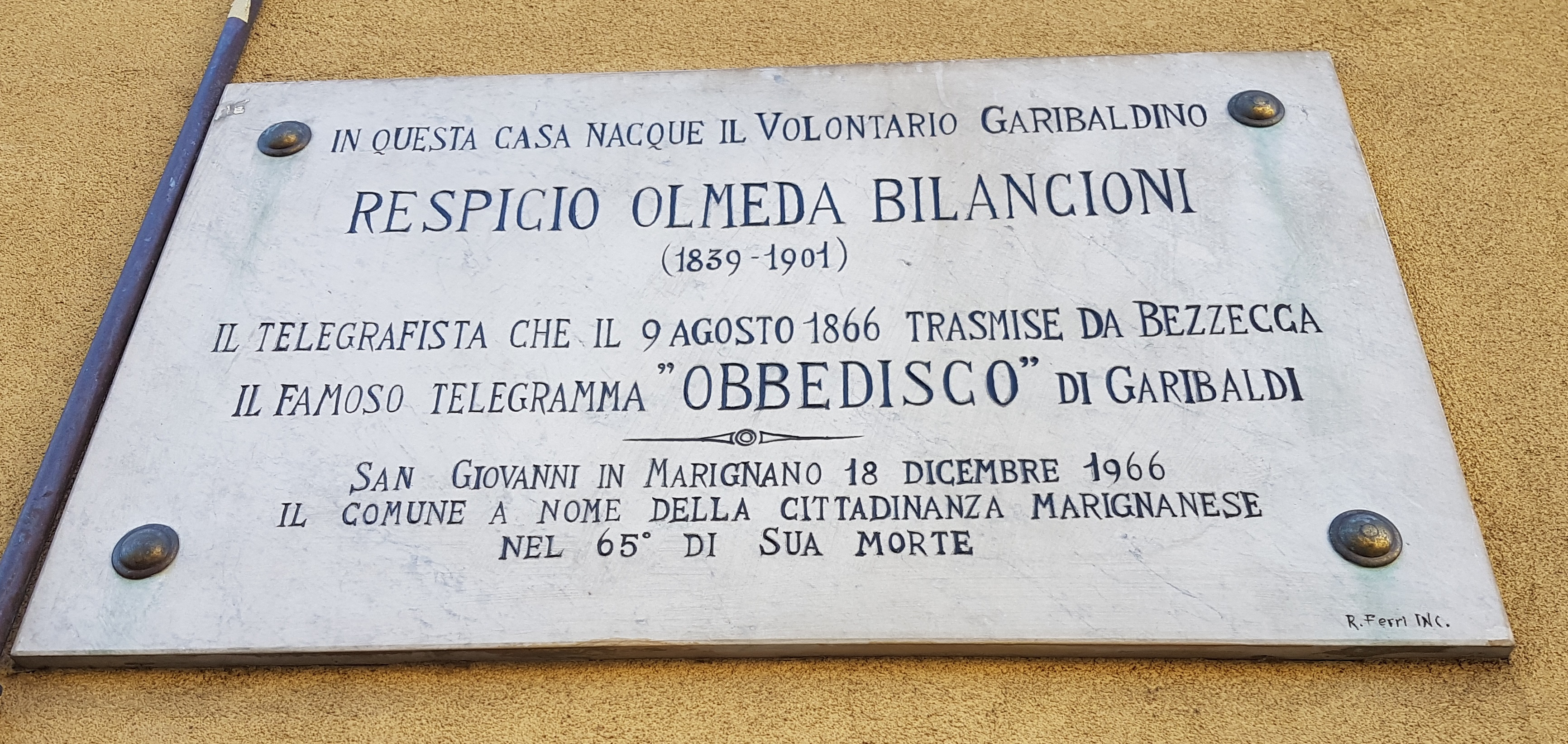
commemorativa del telegrama enviat per Garibaldi.

El 6 de maig de 1866 es va formar el Cos de Voluntaris: Garibaldi havia de prendre el comandament, però en comptes dels 15.000 homes previstos, se'n van presentar 30.000. Garibaldi va marxar al Piemont el 10 de juny, reunint-se amb els seus homes. Al final hi havia 38.000 homes i 200 de cavalleria, però d'aquests en va utilitzar inicialment només 10.000. Contra ell hi havia el general Kuhn von Kuhnenfeld amb 17.000 homes. Havia d'actuar en una zona secundària d'operacions, els prealps entre Brescia i Trentino, a l'oest del llac de Garda, amb l'important objectiu estratègic de tallar la ruta entre el Tirol i la fortalesa austríaca de Verona.
Això hauria deixat als austríacs l'única ruta a Tarvisio per proveir les seves forces i fortaleses entre Màntua i Udine. La principal acció estratègica fou, però, confiada als dos grans exèrcits de la plana, confiats a La Marmora i Cialdini. Garibaldi va operar inicialment per cobrir Brescia, després de petites victòries el 24 de juny i la del pont de Caffaro el 25 de juny de 1866. El 3 de juliol no va poder penetrar a Monte Suello on va resultar ferit, deixant el comandament a Clemente Corte.
El 16 de juliol va repel·lir una maniobra del general enemic a Condino; el 21 de juliol els austríacs van prendre Bezzecca; Garibaldi, havent notat que els seus homes es retiraven, va donar noves instruccions, aconseguint repel·lir l'avanç i fer retirar l'enemic. La carretera s'obria cap a Riva del Garda i, per tant, l'ocupació imminent de la ciutat de Trento. Excepte ser aturat per la signatura de l'armistici de Cormons. El 3 d'agost va rebre un telegrama per abandonar el territori ocupat i va respondre telegràficament: «He rebut el despatx núm. 1073. Obeeixo». "Obeeixo" va passar a la història com un lema del Risorgimento italià i un símbol de la disciplina i la dedicació de Garibaldi.
El telegrama va ser enviat pel garibaldí marignanès Respicio Olmeda in Bilancioni el 9 d'agost de 1866 des de Bezzecca, fet recordat en una placa col·locada a la façana de la seva casa natal a la via Roma n. 79 a San Giovanni in Marignano (RN). El cos de voluntaris es va dissoldre l'1 de setembre; més tard hi va haver l'episodi de Verona.

### Segona campanya per Roma
El 1867, aprofitant la popularitat obtinguda amb la victòria de Bezzecca, Garibaldi intentava envair Roma de nou. Va impulsar una col·lecció que va anomenar "Cables de la Llibertat", contrastant-la amb "Cènics de Sant Pere", i es va interessar pel centre insurreccional romà, formant un centre d'emigració amb seu a Florència. Va participar al Congrés Internacional de la Pau el 9 de setembre de 1867 a Ginebra, on va ser elegit president honorari.
Va preparar un atac comptant amb la revolta interna de la ciutat; després d'una sèrie d'ajornaments, sense el suport de l'estat, va marxar de Florència el 23 de setembre, però l'endemà, el 24 de setembre de 1867, va ser detingut. El primer ministre Urbano Rattazzi va actuar a temps fent arrestar Garibaldi a Sinalunga i portar-lo a la Ciutadella d'Alessandria. 25 diputats van protestar per l'incident: com que el niçat havia estat escollit al Sud, se li va trencar la immunitat parlamentària i els soldats que l'havien de custodiar van escoltar les seves proclames des de la finestra de la presó. Després va ser traslladat el 27 de setembre primer a Gènova i després a Caprera, illa en quarantena a causa del còlera, on va ser presoner, sota vigilància constant i l'illa controlada per la Reggia Marina.
Va organitzar una escapada agosarada fent servir Luigi Gusmaroli com a doble. Mentre l'home va substituir Garibaldi, els niçois van abandonar l'illa el 14 d'octubre, estirats sobre una vella becatina comprada anys abans i amagada. Va arribar a l'illot de Giardinelli i, després de vadear, va arribar a La Maddalena, allotjant-se amb la senyora Collins. Amb Pietro Susini i Giuseppe Cuneo van arribar a Sardenya, després de descansar van marxar el 16 d'octubre i després de viatjar a cavall durant 15 hores, el dia 17 s'embarcaren, arribant posteriorment a Florència el 20. Després d'haver sortit de Terni per arribar al Passo Corese el 20. El 23, comptava entre els seus homes uns 8.000 voluntaris, en el que fou reconegut com la "Campanya Agro Romano per l'alliberament de Roma". Després d'un primer atac a Monterotondo el 25 d'octubre, va prendre la fortalesa papal el 26 d'octubre de 1867, cremant la porta amb un carro en flames i penetrant-hi amb els seus homes.
Va arribar el 29 a Castel Giubileo i després al Casal de' Pazzi, el 30 fins a la matinada del 31 va romandre a la vista de Roma però no hi va haver cap revolta que esperava i va retirar les seves tropes. Garibaldi no sabia de la proclamació del rei que havia sufocat els esperits rebels, malgrat el sacrifici dels germans Cairoli (combat de Villa Glori) i el sacrifici a Roma de Tavani Arquati i de Monti i Tognetti decapitat el 1868.
Va decidir anar a Tívoli: la sortida estava prevista per al 3 de novembre a les 3 del matí però es va ajornar a les 11 del matí, n'eren aproximadament 4.700 que havien arribat a Mentana i s'havien trobat amb els 3.500 pontificals dirigits per Hermann Kanzler, però van aconseguir fer-los retrocedir; aleshores van arribar els 3.000 francesos liderats per Charles De Failly, equipats amb el rifle Chassepot de càrrega posterior en el que s'anomenaria la batalla de Mentana. Davant el foc, Garibaldi va continuar l'atac, però amb una càrrega posterior anunciada va ser detingut per Canzio, va decidir, per tant, retirar les seves tropes.
Va sortir amb un tren d'Orte cap a Livorno, però a l'estació de Figline Valdarno va ser detingut de nou i tancat a Varignano el 5 de novembre, hi va romandre fins al 25 de novembre, després del qual va tornar a Caprera. Com a diputat va dimitir l'agost de 1868.

### Campanyes a França
Durant la guerra francoprussiana de 1870–1871, Garibaldi va oferir els seus serveis a la recentment formada Tercera República francesa. Joseph-Philippe Bordone, amb el vaixell Ville de Paris, va arribar a Còrsega i, per enganyar la vigilància de la marina italiana, va continuar el viatge en un petit vaixell. Després va embarcar a Garibaldi, que va desembarcar a Marsella el 7 d'octubre de 1870, després viatjant a la capital provisional francesa, Tours. Les primeres ordres de Léon Gambetta van ser tenir cura d'uns centenars de voluntaris; els niçois es van negar a complir l'ordre, obtenint el comandament de les tropes de l'anomenat "Exèrcit dels Vosges", els homes del qual eren inicialment 4.500. Per tant, va establir el seu quarter general a Dôle i després, l'11 de novembre, a Autun.
El mateix mes va organitzar una expedició victoriosa, realitzada per Ricciotti. Mentrestant, Dijon havia caigut en mans alemanyes, comandades per Augustus Werder, i després va ser abandonada a causa de l'avanç de les tropes franceses. Va condemnar el coronel Chenet a la pena de mort perquè va abandonar el seu càrrec durant la lluita, però indultat pels mateixos francesos, la sentència no es va dur a terme.

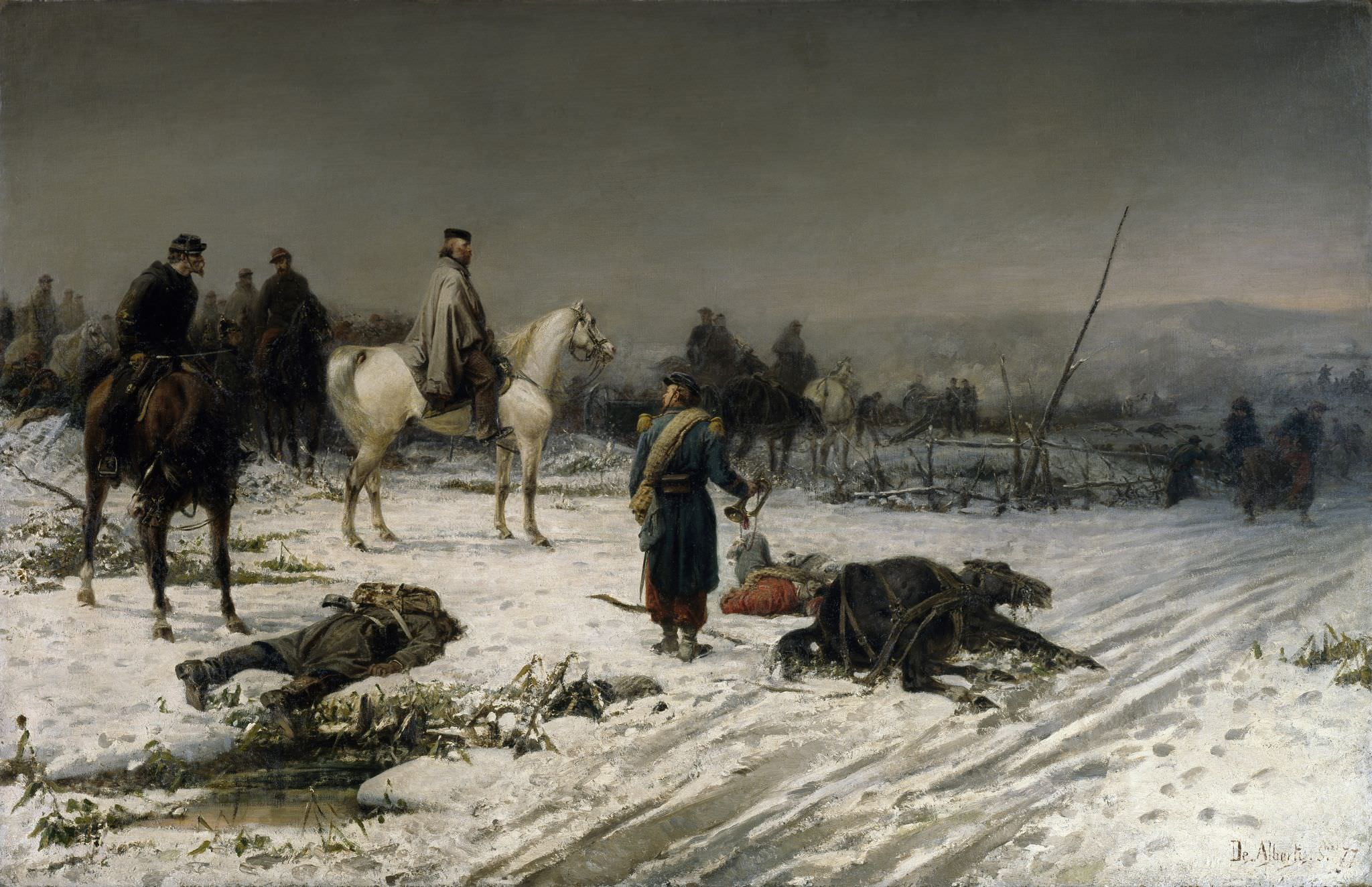
Garibaldi a Dijon

Garibaldi va ocupar la ciutat i la va defensar de l'atac del 21 de gener. Després de tres dies de lluita -en els quals, per primera i única vegada en aquella guerra, es va prendre la seva bandera-, els prussians es van retirar. Entre els 4.000-6.000 homes prussians, les pèrdues van ser d'uns 700.
El 29 de gener es va estipular un armistici per unes setmanes, que no tenia en compte la zona sud-est i, per tant, els soldats de l'Exèrcit dels Vosges. El 31 de gener, les tropes de Garibaldi van ser atacades, el general va evadir l'enfrontament i va dirigir els seus homes a una zona inclosa a l'armistici. Quan va acabar la guerra, el seu exèrcit va ser l'únic que es va mantenir substancialment intacte, amb pèrdues mínimes.
Al febrer de 1871, després de la proclamació de la Tercera República Francesa, a les eleccions polítiques celebrades el 8 de febrer, Garibaldi va ser elegit diputat a l'Assemblea Nacional francesa, situada provisionalment a Bordeus, com a segon diputat d'Alger després de Gambetta. La seva esperança era la derogació del Tractat de Torí de 1860 pel qual el Comtat de Niça havia estat cedit a Napoleó III. La petició de restitució a Itàlia va donar lloc a les Vespres de Niça, que van tenir lloc entre el 8 i el 10 de febrer, que van ser reprimides militarment, amb càrregues de cavalleria i nombroses detencions. En la sessió del 8 de març, el primer dels no electes va impugnar la legitimitat de l'elecció de Garibaldi.
Víctor Hugo es va aixecar per parlar en la seva defensa, afirmant que només Garibaldi havia intervingut en defensa de França, en contraposició a les nacions o als reis una declaració que va provocar una amarga controvèrsia:

| Je ne dirai qu’un mot. La France vient de traverser une épreuve terrible, d’où elle est sortie sanglante et vaincue. On peut être vaincu et rester grand. La France le prouve. La France, accablée en présence des nations, a rencontré la lâcheté de l’Europe. De toutes ces puissances européennes, aucune ne s'est levée pour défendre cette France qui, tant de fois, avait pris en main la cause de l’Europe… Pas un roi, pas un État, personne! Un seul homme excepté… Où les puissances, comme on dit, n’intervenaient pas, eh bien un homme est intervenu, et cet homme est une puissance. Cet homme, Messieurs, qu’avait-il? Son épée. Je ne veux blesser personne dans cette Assemblée, mais je dirai qu’il est le seul, des généraux qui ont lutté pour la France, le seul qui n’ait pas été vaincu. | Només diré una cosa. França acaba de passar per un terrible calvari, de la qual va sortir sagnada i derrotada. Pots ser derrotat i encara ser gran. França ho demostra. França, aclaparada per la presència de les nacions, es va trobar amb la covardia d'Europa. De totes aquestes potències europees, cap es va aixecar per defensar aquesta França que tantes vegades havia pres en mans la causa d'Europa... Ni un rei, ni un estat, ningú! On els poders, com diuen, no van intervenir, bé, va intervenir un home, i aquest home és un poder. Aquest home, senyors, què tenia? La seva espasa. No vull fer mal a ningú en aquesta Assemblea, però diré que és l'únic dels generals que van lluitar per França que no va ser derrotat. |
Es va impedir que Garibaldi pronunciés el seu discurs a l'Assemblea Nacional i, en protesta, va dimitir l'endemà. La seva declaració de renúncia al càrrec va ser molt aplaudida per l'oposició i per la majoria. A la multitud de francesos que esperaven Garibaldi fora de l'Assemblea, s'adreçava al següent: «Sempre he sabut distingir la França dels sacerdots de la França de la república, que he vingut a defensar amb devoció de fill».

### Últims anys i mort a Caprera

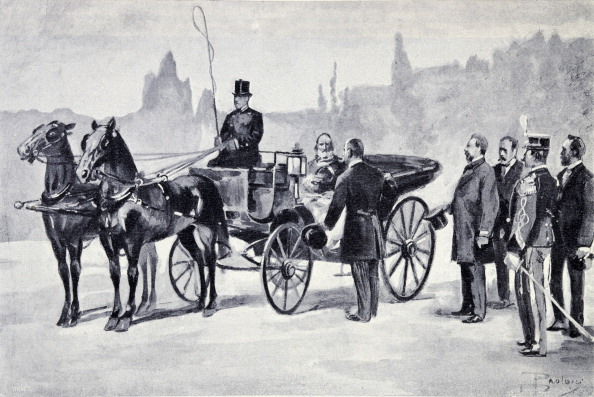
La trobada entre Garibaldi i Umberto I

Garibaldi va encunyar la dita "la Internacional és el sol del futur" per a l'Associació Internacional de Treballadors; posicionant-se a favor de la Comuna de París, fou elegit diputat a la nova Assemblea Nacional francesa en diversos departaments metropolitans: Savoia, París, Baix Rin, Dijon i Niça. Va acceptar el nomenament i després va dimitir.
Garibaldi va proposar un pla ideat per Alfredo Baccarini per resoldre el problema de la contínua inundació del Tíber a Roma, que implicava l'excavació d'un "port-canal" a Fiumicino, connectant llavors la ciutat directament amb el mar; aquest projecte va ser descartat pels elevats costos (62 milions de lires) que hauria suposat. El juny de 1872 Benedetto Cairoli va proposar una llei sobre el sufragi universal, mentre que Garibaldi va publicar una "Apel·lació a la democràcia" l'1 d'agost. Mentrestant, el seu estat de salut va empitjorar, sobretot a causa de l'artritis deformant: a partir de 1873 va necessitar crosses i el 1880 pràcticament ja no podia caminar i, per tant, va haver d'utilitzar una cadira de rodes.
El 21 d'abril de 1879 va convocar a un congrés 92 personalitats representants de la democràcia (62 d'elles van assistir), on va demanar l'abolició del jurament i va manifestar el seu suport al sufragi universal. La iniciativa va seguir, el 26 d'abril, amb la formació de la Lliga de la Democràcia formada per 44 membres (dels quals 16 van ser nomenats a la comissió executiva), que va publicar un diari homònim. El moviment va tenir èxit: a les eleccions d'octubre de 1882, els votants van passar de 620.000 a uns 2.000.000.

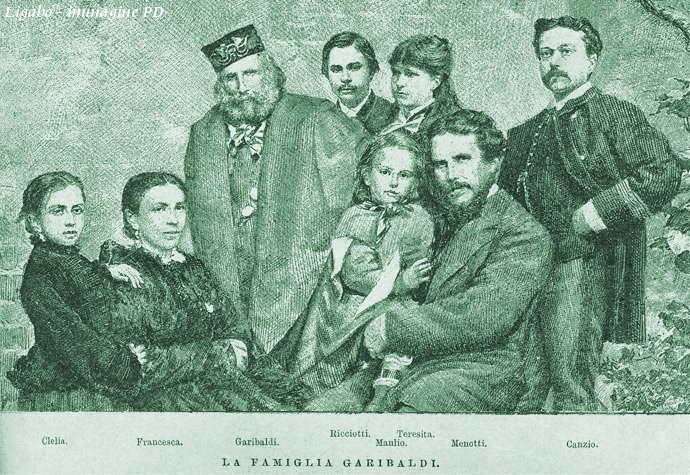
La familia Garibaldi el 1878

Al mateix temps es va dedicar a escriure novel·les: el 1870 es va publicar Clelia, ambientada el 1849 a Mentana, i Cantoni el voluntari, dedicada a Achille Cantoni, el voluntari de Forlì que li va salvar la vida durant la batalla de Velletri el 1849. El 1874 es va publicar I Mille, la història d'una dona, Marzia, que es disfressa d'home per unir-se als voluntaris. Va tornar a visitar les Memòries el 1871-1872, arribant a la recreació de la campanya dels Vosges: en comparació amb la versió anterior del text va endurir el to contra Mazzini i l'Església. Més tard va escriure Manlius, un relat de les seves aventures a Amèrica del Sud i del seu retorn a Itàlia. Els ingressos dels llibres van disminuir amb el temps. En la seva vida no es va limitar a aquests escrits, sinó que també va compondre dos himnes militars, un poema autobiogràfic en endecasíl·labs, un poema sobre la mort i diversos sonets i rimes, recollits i publicats posteriorment.
El 2 de desembre de 1874 Pasquale Stanislao Mancini va proposar al parlament concedir al líder una anualitat; el 19 de desembre la Cambra va aprovar la moció (hi va haver 307 vots a favor i 25 en contra), mentre que el Senat va fer el mateix només el 21 de maig de 1875. La pensió era de 50.000 lires anuals amb l'afegit d'una anualitat. Garibaldi inicialment es va negar, només per acceptar-ho l'any següent.

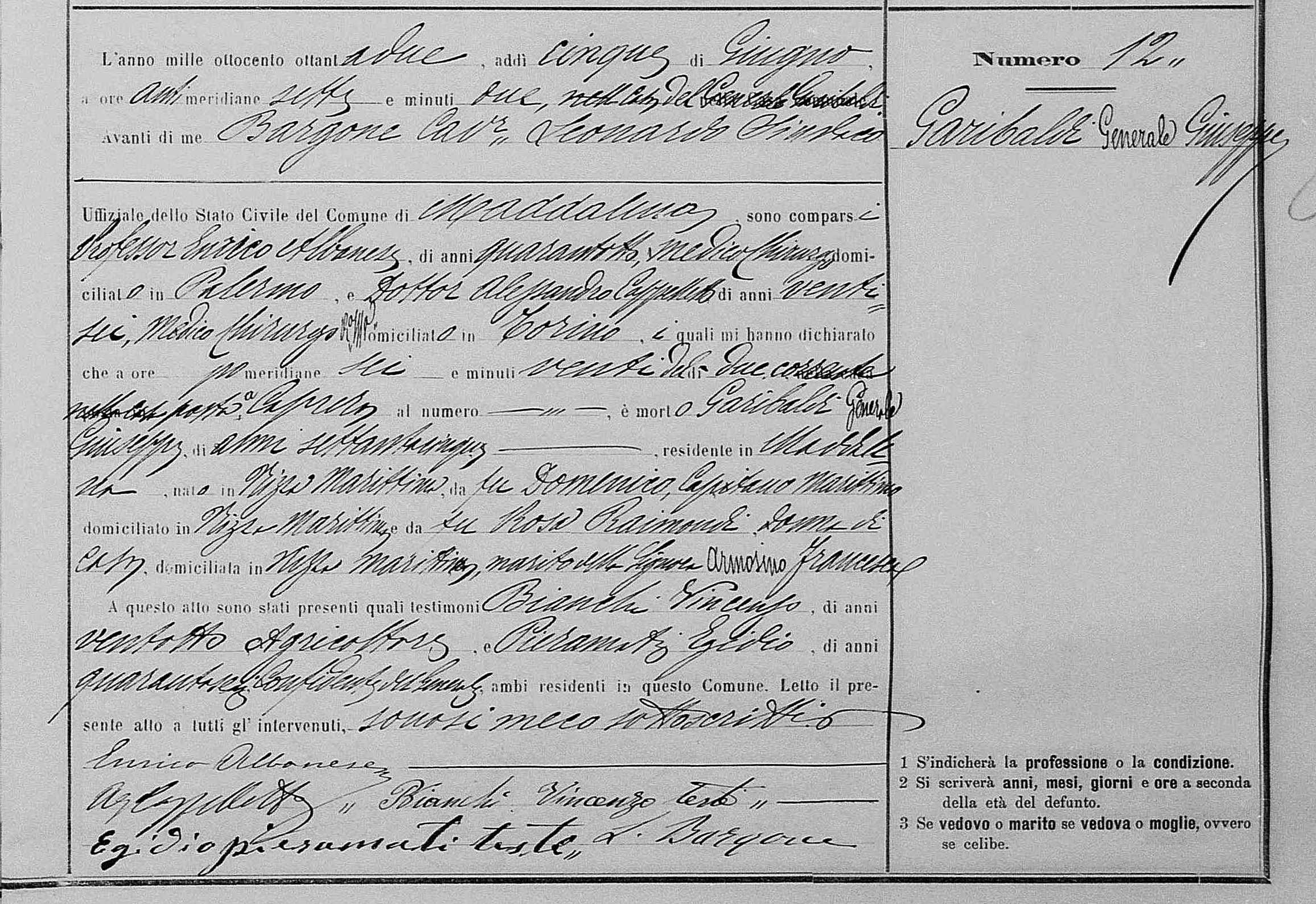
Certificat de defunció de Giuseppe Garibaldi

El 26 de gener de 1880 es va casar amb la piemontesa Francesca Armosino, la seva parella durant 14 anys i amb qui va tenir tres fills. El 1882 va fer el seu darrer viatge amb motiu del sisè centenari de les Vespres: per aquest aniversari va marxar el 18 de gener, anant primer a Nàpols fins al 24 de març, i després traslladant-se a Palerm el 28 de març; durant el viatge el silenci regnava a la ciutat en senyal de respecte. Tornarà a Caprera el 17 d'abril. Poc després de tornar, la bronquitis que ja patia va empitjorar; durant tres dies Garibaldi va ser alimentat i assistit artificialment pel doctor Alessandro Cappelletto, metge del vaixell de guerra Cariddi, ancorat a la propera illa de La Maddalena. El líder va morir el 2 de juny de 1882 a les 18:22 hores, als gairebé 75 anys, d'una paràlisi de la faringe que li va impedir respirar. En el seu testament, del qual una còpia està exposada a la casa-museu de l'illa de Caprera, Garibaldi demanava expressament la cremació de les seves despulles; aquest desig va ser desatès, atès que el cos va ser embalsamat i després col·locat al petit cementiri familiar de l'anomenat Compendi Garibaldi de Caprera, en un sepulcre tancat per una massissa pedra de granit aspre, que només portava la inscripció Garibaldi.

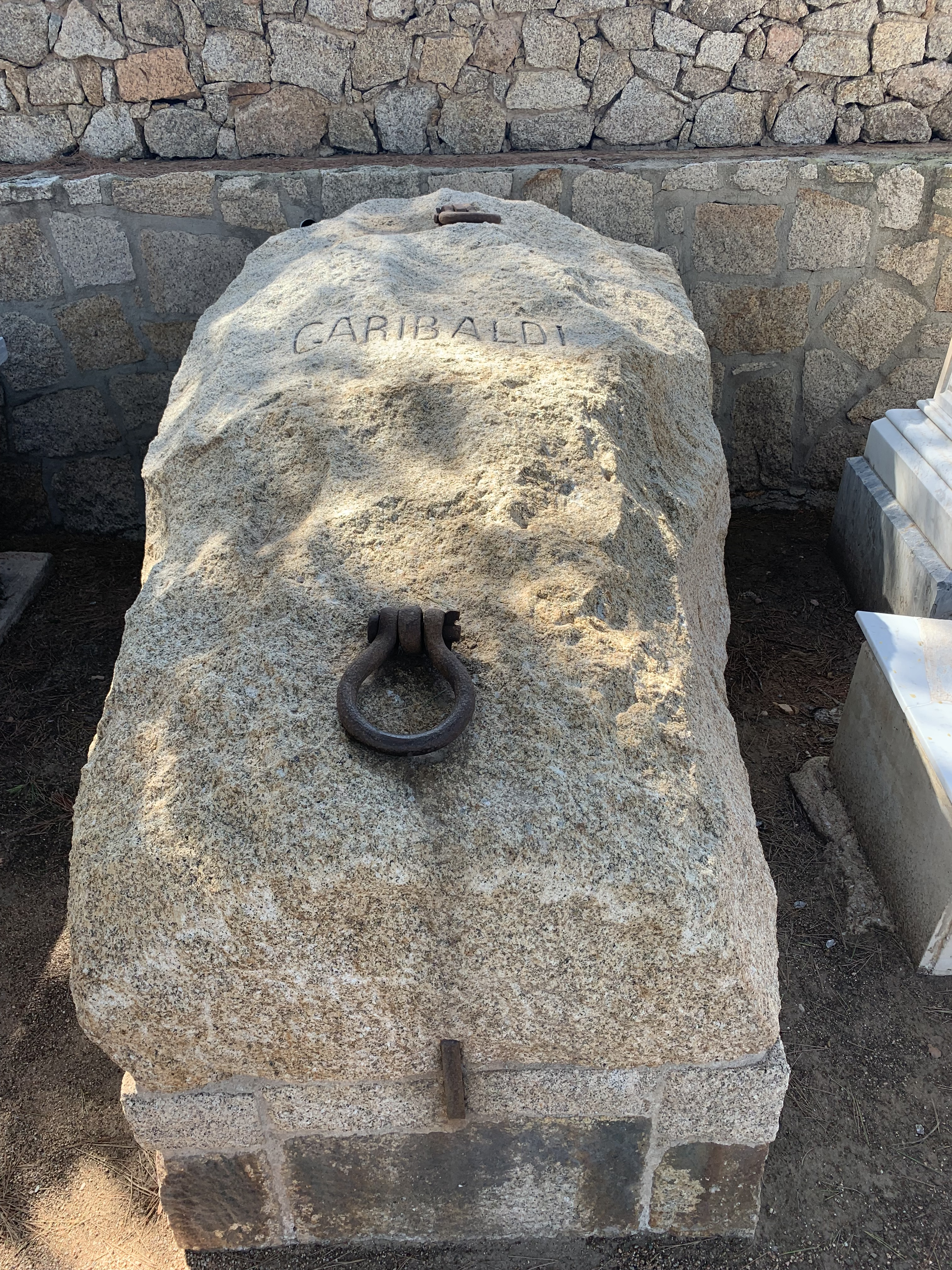
La tomba de Garibaldi, a Caprera

Les seves últimes paraules, com després va assegurar Francesca Armosino, van ser: «Moro amb el dolor de no veure redimir Trento i Trieste». Garibaldi, maçó convençut i anticlerical, deista però no ateu també va incloure en el seu testament alguns passatges destinats a frustrar qualsevol intent d'atribuir-li una conversió a la religió catòlica en els darrers moments de la seva vida:
| « | Ja que en els darrers moments de la criatura humana, el sacerdot, aprofitant l'estat d'esgotament en què es troba el moribund, i de la confusió que sovint s'hi produeix, avança, i posant en pràctica tota vil estratagema, es propaga amb la impostura. en el qual és mestre, que el difunt va complir, penedint-se de les seves creences passades, dels deures d'un catòlic: en conseqüència declaro, que trobant-me avui en plena raó , no vull acceptar, en cap moment, l'odiós, menyspreable i malvat ministeri d'un sacerdot, que considero un enemic atroç de la raça humana i d'Itàlia en particular. I que només en un estat de bogeria o d'ignorància molt grossa es pot recomanar un individu a un descendent de Torquemada | » |

La concepció religiosa de Garibaldi no ha estat mai clara i homogènia, i la historiografia tendeix a excloure'l de les ortodoxies religioses tradicionals. Enemic del clergat i de l'Església, Garibaldi, però, mai no va ser un incrédul, sinó sempre profundament religiós. El general es va declarar cristià en diverses ocasions, sense deixar de ser enemic jurat de l'Església i del Papa mentre que al final de la seva vida s'apropava, com ja s'ha dit, al deisme maçònic. En general, però, la seva dimensió religiosa poc clara s'entén comunament com una síntesi personal d'"ateisme, espiritisme, deisme, un vague cristianisme liberal".

## Cronologia
- 1807: nascut a Niça;

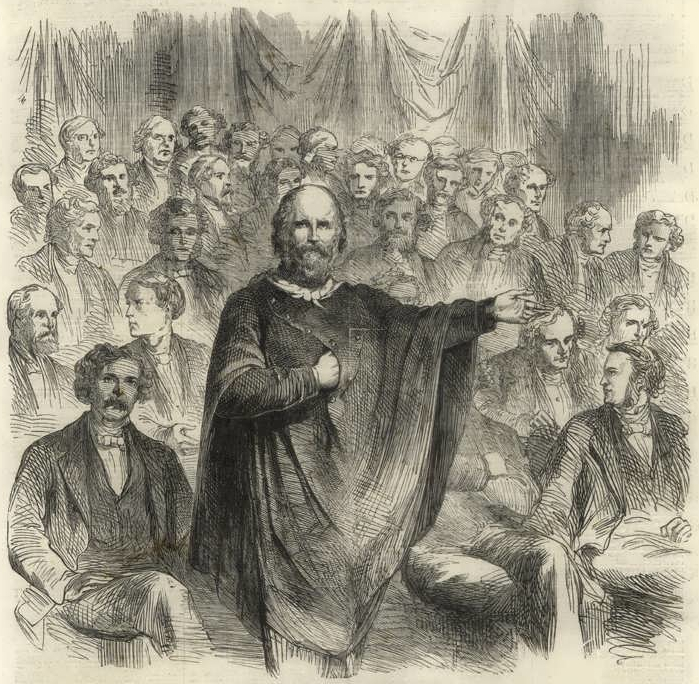
Torí, 18 d'abril de 1861. Primera sessió del nou Parlament Nacional en què Garibaldi pronuncia un discurs contra el govern de Cavour

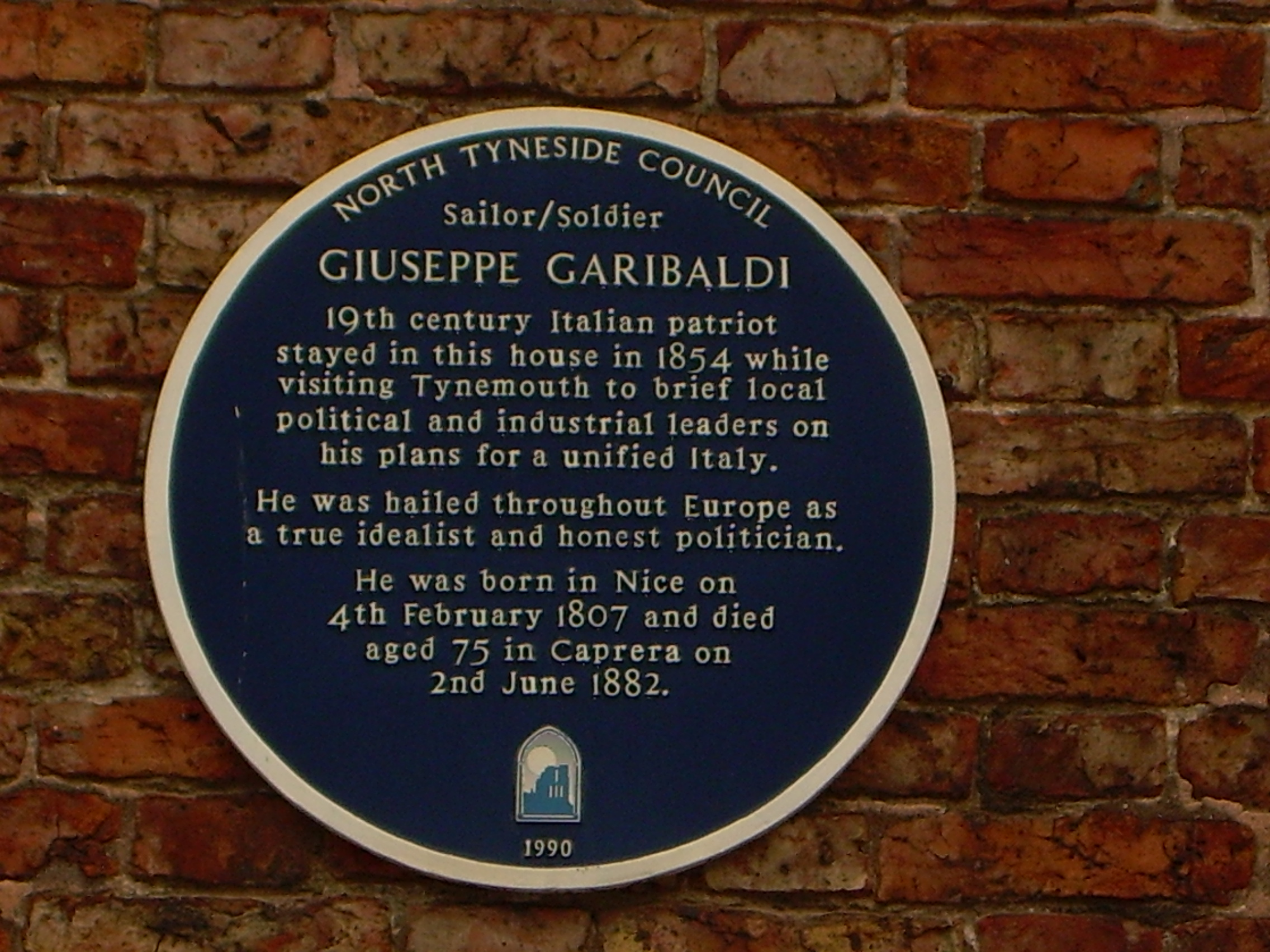
Placa commemorativa del viatge a Anglaterra

- 1821: està inscrit als registres de mariners;
- 1824: primer viatge per mar a la Mediterrània oriental;
- 1833: a Taganrog entra en contacte amb els mazzinians;
- 1834: participa en els aldarulls de Gènova;
- 1835: deixa Marsella com a exiliat cap a Amèrica del Sud;
- 1839: combats amb Rio Grande do Sul contra el Brasil centralista;
- 1839: coneix l'Anita, amb qui es casa el 1842 i amb qui té 4 fills (Menotti el 1840, Rosita el 1843, Teresita el 1845 i Ricciotti el 1847);
- 1843: lluites amb els "Colorados" uruguaians aliats amb els unitaris argentins contra els "Blancs" de l'antic president uruguaià Oribe, aliats amb els federalistes argentins de Rosas;
- 1849: lluites per la defensa de la República Romana. El 4 d'agost, prop de Ravenna, mor la seva dona Anita;
- 1852: viatja de Lima (Perú) a Cantó (colònia portuguesa a la costa xinesa) per comerciar amb guano;
- 1859: participa a la Segona Guerra de la Independència com a general de l'exèrcit piemontès, al comandament dels Cacciatori delle Alpi;
- 1860: Expedició dels Mil;
- 1862: amb l'objectiu d'alliberar Roma, abandona Sicília amb 2.000 voluntaris, però és aturat a Aspromont;
- 1864: viatja a Londres, on és acollit triomfant i coneix Henry John Temple, 3r vescomte de Palmerston i Giuseppe Mazzini;
- 1866: Participa en la Tercera Guerra de la Independència. Mana un cos de voluntaris que lluiten a Trentino. Derrota els austríacs a Bezzecca;
  - Va ser elegit a les eleccions polítiques a la circumscripció de Lendinara-Occhiobello, encara que aleshores va optar per la seva antiga circumscripció d'Andria, i en el seu lloc va ser elegit Giovanni Acerbi;
- 1867: Al setembre va participar al Congrés de la Pau a Ginebra;
  - A l'octubre es va posar al capdavant dels voluntaris que van envair el Laci, però va ser aturat el 3 de novembre a Mentana;
- 1870-71: participa en la guerra francoprussiana al costat dels francesos;
- 1874: és elegit diputat del Regne;
- 1879: funda la Lliga de la Democràcia a Roma;
- 1882: mor a Caprera el 2 de juny.

## Personalitat

### El pensament polític
Garibaldi no es pot definir pròpiament com un polític que professi una ideologia precisa; en una època en què van florir molts ideals polítics, no es va adherir obertament a cap d'ells. Garibaldi va atacar el clericalisme, el conservadorisme, l'absolutisme i qualsevol ordre social basat en la injustícia i la violència. Les seves paraules són del 1865: "Però heu entès mai que pertanyo a algun partit? Sempre he entès que pertanyo a la nació italiana" i el 1867, en un congrés a Ginebra, va aclarir: "No volem enderrocar monarquies per fundar repúbliques, però volem destruir l'absolutisme per fundar la llibertat i la llei sobre les seves ruïnes". Va proclamar una protesta social ideal que, però, no va ser reconeguda pel filòsof anarquista Pierre-Joseph Proudhon que l'acusava d'haver emprès, juntament amb Mazzini, una unificació italiana sota el signe de la monarquia de Savoia i, per tant, una obra de centralització de l'Estat en detriment del federalisme que respectés les llibertats locals de les diverses poblacions italianes.
Els grans protagonistes de la història del Risorgimento italià no el van reconèixer com a partidari dels seus programes polítics. Per a Mazzini, Garibaldi, després de l'Expedició dels Mil, amb la rendició de les seves conquestes al rei havia de ser considerat un traïdor i al seu torn Garibaldi jutja durament Mazzini en el seu Memorial:
Conec les masses italianes millor que Mazzini perquè sempre he viscut entre elles; Mazzini, en canvi, només coneix una Itàlia intel·lectual.
El judici i els sentiments del rei Vittorio Emanuele II envers els qui li havien donat tant d'Itàlia eren pitjors:
| « | ... Com heu vist, vaig descartar ràpidament l'assumpte molt desagradable de Garibaldi, encara que -asegureu-vos- aquest personatge no és gens tan dòcil ni tan honest com se'l representa, i com vosaltres mateixos creieu. El seu talent militar és molt modest, com ho demostra l'afer de Càpua, i l'immens mal que s'ha comès aquí, per exemple l'infame robatori de tots els diners del tresor, s'ha d'atribuir íntegrament a ell, que està envoltat de canalles, ha seguit els seus mals consells i ha submergit aquest infeliç país [el Sud] en una situació espantosa... . | » |

Segons l'historiador Alfonso Scirocco Garibaldi és "un idealista sense ideologies" i "... un ciutadà del món. ... va propugnar els grans ideals de llibertat de tots els pobles, tant és així que l'any 1867 va participar al Congrés de la Pau a Ginebra i va enviar missatges de solidaritat a tots els països que lluiten per la llibertat."
Scirocco arriba a comparar la seva figura amb la del Che Guevara, que també és " recordat no com un patriota que va lluitar pel seu poble, sinó com un símbol de llibertat per a tots els homes de la Terra".

#### Garibaldi i Cavour

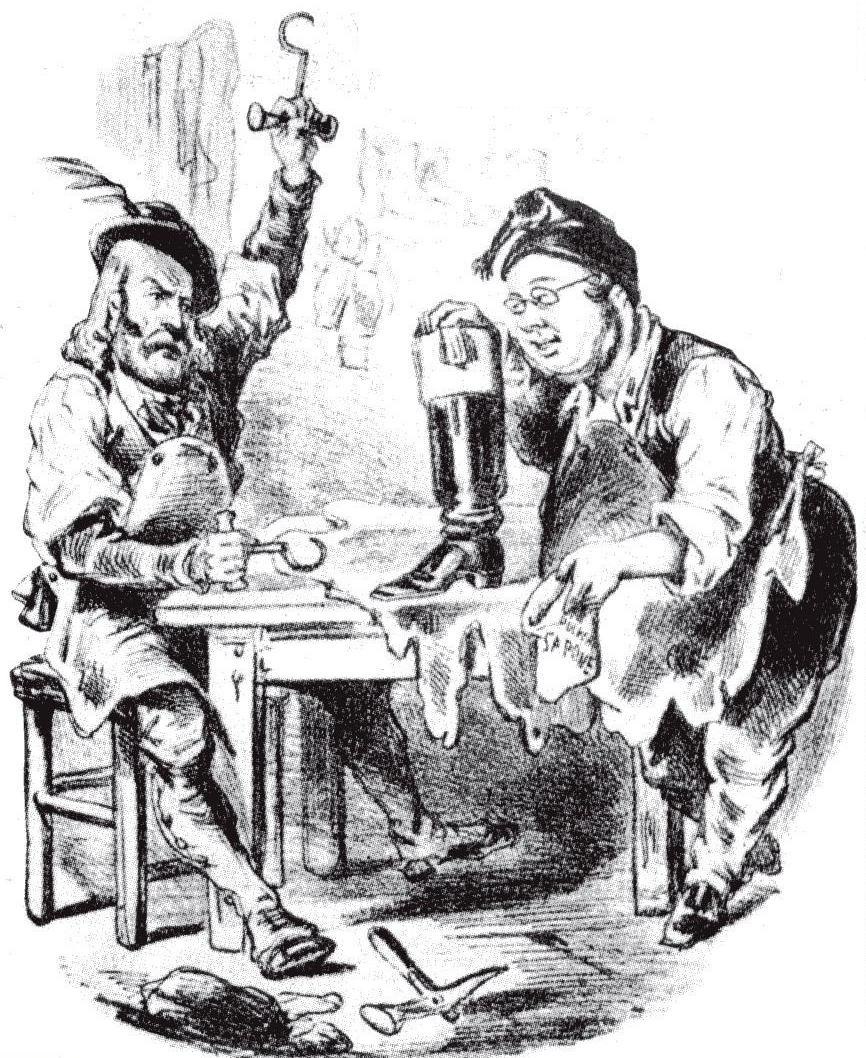
Garibaldi i Cavour intentant construir la bota (Itàlia) en una caricatura satírica de 1861

Garibaldi mai va tenir relacions pacífiques amb Cavour. D'una banda, simplement no creia en el pragmatisme i la realpolitik de Cavour, però també sentia un ressentiment personal per haver cedit la seva ciutat natal de Niça, el 1860. Garibaldi va confiar al seu metge assistent Enrico Albanese:
| « | La pàtria no es pot intercanviar ni vendre per Déu! Quan la posteritat examini els actes del govern i el Parlament italià durant el Risorgimento italià, trobaran coses del clavegueram. Pobre Niça! Em vaig equivocar de no parlar clar, de no protestar amb energia, de no dir allà al Parlament, a Cavour, que era un canalla, i als que volien votar la seva dimissió que eren tan covards. | » |

Per descomptat, escrivint a l' ambaixador de Sardenya a França, Cavour va prometre a l'emperador que aturaria Garibaldi. Però, en realitat, no va dificultar seriosament la sortida del Quarto de l'Expedició dels Mil. Va permetre que diversos oficials de l'exèrcit de Savoia arribessin a Garibaldi a Sicília. Finalment, va enviar les tropes que van permetre la derrota definitiva de Francesc II.

### La Lliga de la Democràcia
Amb la fundació a Roma el 1879 de la Lliga de la Democràcia i del diari homònim, Garibaldi semblava voler seriosament posar en marxa un programa polític concret que pretenia aconseguir el sufragi universal masculí, l'abolició del jurament de lleialtat dels diputats a la monarquia, la secularització de l'Estat, la desamortització i repartiment dels béns eclesiàstics, un programa d'obres públiques que també incloïa la recuperació del camp romà (d'acord amb l'interès particular que Garibaldi tenia pel món camperol).
Una vegada més, però, "a causa de la mala intuïció política de Garibaldi" la Lliga no va poder establir-se com un autèntic partit polític. La interpretació de Giovanni Spadolini és semblant:"la presència de l'heroi […] no havia ajudat al desenvolupament polític de la "Lliga de la Democràcia" i les seves contradiccions, les seves desviacions, les diferents influències que s'entrellaçaven sobre ell, van acabar per confonent els seguidors i paralitzant la seva acció".
Segons altres autors, de fet, la Lliga no es va transformar en un partit polític estructurat per les divisions presents dins el mateix món republicà i democràtic.
La presència de Garibaldi semblava, doncs, important tant per als membres de la lliga com per a l'opinió pública democràtica per a qui el general era un mite que hauria d'haver unificat totes les divergències. A més, la premsa, i no només la democràtica, va donar un ampli espai a les iniciatives de Garibaldi. Però en realitat no hi havia un "pensament garibaldino" precís, ni Garibaldi tenia la capacitat d'organitzar materialment un partit, de manera que, malgrat la seva carismàtica presència, el contrast entre mite i política no va produir els efectes polítics que el farien efectiu. funció unificadora. Més enllà de la presència de Garibaldi, l'associació també era massa diversificada en els seus membres, tan dividits ideològicament que, al final, tota iniciativa política es va esvair en les seves conclusions concretes.

### Garibaldi i la unificació italiana
| « | "Afavorit per la fortuna, vaig tenir l'honor en tots dos mons de lluitar al costat dels primers soldats, i vaig poder persuadir-me que la planta humana va néixer a Itàlia, insuperable; vaig poder persuadir-me que aquells mateixos soldats que vam lluitar al sud d'Itàlia no es retiraran davant els més bel·ligerants, quan estiguin reunits sota la gloriosa bandera emancipadora. | » |

La figura de Garibaldi és absolutament central en el marc del Risorgimento italià, i ha estat objecte de nombroses anàlisis historiogràfiques, polítiques i crítiques. La popularitat de Garibaldi, la seva capacitat per despertar multituds i les seves victòries militars no només van fer una contribució decisiva a la unificació de l'estat italià, sinó que també el van recompensar amb una enorme popularitat entre els seus contemporanis; com a exemple podem citar les eleccions triomfals (el 1860), després el 1861 al Parlament subalpí i després italià) o el triomf que se li va concedir a Londres el 1864.
També hi va haver nombroses derrotes. Entre els quals els d'Aspromonte i Mentana estaven especialment cremats, ja que l'enfrontaven a una part important de l'opinió pública italiana, que, en tots els altres episodis de la seva vida, l'havia estimat molt.
| «                            | (Catània) A Giuseppe Garibaldi que la nit del 18 d'agost de 1862 pronuncià les històriques paraules "o Roma o la Mort" des d'aquesta casa, el poble de Catània va dedicar aquesta placa el 2 de juny de 1883, primer aniversari de la mort de l'Heroi, a gloriós record del fet, en perpetu avorriment de la tirania. | » |
| — Epígraf de Mario Rapisardi | |   |

### Pertanyença a la maçoneria
La carrera de Garibaldi en la maçoneria va començar amb la seva iniciació el 1844 a la Lògia "Asil de la Vertud" de Montevideo, pertanyent a l'antic i primitiu Ritu de Memfis i Misraim, fundat per Cagliostro. El desembre de 1861, durant la primera assemblea constituent del Gran Orient italià a Torí, va rebre el títol honorífic de "Primer maçó d'Itàlia" i l'11 de març de 1862 el Gran Orient de Palerm li va atorgar tots els graus de la Ritu escocès antic i acceptat del 4 al 33 (sis francmaçons van dirigir el ritu, entre ells Francesco Crispi) i va ser nomenat president del Consell Suprem, que després va culminar amb el càrrec suprem de Gran Mestre del Gran Orient d'Itàlia, amb seu a Torí i amb el càrrec de Gran Hyerophante del Ritu de Memphis i Misraim el 1881. Entre els garibaldins més famosos, molts eren francmaçons, com Giacomo Medici i Stefano Turr. Durant la seva estada a Ischia el 1864, on es va celebrar un consell de guerra, Garibaldi va dimitir com a Gran Mestre de l'orde a causa de massa problemes de salut.

### Interès anglosaxó per Garibaldi

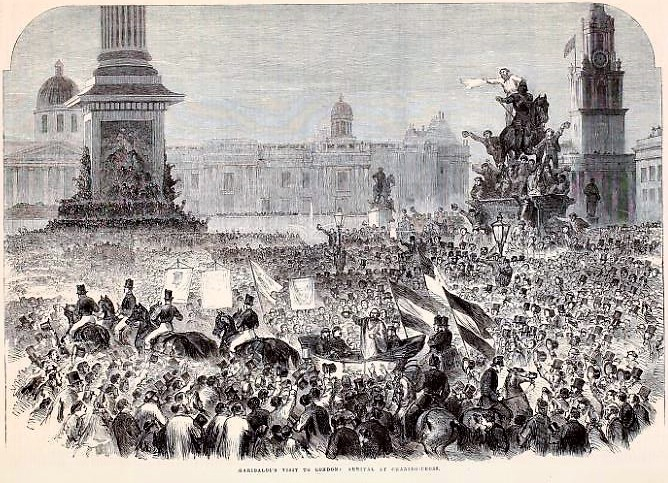
Garibaldi acollit a Charing Cross, Londres (1864)

Ja des de l'any 1849, quan va lluitar en defensa de la República Romana, la figura de Garibaldi era molt famosa a Anglaterra, segurament més que a altres països europeus i aquests sentiments d'afecte i apreciació per l'Heroi dels Dos Mons van ser confirmats el 1864 pel extraordinària acollida que va rebre Garibaldi en el moment de la seva visita a Anglaterra, superior a qualsevol altre esdeveniment anglès del segle xix, excepte, potser, la processó pel jubileu de la reina.
Segons l'historiador britànic Trevelyan, a l'Anglaterra del segle xix, l'admiració per Garibaldi va sorgir de les simpaties britàniques per la causa de la independència italiana, però també d'algunes característiques de la personalitat de l'heroi dels dos mons, especialment rebudes pels anglosaxons, que veia en ell el "rover", el vagabund dels grans espais terrestres i marítims, el lluitador contra l'adversitat, el defensor dels oprimits, el patriota, l'home humà i generós, totes aquestes característiques reunides en un sol home.
Trevelyan va afirmar el 1907 que Anglaterra era el país europeu on la passió per la causa de la llibertat i la unitat italiana era més forta i més desinteressada i on sempre estaria vinculada a noms com Byron i Shelley, de Palmerston e Gladstone, Browning i Swinburne.

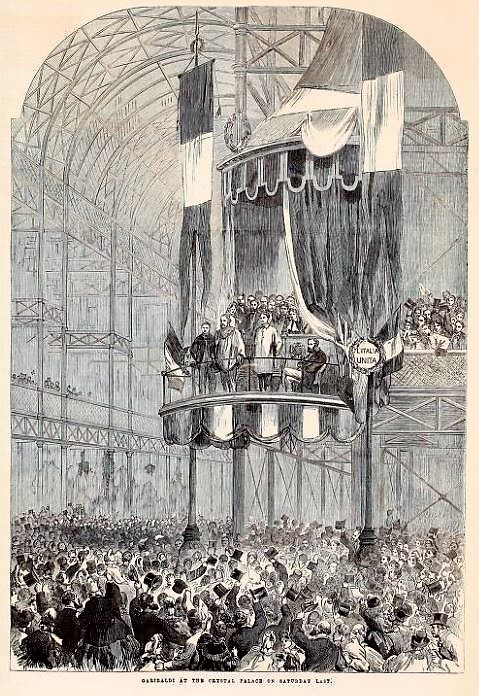
Garibaldi al Crystal Palace de Londres (1864)

L'interès per Garibaldi estava present en els cercles culturals anglosaxons ja el 1849, quan Hugh Forbes estava al costat de Garibaldi en la defensa de la República Romana. El mateix Forbes va seguir Garibaldi també a la campanya 1860-61, tornant de Sicília cap a Nàpols juntament amb altres oficials britànics: Percy Wyndham, John Dunne al capdavant d'un batalló de sicilians que l'anomenaven "Milordo", Peter Cunningham, John Whitehead Peard, el "doble" de Garibaldi amb el bust al Janiculum, i diverses desenes de voluntaris més, als quals s'afegiran després la Legió Britànica, un cos d'uns 600 voluntaris que va marxar amb Major Styles del port d'Harwich per desembarcar a Nàpols el 15 d'octubre, pràcticament participant només en un combat a Sant' Angelo alle mura di Capua, perquè l'arribada de l'exèrcit de Vittorio Emanuele II posarà fi a l'empresa de Garibaldi.
Segons The Illustrated London News del 20 d'octubre de 1860, el nombre total de voluntaris britànics que van marxar per arribar a Garibaldi va arribar i va superar el miler.
L'interès dels anglesos per la causa italiana també es va veure afavorit per la presència en sòl britànic d'exiliats italians, que juntament amb Mazzini van donar a conèixer als anglosaxons els problemes de la unitat italiana, també a través d'associacions com la "People's International League" fundada l'any 1847, substituïda després de 1856 pel "Comitè del Fons d'Emancipació d'Itàlia" amb Aurelio Saffi, Jessie White i Felice Orsini que van dur a terme visites de conferències per al públic anglosaxó interessat.

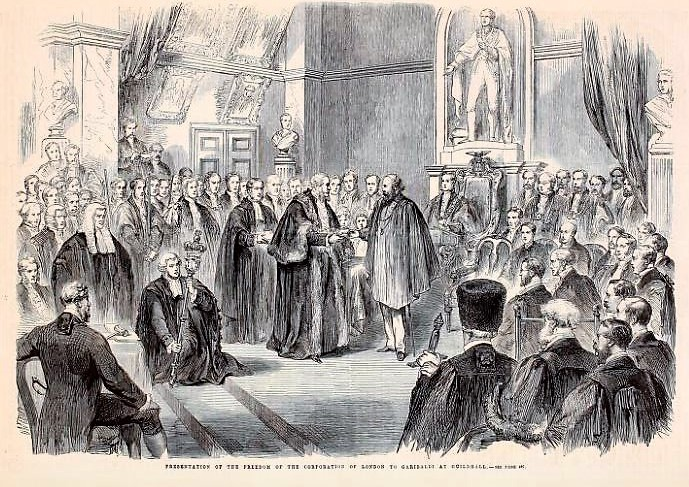
Garibaldi al Guildhall de Londres (1864)

Altres associacions britàniques pro-italianes de recaptació de fons van ser el "fons per a refugiats italians" de 1849, la "Societat dels Amics d'Itàlia" també recolzat per Caroline Ashurst Stansfeld, el "fons Garibaldi" de 1859, que el 1860 amb les seves sucursals locals va recaptar fons. Per la causa de la unitat italiana a Glasgow, Edimburg, Londres, Aberdeen, Liverpool, Sheffield, Birmingham, Bilston, Darlaston, Dudley, Leeds, Newcastle, Rochdale, Bristol, Lisburn, Manchester.
El 1860 es va fundar el Fons Especial Garibaldi per finançar l'enviament de la Legió Britànica o Excursionistes Garibaldi a Itàlia per evitar problemes diplomàtics, seguit després de 1860 pel Comitè d'Unitat Italià Garibaldi, per a la finalització de la unitat italiana amb els altres territoris encara per annexionar-se.
Encara que hagi passat molt de temps des de les declaracions de l'historiador Trevelyan, segur que podem afirmar que l'interès per Garibaldi, les seves gestes i la seva personalitat encara és molt present en l'entorn cultural anglosaxó, així com en molts altres països.

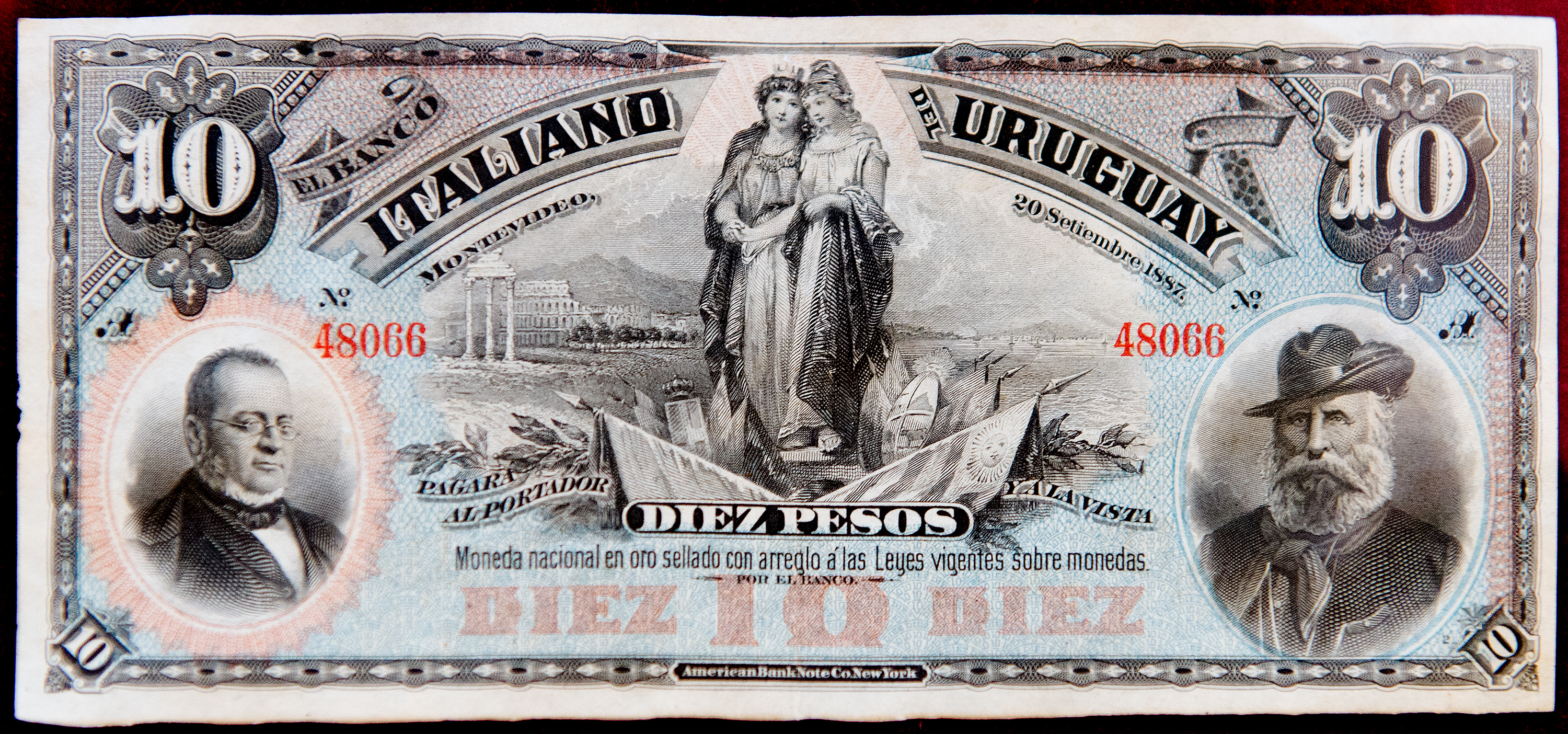
Bitllet uruguaià de 1887 amb les efígies de Cavour i Garibaldi

### Garibaldi i el doble anglès Peard
Encara que sigui poc conegut, al Janiculum de Roma entre els Busts dels Patriotes al Janiculum hi ha un bust dedicat a John Whitehead Peard, titulat "El Garibaldí anglès", mentre que al English Biographical Dictionary s'hi cita. com "L'anglès de Garibaldi". Peard va ser un capità dels rangers de Cornualla que, sorprès per la personalitat de Garibaldi, va decidir seguir-lo durant algunes de les seves campanyes militars a Itàlia.
Després d'haver desembarcat a Sicília amb l' expedició dels Medici, durant l'Expedició dels Mil Peard va ser sovint equivocat i aclamat per la multitud com a Garibaldi. Peard, d'acord amb els altres oficials garibaldians, va decidir aprofitar aquest fet per enviar falses informacions telegràfiques des d'Eboli, desorientant els comandaments borbònics, que pensaven abandonar Salern, on Peard va entrar aclamat, amb el consentiment del mateix Garibaldi.

### Ciutadania honorífica
Garibaldi va rebre la ciutadania honorífica de San Marino el 24 d'abril de 1861. Prèviament, el 30 de juliol de 1849, Giuseppe Garibaldi, caçat per les tropes austríaques, va trobar refugi per a ell i els seus soldats a la República de Tità.

### Ocupació lingüística
En italià la paraula garibaldino, nascuda com a substantiu per indicar els que van lluitar amb el general, també s'utilitza com a adjectiu, amb el significat d'audaç i heroic, o referint-se a empreses organitzades sense una preparació en profunditat i sense grans infraestructures de suport.

### Denominacions
El sobrenom de "duce" va ser donat per Garibaldi al seu comandant, Garibaldi. La paraula deriva del llatí dux "líder" o "guia", de la història romana (del verb ducere, "dirigir"), i com és sabut, va ser manllevat per Gabriele D'Annunzio per a l'empresa de Fiume i finalment per Benito Mussolini, a qui ara està vinculat en la historiografia política i en la imaginació.
Comparteix el sobrenom d'Heroi dels dos mons amb el general francès, heroi de la guerra d'independència americana, Gilbert du Motier de La Fayette.
Garibaldi també va ser anomenat per la historiografia posterior com el "braç del Risorgimento", de la mateixa manera que Mazzini era la seva "ment".

### Compromís civil
Garibaldi, tot i que considerava lícit l'assassinat d'enemics en combat i traïdors en temps de guerra, va començar el 1861 a lluitar per l'abolició de la pena de mort, proposant diverses vegades una llei que l'aboliria de l'actual codi penal.
Com s'ha dit, el general era un gran amant de la natura i dels animals, amb qui també volia envoltar-se a la seva residència de Caprera; aquest gran amor es va revelar quan l'any 1871, l'any en què Giuseppe Garibaldi, per invitació explícita d'una noble anglesa, Lady Anna Winter, comtessa de Southerland, va nomenar el seu metge personal, el doctor Timoteo Riboli, amb un despatx a Torí, a no 2 de l'actual via Lagrange, per constituir una Societat de Protecció dels Animals, comptant com a membres fundadors i presidents d'honor a la senyora Winter i Garibaldi; avui l'empresa es coneix com l'Agència Nacional de Protecció Animal (ENPA). ENPA és actualment l'organisme de protecció i salvaguarda animal més antic i important d'Itàlia. Arran d'aquestes reflexions i accions sobre els drets dels animals, Garibaldi es va tornar gairebé vegetarià al final de la seva vida i va abandonar la caça, que havia estat una gran passió seva des de jove, en nom del respecte a la vida animal.
Un altre gran compromís de l'heroi dels dos mons, com s'ha esmentat, va ser el de la pau entre els pobles: malgrat les nombroses guerres, creia que era legítim utilitzar la força militar només per alliberar les nacions i defensar-se dels enemics, en cas contrari demostrant una forta convicció pacifista i humanitari.
Garibaldi va criticar les mesures contra el bandolerisme posterior a la unificació pel nou govern italià, com l'ús de la llei marcial i la repressió ferotge, així com la rígida extensió del reclutament militar obligatori piemontès al sud d'Itàlia, que va jutjar a ser contraproduent, preferint l'entusiasme del voluntarisme que havia animat els seus exèrcits.

## Obres
- Cantoni il volontario (novel·la)[407]
- Clelia, il governo dei preti (novel"la)[408]
- Lettere a Speranza von Schwartz[409]
- Memorie[410]
- I Mille (publicat el 1874)
- Poema autobiografico[411]
- Manlio (novel·la pòstuma, 1948)

## Vida familiar

### Les parelles de Garibaldi

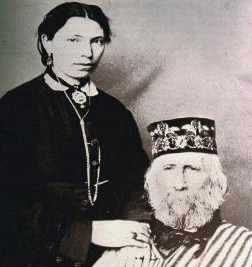
Garibaldi amb la seva darrera esposa Francesca Armosino; a l'última part de la seva vida Garibaldi es va fotografiar sovint assegut, perquè es va veure obligat a moure's en cadira de rodes

Després de la mort d'Anita, Garibaldi va començar relacions romàntiques amb diverses dones. Va acompanyar la noble anglesa Emma Roberts fins al 1856 i va posar el seu nom a un dels seus vaixells. Una altra dona recordada per Garibaldi va ser la comtessa Maria Martini della Torre, a qui va conèixer a Londres el 1854, la relació amb Paolina Pepoli, una vídua de trenta anys, neboda de Gioacchino Murat, va ser de curta durada.
La baronessa d'origen anglesa Maria Esperance von Schwartz, filla d'un banquer, vídua del cosí del seu pare que s'havia suïcidat, va veure Garibaldi per primera vegada el 1849, després el 1857 va arribar a Caprera i hi va tornar l'any. després, quan Garibaldi li va demanar que fos la mare dels seus fills, la dona va voler pensar-hi. Més tard els sentiments es van afeblir, també a causa d'una altra dona, Battistina Ravello, que va servir Garibaldi a Caprera. D'ella l'any 1859 va tenir una filla, anomenada Anita i batejada amb el nom d'Anna Maria Imeni.
Una altra dona important en la vida de Garibaldi va ser Giuseppina Raimondi, la jove va impressionar l'heroi amb el coratge que va demostrar, els dos es van casar a Fino Mornasco el 24 de gener de 1860, però aviat va rebre una carta que l'avisava d'un amant de la dona, Garibaldi va preguntar a la dona si el que hi havia escrit era cert i Raimondi, ja embarassada, no va negar res. Garibaldi, assistit per Pasquale Stanislao Mancini, va sol·licitar l'anul·lació del matrimoni. El Tribunal de Roma, però, va rebutjar la petició i tots dos van recórrer la sentència davant el Tribunal d'Apel·lació de Roma, que amb una sentència del 14 de gener de 1880 va declarar nul el matrimoni.
A partir de 1865 comptarà amb la companyia de Francesca Armosino, la seva tercera esposa, amb qui tenia 41 anys de diferència. Era la infermera dels fills de la seva filla Teresita. Amb ella va tenir tres fills, un dels quals va morir als 18 mesos.

### Fills de Garibaldi
Garibaldi, de la seva primera esposa Anita, que va morir el 1849 prop de Ravenna, va tenir 4 fills:
- Domenico Menotti[422] (16 de setembre de 1840 – 22 d'agost de 1903). Va morir a Roma (de contreure la malària) als 62 anys.
- Rosa, coneguda com a Rosita (1843 – 23 de desembre de 1845), va morir de verola als 2 anys a Montevideo.
- Teresa (22 de febrer de 1845 - 5 de gener de 1903), coneguda com Teresita, en record de la germana del seu pare que va morir de jove, esposa del general de Garibaldi Stefano Canzio.
- Ricciotti (24 de febrer de 1847 - 17 de juliol de 1924).

De la minyona Battistina Ravello, però, Garibaldi va rebre:
- Anna Maria Imeni Garibaldi, coneguda com Anita (5 de maig de 1859 - 25 d'agost de 1875).

Va tenir tres fills amb la seva tercera esposa Francesca Armosino:
- Clelia (16 de febrer de 1867 - 2 de febrer de 1959), última supervivent i últim habitant de la Casa Blanca. Va dedicar tota la seva vida a la memòria del seu pare.
- Rosa (10 de juliol de 1869 – 1 de gener de 1871).
- Manlio (23 d'abril de 1873 - 12 de gener de 1900), va morir de tuberculosi als 26 anys.

És possible que Garibaldi tingués una filla natural, Giannina Repubblica Fadigati (8 d'octubre de 1868 - 24 de novembre de 1954), oficialment filla del noble cremonès Paolo Fadigati, amic i seguidor de Garibaldi. El naixement de Giannina Repubblica no hauria estat fruit d'una traïció, sinó d'un acord real entre Garibaldi i els cònjuges Fadigati: Paolo Fadigati hauria estat, de fet, un admirador tan fervent de l'heroi dels dos mons que va voler "criar un fill de sang Garibaldi".

## En la cultura de masses

### Filatèlia
Les emissions filatèliques creades a Itàlia per honorar l'heroi dels dos mons, Giuseppe Garibaldi, són nombroses. L'efígie de Garibaldi apareix als primers segells commemoratius italians emesos el 1910 per celebrar l'alliberament de Sicília i el plebiscit del sud d'Itàlia. Aquests són els primers segells commemoratius italians que no només porten l'efígie del rei o l'escut de Savoia. A més, només es venien al Sud i Sicília amb un recàrrec de 5 cèntims, no indicat al segell, i només es podien utilitzar per a correspondència directa dins del regne. L'any 1932 es va dedicar la llarga sèrie de 17 segells per celebrar el cinquantè aniversari de la seva mort. L'any 1957 es van emetre 2 segells més amb motiu del 150è aniversari del seu naixement.
El rostre de Garibaldi també apareix a la sèrie de 1959 pel centenari de la segona guerra de la independència; a la sèrie de 1960 pel centenari de l'Expedició dels Mil; el 1970 pel centenari de la participació de Garibaldi en la guerra francoprussiana i el 1982 es va celebrar el centenari de la seva mort. L'últim segell dedicat a ell es va emetre l'any 2011 per celebrar el 150è aniversari de la unificació d'Itàlia.
A més d'Itàlia, la República de San Marino, la Unió Soviètica, l'Uruguai, els Estats Units i el Principat de Mònaco també han dedicat sèries filatèliques a Giuseppe Garibaldi. França, tot i estar molt vinculada a la figura de Garibaldi, no li ha dedicat mai cap segell. L'any 2007, amb motiu del Bicentenari de Garibaldi, una iniciativa popular va llançar una petició en línia per fer emetre un segell dedicat a l'Heroi dels dos mons.
Filatèlica italiana

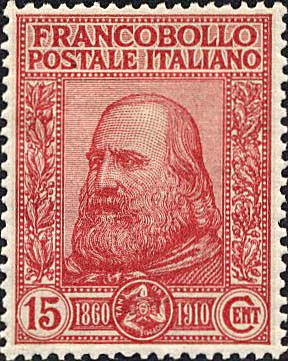
Regne d'Itàlia 1910 - Alliberament de Sicília
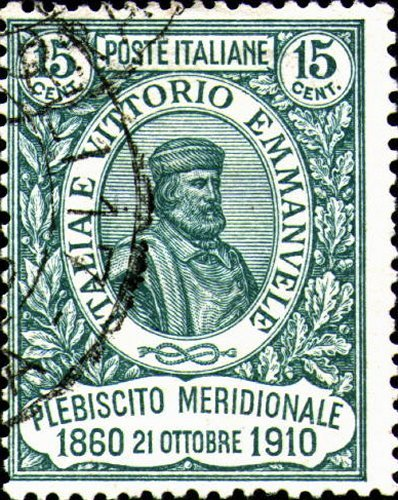
Regne d'Itàlia 1910 - Plebiscit del Sud

### Marina
Garibaldi era aleshores comandant de l'armada uruguaiana i cap de l'armada dictatorial de Sicilia.
Amb el temps hi ha moltes embarcacions que porten el seu nom:
- entre les civils, destaca la goleta Leone di Caprera,construïda per emigrants italians, que, l'any 1880, amb una tripulació de tres persones, va completar la travessia atlàntica des de l'Uruguai fins a Itàlia.
- entre els vaixells militars l'actual portaavions Garibaldi, l'anterior Garibaldi, un creuer lleuger transformat posteriorment en un creuer de míssils que va servir tant a la Regia Marina com a la Marina durant la Segona Guerra Mundial i retrocedint en el temps el creuer protegit Garibaldi enfonsat durant la Primera Guerra Mundial i la pirofragata Garibaldi. El destructor Leytenant Ilin de la classe Orfej, pertanyent a l'Armada Imperial Russa, va ser rebatejat com a Garibaldi el 3 de juliol de 1919 pel nou govern soviètic, només per canviar el seu nom a Voykov el 14 de febrer de 1928.[425]

### Monuments a Garibaldi
A la majoria de ciutats italianes hi ha almenys una estàtua de Garibaldi, gairebé totes aquestes estàtues tenen una característica comuna, en elles la mirada de Garibaldi sempre es dirigeix cap a Roma, ciutat que mai va aconseguir conquerir.
En canvi, l'estàtua de l'illa de Caprera mira cap a l'estret de Bonifacio en direcció a la seva Niça natal. A la mateixa Niça hi ha un altre monument a la Piazza Garibaldi del mateix nom que mira cap a Torí. El primer monument a l'heroi encara viu va ser col·locat l'any 1867 per Alessandro Puttinati a Luino, al llac Maggiore, on Garibaldi va lliurar la seva primera batalla en territori italià el 15 d'agost de 1848 contra una guarnició austríaca, mentre que el primer a Va ser executat poc després de la seva mort va ser el bust de Stefano Galletti a San Marino. També a S. Eufemia d'Aspromonte es pot visitar un petit museu on es recullen objectes de Garibaldi i on s'exposen fotografies de l'època. El pi gegantí sobre el qual es recolzava l'heroi després de ferit encara viu, protegit per barreres.

### Imatge de Garibaldi
Giuseppe Garibaldi, especialment durant els anys de la Segona Guerra de la Independència, sovint es representava amb l'uniforme vermell característic de Garibaldi, el cos del qual era general i amb el qual havia actuat durant la majoria de les campanyes militars a Itàlia.
En els anys de maduresa, però, després d'haver abandonat l'uniforme, va preferir combinar una gorra de fumador (el clàssic barret "Garibaldi") amb un ponxo que el va portar a les seves primeres experiències a Sud-amèrica .

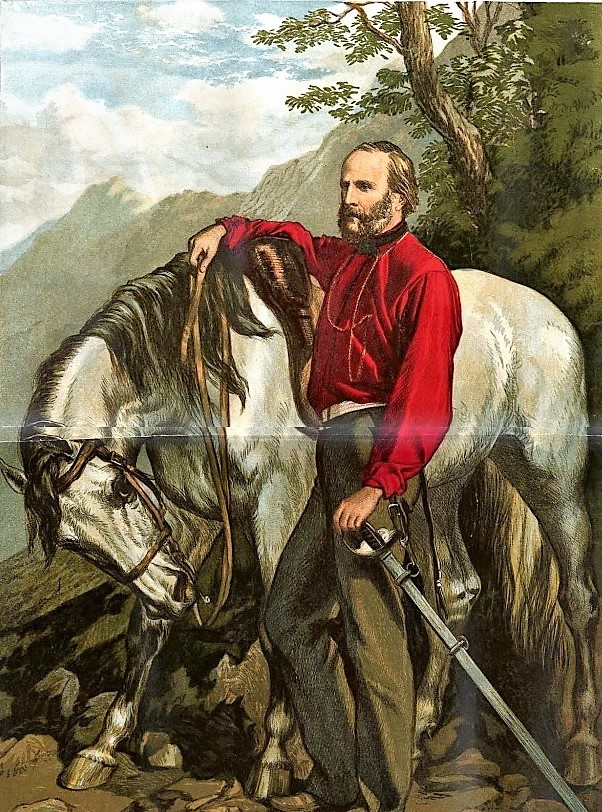
Giuseppe Garibaldi
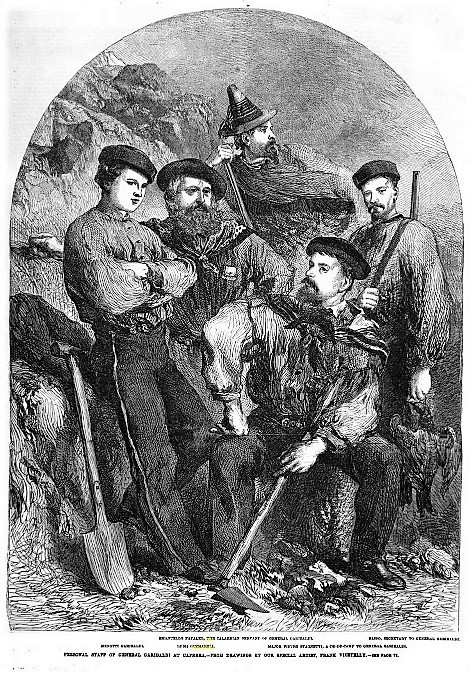
Acompanyants de Garibaldi a Caprera
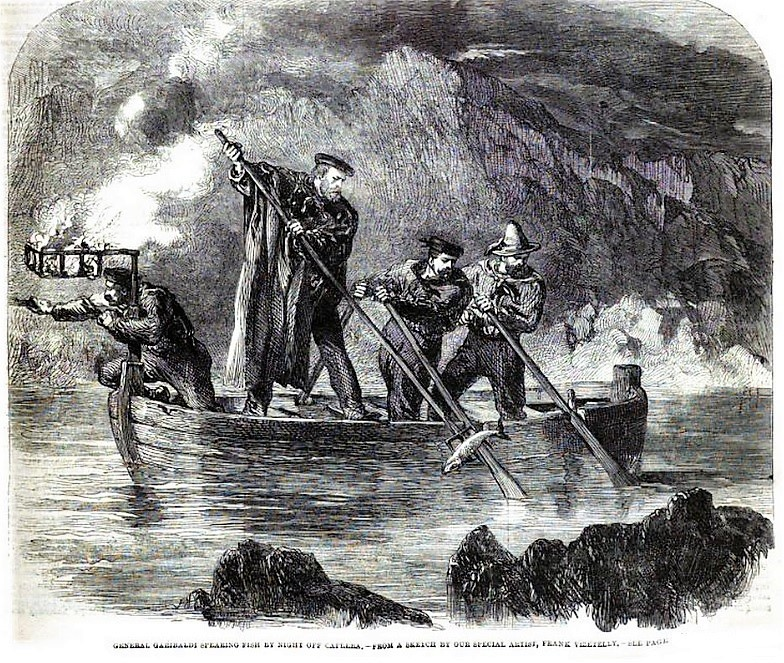
Garibaldi pesca a Caprera
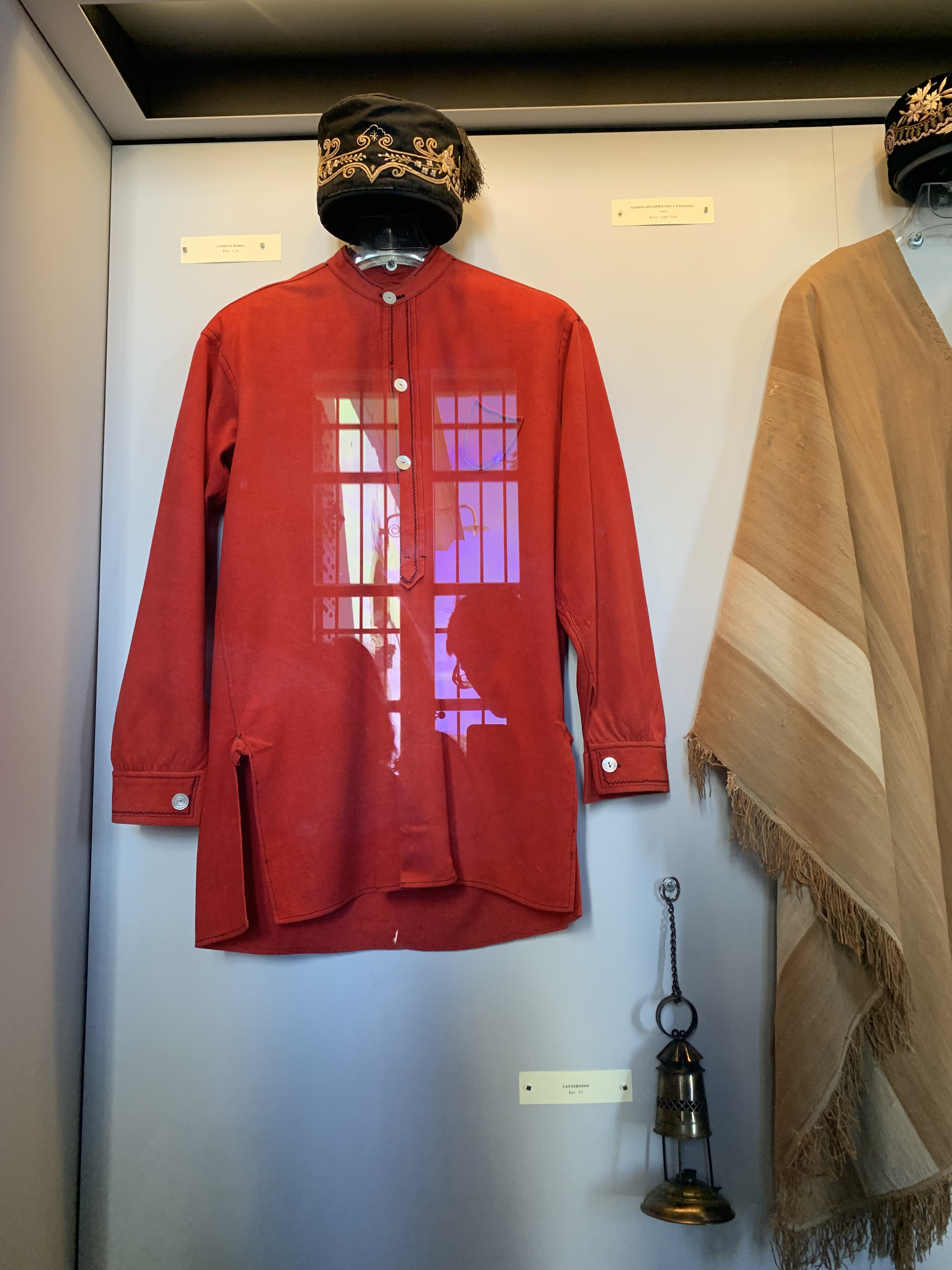
L'uniforme de Garibaldi conservat al Compendio garibaldino

## Honors

### Honors italians
Gran Oficial de l'orde militar de Savoia – 16 de gener de 1860
 Medalla d'Or al Valor Militar – 8 de juny de 1859
 Medalla commemorativa dels Mil de Marsala
 Medalla de Plata als benemés de l'Alliberament de Roma 1849-1870
 Medalla commemorativa de les campanyes de la Guerra d'Independència
 Medalla commemorativa de la Unitat d'Itàlia

### Honors estrangers
Ciutadania honoraria de San Marino – 24 d'abril de 1861
 Ciutadà honorific de Londres – 7 d'abril de 1864

### Escrits de Garibaldi
- Memorie, pubblicate da A. Dumas; prima versione di L. E. Tettoni, Milano, 1860 (ora: Alexander Dumas Le memorie di Garibaldi edizione Mursia ISBN 978-88-425-2996-5)
- Memorie, a cura di Alberto Burgos, Udine, Gaspari, 2004, ISBN 88-86338-78-3
- Il governo dei preti - Kaos edizioni, 2006
- Clelia: Il governo dei preti (in formato pdf), Milano, 1870.
- Le memorie, Nella redazione definitiva del 1872, a cura della reale commissione, Bologna-Rocca S. Casciano, 1932.
- I mille, Torino, 1874.
- Cantoni il volontario, romanzo storico, Milano, 1870, che ha come protagonista il garibaldino forlivese Achille Cantoni, eroicamente caduto a Mentana
- Elisabetta d'Ungheria: dramma storico in cinque atti, Roma, 1879.
- Manlio: romanzo contemporaneo; a cura di Maria Grazia Miotto; introduzione di Graziano Gug, Napoli, 1982.
- Lettere a Speranza von Schwartz
- Poema autobiografico dall'autografo: Carme alla morte

Nell'Edizione nazionale degli scritti di Giuseppe Garibaldi sono stati pubblicati 6 volumi a Bologna dall'editore Cappelli negli anni 1932-1937. La pubblicazione è ripresa a cura dell'Istituto per la storia del Risorgimento italiano, che negli anni 1973-2009 ha pubblicato 14 volumi dell'Epistolario (volumi 7-20 dell'edizione nazionale):
- Vol. 1: Le memorie di Garibaldi in una delle redazioni anteriori alla definitiva del 1872, a cura della Reale Commissione, Bologna, Cappelli, 1932, XX + 422 pagg.
- Vol. 2: Le memorie di Garibaldi nella redazione definitiva del 1872, a cura della Reale commissione, Bologna, Cappelli, 1932, 670 pagg.
- Vol. 3: I Mille, a cura della Reale commissione, Bologna, Cappelli, 1933, XVII + 407 pagg.
- Vol. 4: Scritti e discorsi politici e militari. Vol. 1. 1838-1861, a cura della Reale commissione, Bologna, Cappelli, 1934, XVII + 431 pagg.
- Vol. 5: Scritti e discorsi politici e militari. Vol. 2. 1862-1867, a cura della Reale commissione, Bologna, Cappelli, 1935, XIII + 471 pagg.
- Vol. 6: Scritti e discorsi politici e militari. Vol. 3. 1868-1882, a cura della Reale commissione, Bologna, Cappelli, 1937, XII + 620 pagg.
- Vol. 7: Epistolario. Vol. 1. 1834-1848, a cura di Giuseppe Fonterossi, Salvatore Candido, Emilia Morelli, Roma, Istituto per la storia del Risorgimento italiano, 1973, X + 299 pagg.
- Vol. 8: Epistolario. Vol. 2. 1849, a cura di Leopoldo Sandri, Roma, Istituto per la storia del Risorgimento italiano, 1978, X + 253 pagg.
- Vol. 9: Epistolario. Vol. 3. 1850-1858, a cura di Giancarlo Giordano, Roma, Istituto per la storia del Risorgimento italiano, 1981, X + 235 pagg.
- Vol. 10: Epistolario. Vol. 4. 1859, a cura di Massimo De Leonardis, Roma, Istituto per la storia del Risorgimento italiano, 1982, X + 283 pagg.
- Vol. 11: Epistolario. Vol. 5. 1860, a cura di Massimo de Leonardis, Roma, Istituto per la storia del Risorgimento italiano, 1988, XI + 389 pagg.
- Vol. 12: Epistolario. Vol. 6. 1861-1862, a cura di Sergio La Salvia, Roma, Istituto per la storia del Risorgimento italiano, 1983, XI + 343 pagg.
- Vol. 13: Epistolario. Vol. 7. Marzo-dicembre 1862, a cura di Sergio La Salvia, Roma, Istituto per la storia del Risorgimento italiano, 1986, XIV + 387 pagg.
- Vol. 14: Epistolario. Vol. 8. 1863, a cura di Sergio La Salvia, Roma, Istituto per la storia del Risorgimento italiano, 1991, XII + 269 pagg.
- Vol. 15: Epistolario. Vol. 9, 1864, a cura di Giuseppe Monsagrati, Roma, Istituto per la storia del Risorgimento italiano, 1992, XVIII + 290 pagg.
- Vol. 16: Epistolario. Vol. 10. 1865-marzo 1866, a cura di Giuseppe Monsagrati, Roma, Istituto per la storia del Risorgimento italiano, 1997, XIV, 263 pagg.
- Vol. 17: Epistolario. Vol. 11. Aprile-dicembre 1866, a cura di Giuseppe Monsagrati, Roma, Istituto per la storia del Risorgimento italiano, 2002, XVII + 406 pagg.
- Vol. 18: Epistolario. Vol. 12. Gennaio-dicembre 1867, a cura di Emma Moscati, Roma, Istituto per la storia del Risorgimento italiano, 2006, X + 325 pagg.
- Vol. 19: Epistolario. Vol. 13. 1868-1869, a cura di Emma Moscati, Roma, Istituto per la storia del Risorgimento italiano, 2008, X + 385 pagg.
- Vol. 20: Epistolario. Vol. 14. 1º gennaio 1870-14 febbraio 1871, a cura di Emma Moscati, Roma, Istituto per la storia del Risorgimento italiano, 2009, X + 315 pagg.